# Fiat 500 (2007)
El Fiat 500 (Proyecto Mino) es un automóvil del segmento A producido por el fabricante italiano Fiat desde el año 2007.

## Historia

### 2004, el Fiat Trepiuno

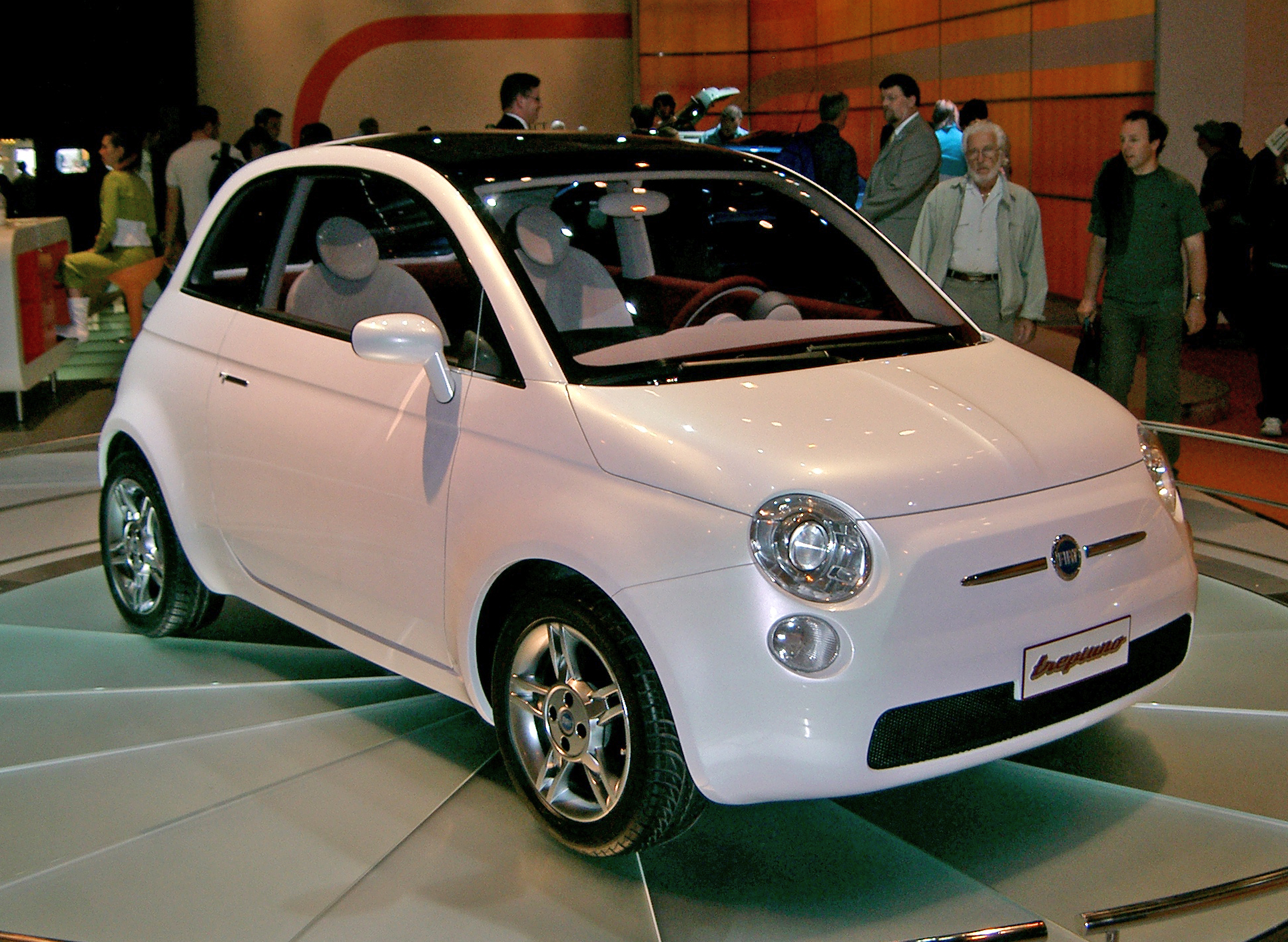
Fiat Trepiùno

El Fiat 500, es desarrollado por Fiat Auto S.p.A y diseñado en el Centro Stile Fiat por Roberto Giolito en la planta de Mirafiori (Turin, Italia); basándose en el Concept Car Fiat Trepiùno, un prototipo presentado en el Salón del Automóvil de Ginebra de 2004 que tomaba rasgos estilísticos del anterior Fiat 500 lanzado en 1957.
Durante su desarrollo y diseño, FIAT tuvo la genial idea de hacer que el modelo 500 fuera del ciudadano desde el minuto 1 de su concepción, ya que para ello realizó la campaña de publicidad 'You Are, We Car', donde invitaba a los ciudadanos de cualquier país, a aportar ideas para su desarrollo y evolución durante el periodo 2004-2007, lo cual hizo que desde un primer momento los ciudadanos lo hicieran suyo al tener Fiat la consideración de adoptar algunas de esas ideas en el desarrollo del modelo con la posterior industrialización de distintos elementos que siguen vigentes hasta hoy en día en el modelo de 2024, lo cual, queda claro el por qué el Fiat 500 es un superventas mundial desde su nacimiento.
Fiat a día de hoy es el único fabricante mundial que se atrevió con este programa, y algunas de esas ideas, serán plasmadas también en su hermano el Fiat Panda, el otro superventas mundial del segmento A. 
Las carrocerías puede ser de tres puertas o de 3+1 (Fiat 500 Trèpiuno), dónde se encuentra una pequeña puerta de acceso en el costado derecho para acceder a las plazas traseras. Las carrocerías también dispondrán de versiones convertibles en modo cabriolet (descapotables) con arco de seguridad.
En los test de pruebas de seguridad de EURO Encap, el Fiat 500 obtuvo 5 estrellas de cinco posibles.

El Fiat 500 es un vehículo homologado como un cuatro plazas, (dado al segmento A, al que pertenece), y se comercializa en 83² países del mundo. 
Dispone además de las páginas oficiales de 'Facebook', 'Pinterest', o 'Club Fiat 500', donde se cuentan con más de 300.000 seguidores y usuarios.en cada una de ellas.

### 2007, la presentación

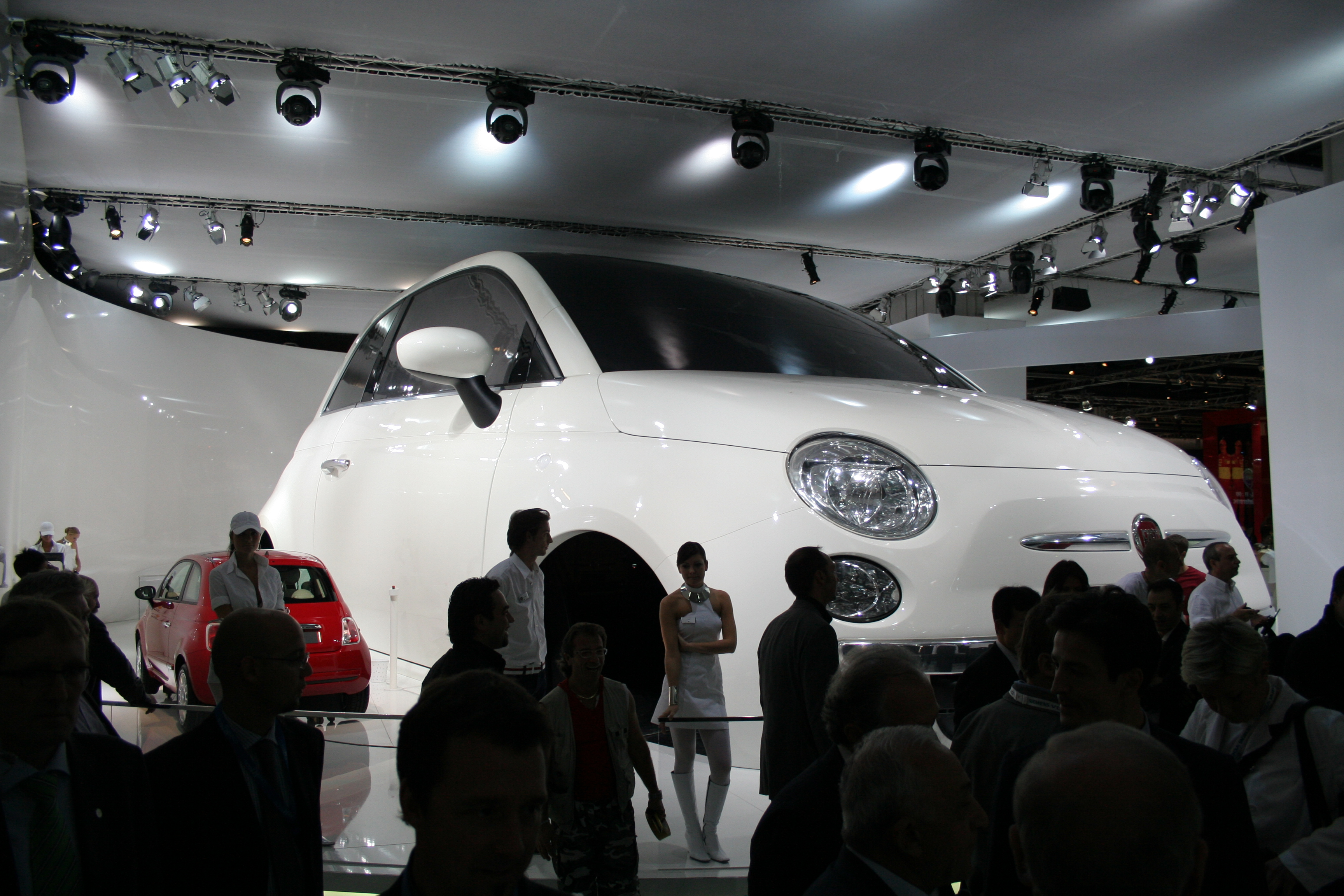
Presentación del 500

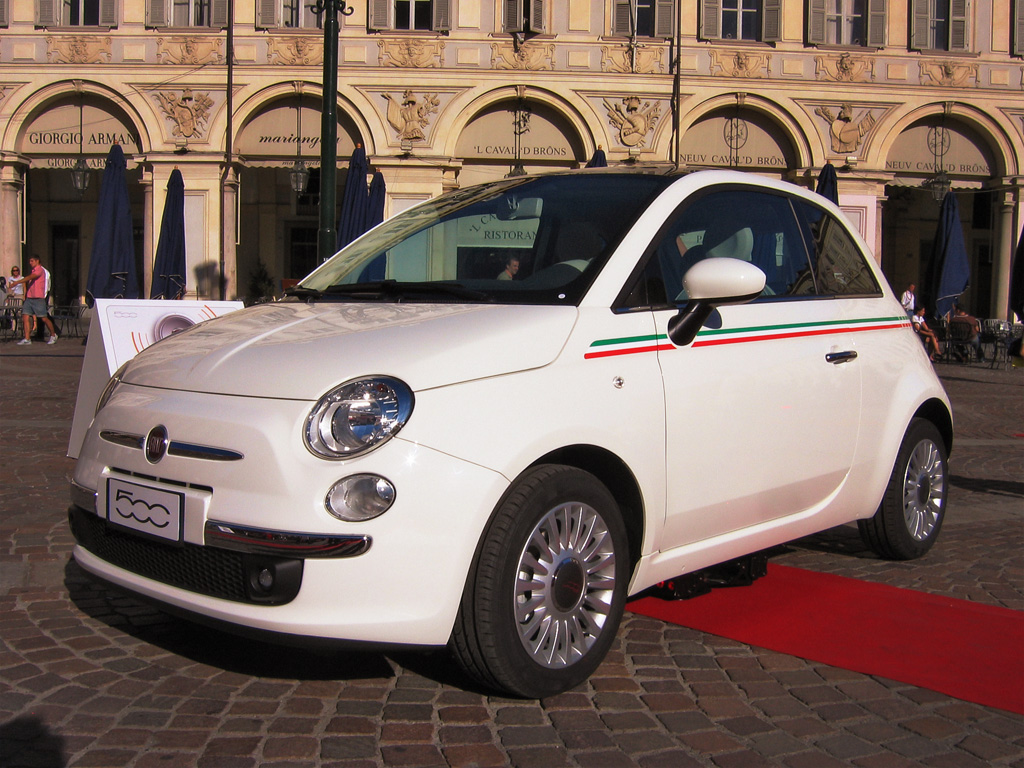
Presentación del 500

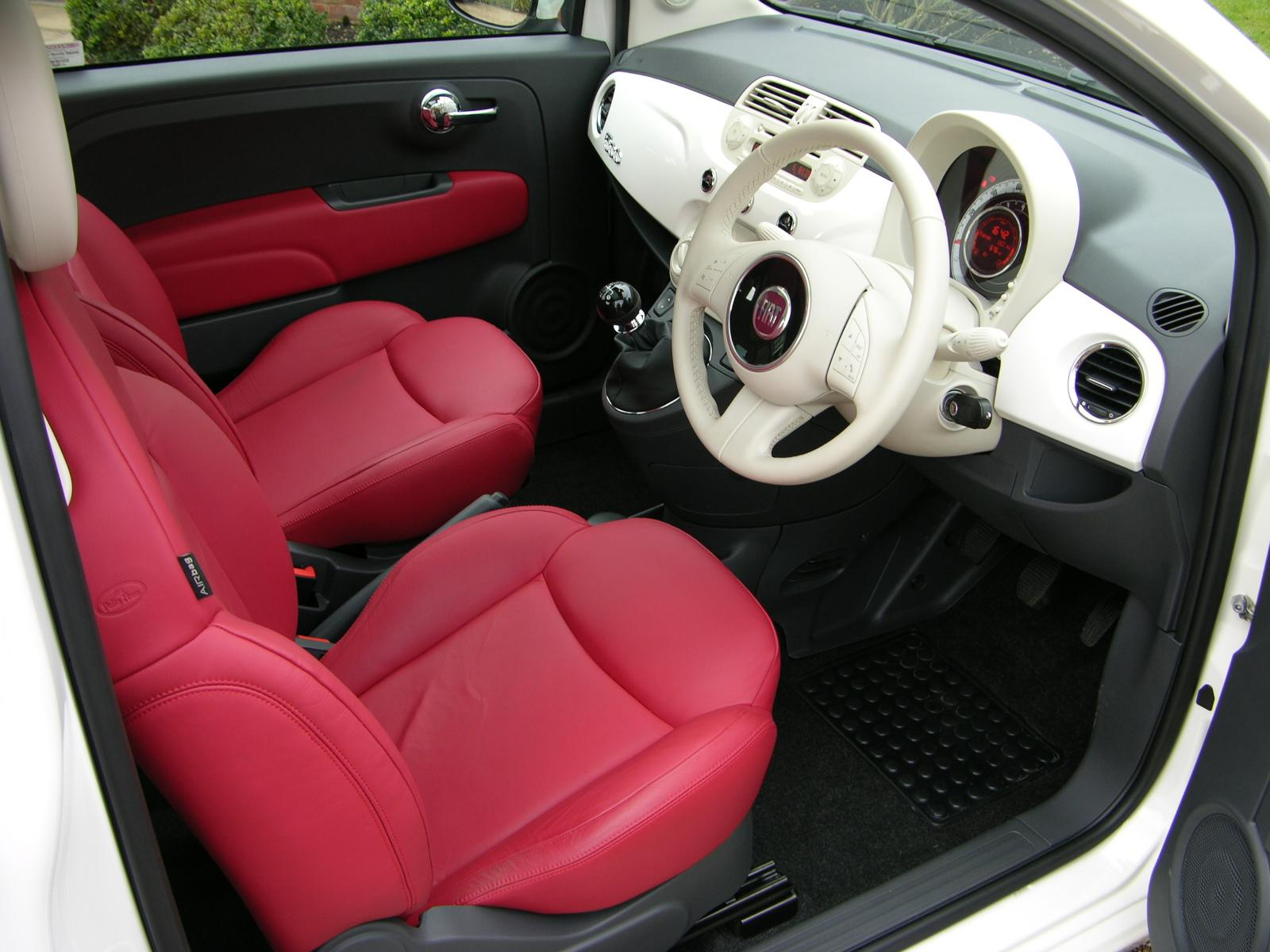
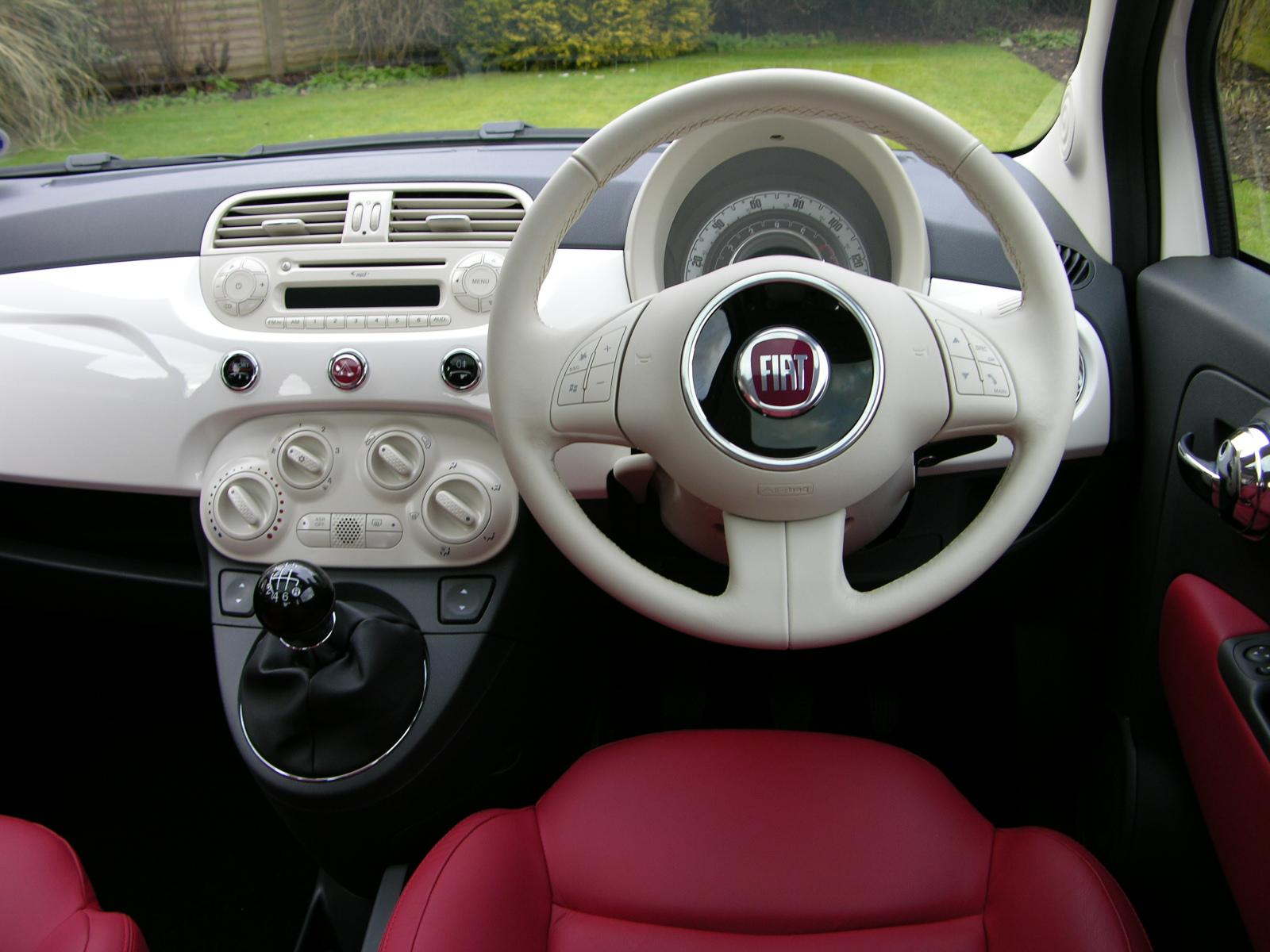
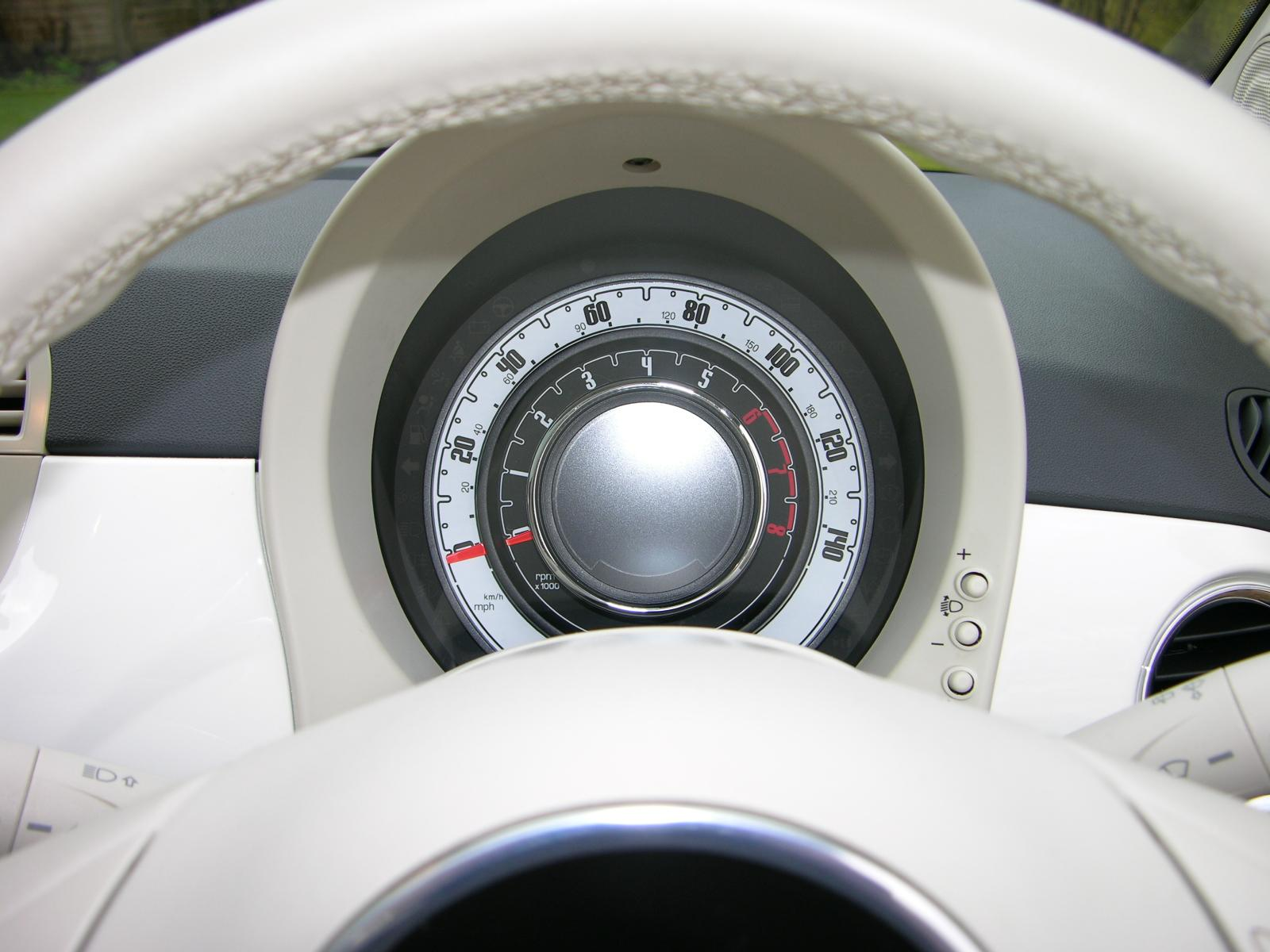
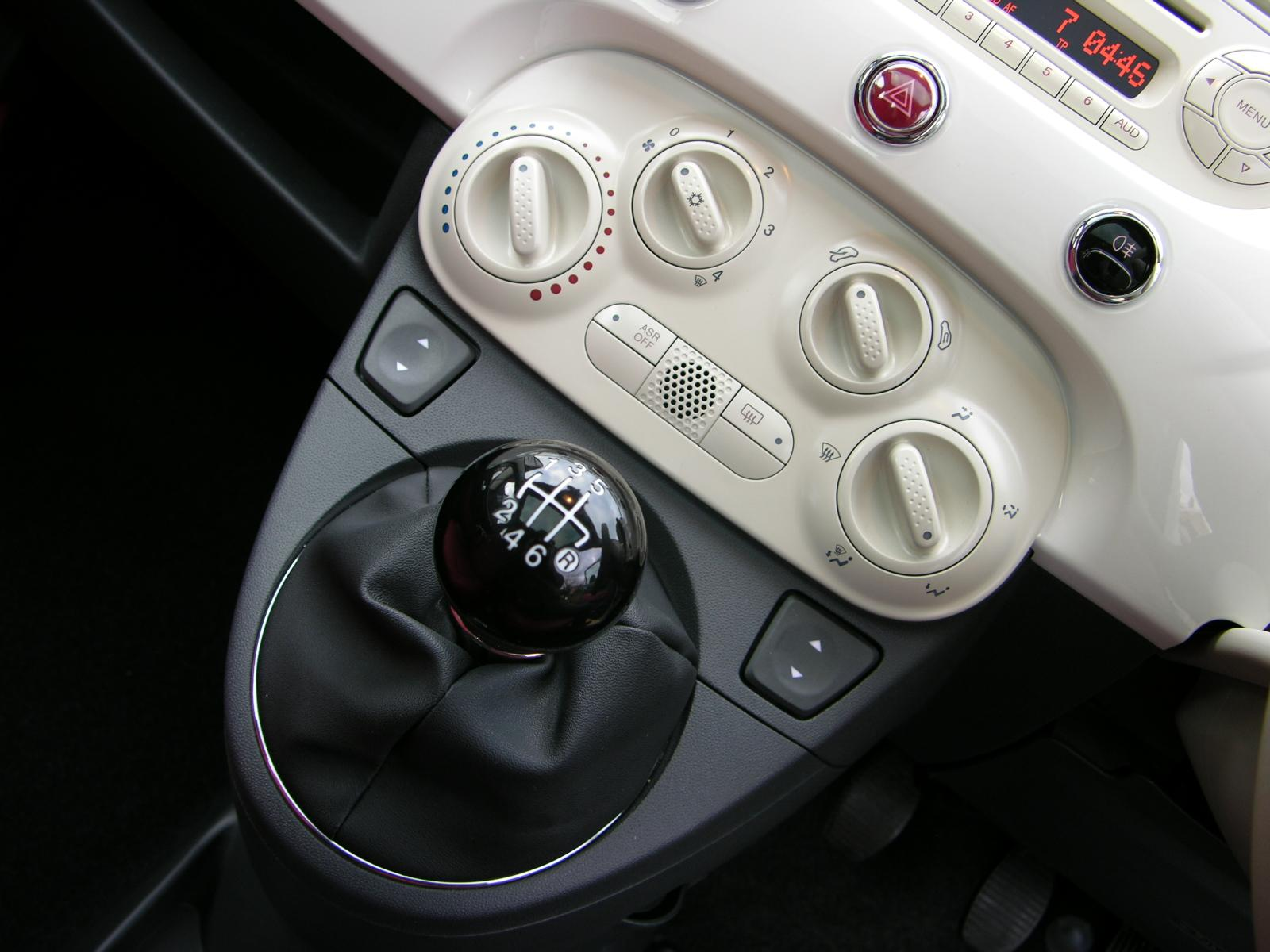
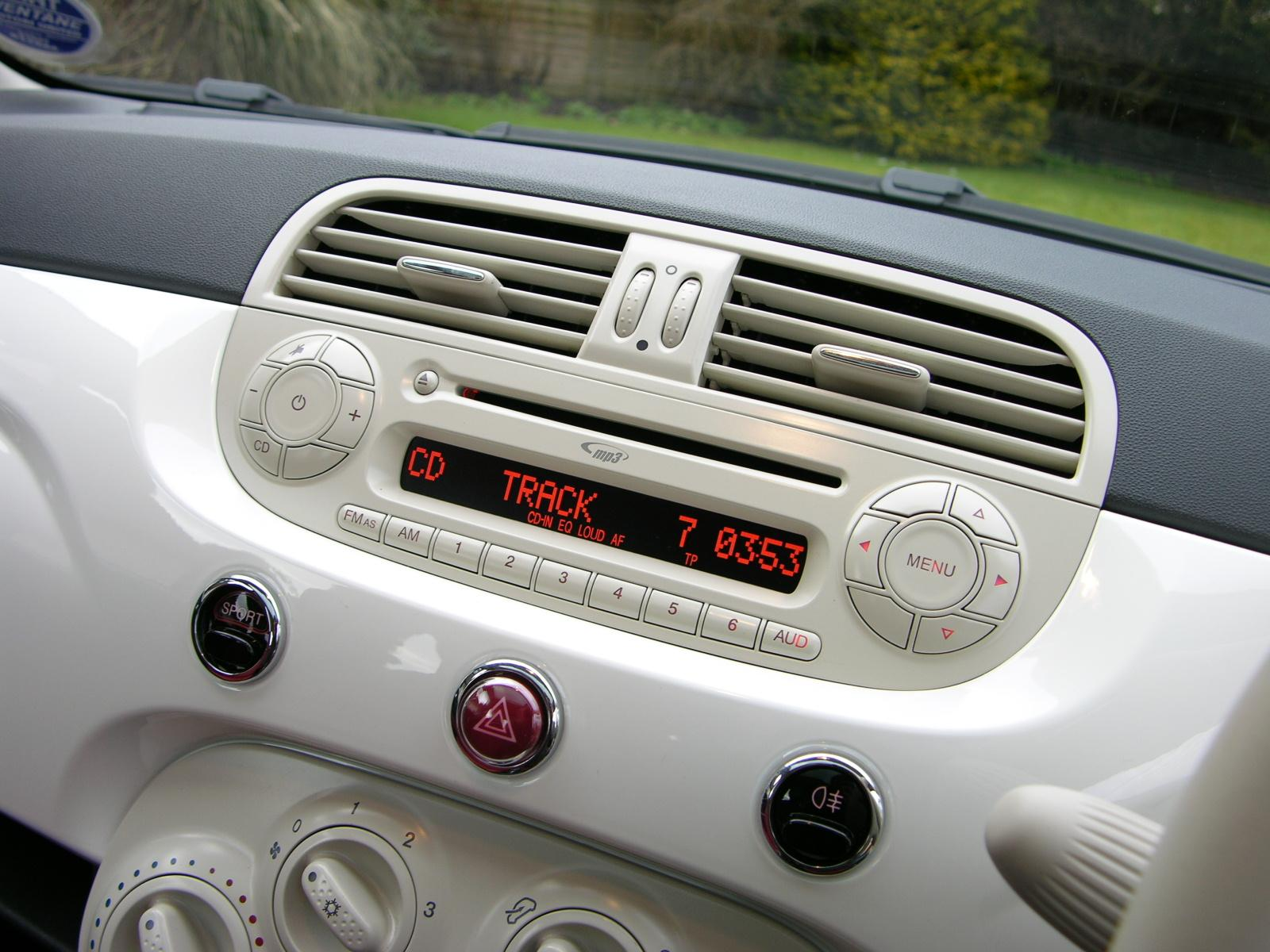
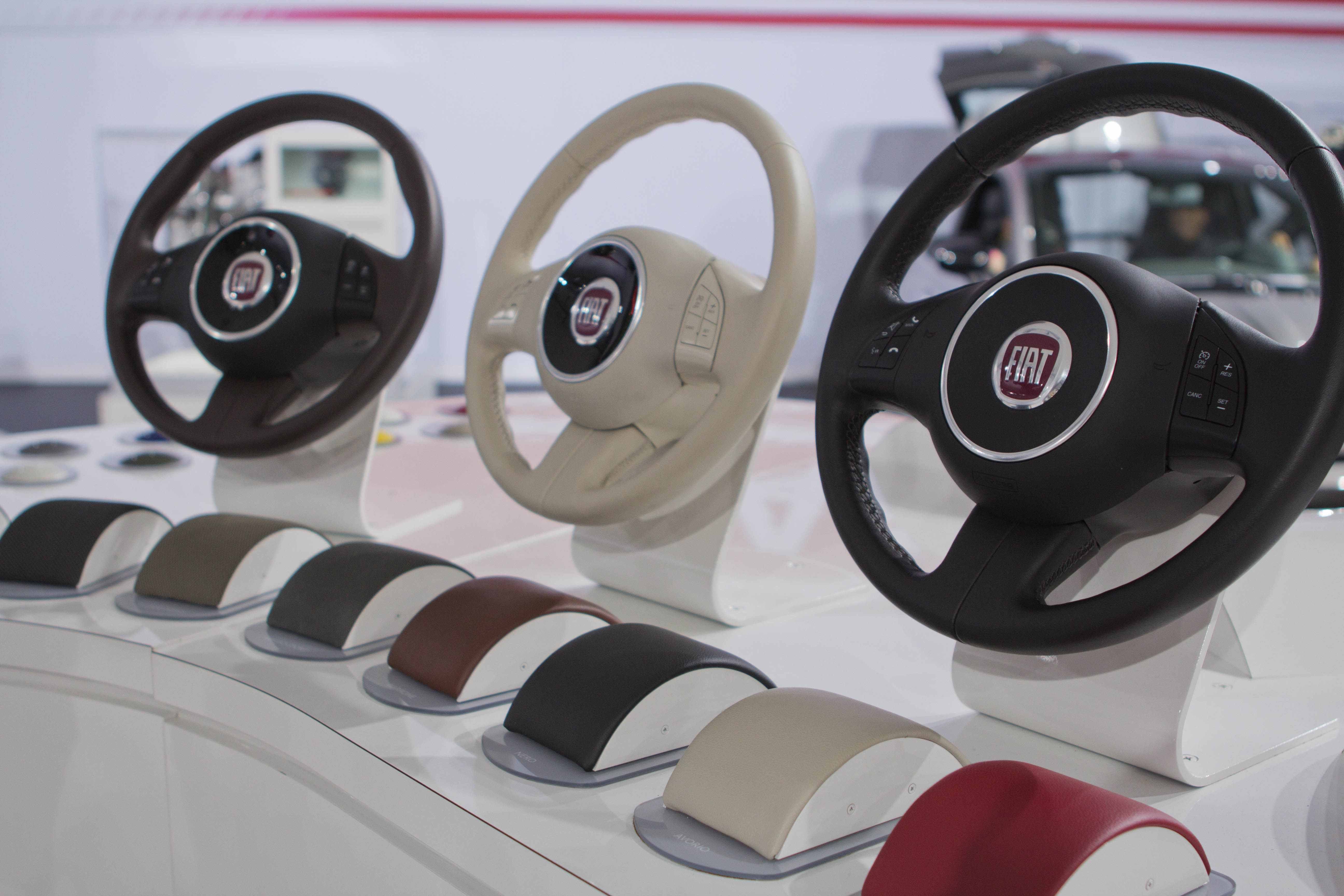

El 4 de julio de 2007, exactamente 50 años después del lanzamiento del modelo original en la región Murazzi del Po, en Turín, Fiat organizó una fastuosa presentación, misma que prueba la enorme popularidad de este modelo en el continente europeo. Este evento consistió en un espectáculo de luces coordinado por Marco Balich, quien fuera responsable de organizar los eventos de los Juegos Olímpicos de Invierno de 2006. Varios artistas presentaron su espectáculo durante el evento, entre otros Lauryn Hill, y el grupo israelí de danza Mayumana.
En la primera parte del evento se reprodujeron escenas de los años 60 como escenas de películas de Federico Fellini, un show con música de los Beatles realizado por un grupo que se dedica a hacer covers, y la memorable escena de Marilyn Monroe cantando Happy Birthday, Mr. President, que para la ocasión se volvió "Happy Birthday, dear Cinquecento" (cantado por una doble de Marilyn para celebrar el 50 aniversario del Fiat 500). Varios ciclistas representaron la competencia Giro de Italia. Tanto el automóvil como los ciclistas flotaron sobre el río. El espectáculo fue transmitido en vivo por el Canale 5 de la televisión italiana y a través de vídeo en vivo en www.fiat500.com, mismo que fue visto por más de 100.000 personas. Parte de la campaña de lanzamiento consistió en exponer el auto en las plazas de las 30 principales ciudades de Italia.
Comenzó a comercializarse el 4 de julio de 2007.
El 500 ha gozado de un enorme éxito en ventas hasta la fecha. A las 3 semanas del lanzamiento del 500 la producción prevista de todo un año de 58.000 unidades se habían vendido. Hasta la fecha, Fiat ha recibido más de 250.000 pedidos para el 500. Sorprendentemente, el Fiat 500 no está aún disponible en muchos mercados importantes. Si bien Italia ha sido, obviamente, su principal mercado, (En octubre de 2007, unos 9.000 autos se han vendido en Italia, por lo que es tercer lugar en ventas de aquel país), el 500 está ganando fanes en muchos países. Fiat Francia había recibido más de 10.000 pedidos antes de terminar octubre de 2007. Con la planificación de Fiat para introducir el 500 pronto en muchos otros países la demanda probablemente aumentará aún más. Para hacer frente a esta demanda Fiat ha anunciado que la producción ha aumentado a 200.000 unidades en 2008. El 500 fue lanzado 21 de enero de 2008 en Reino Unido. Y posteriormente a otros mercados importantes.

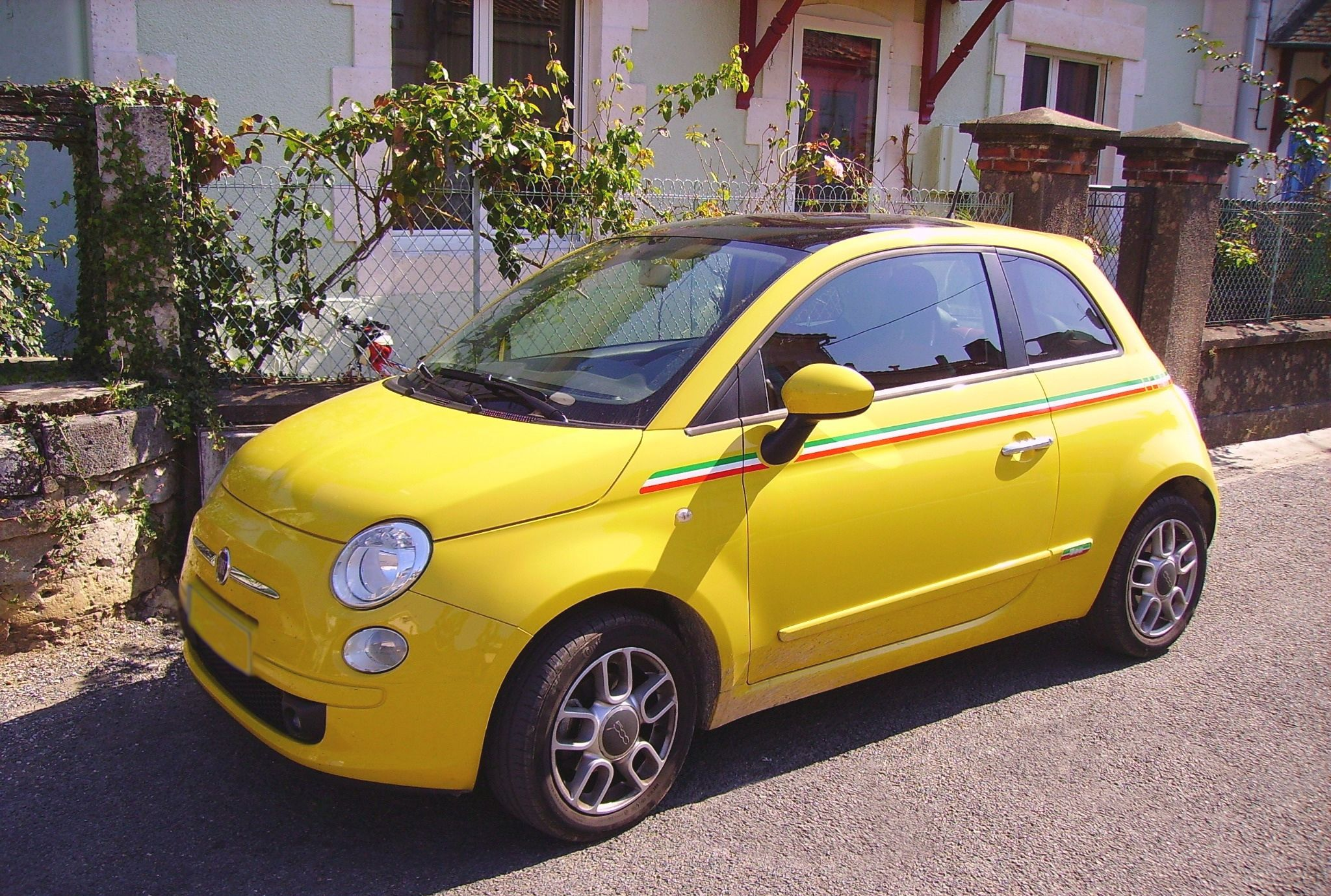
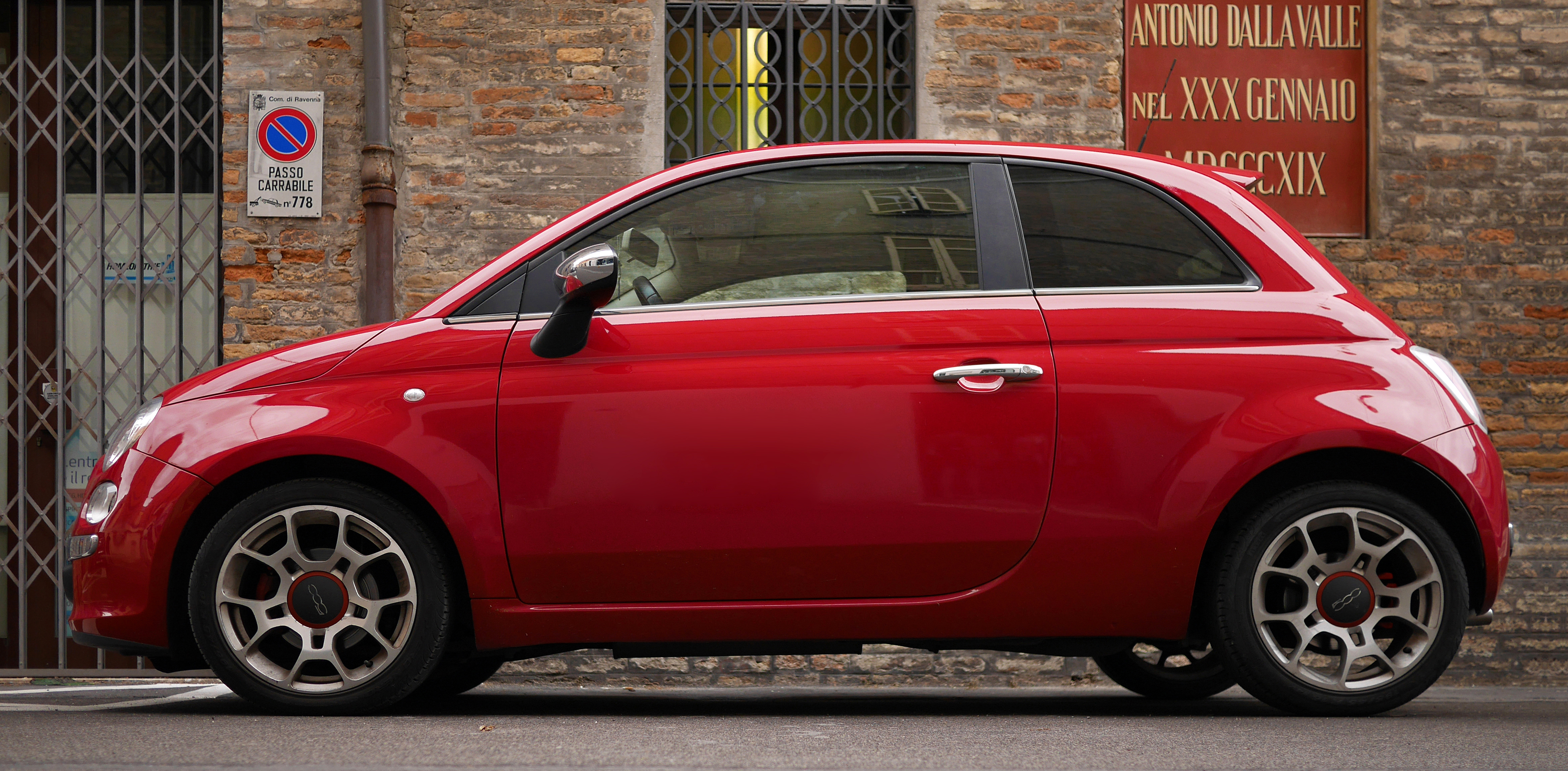
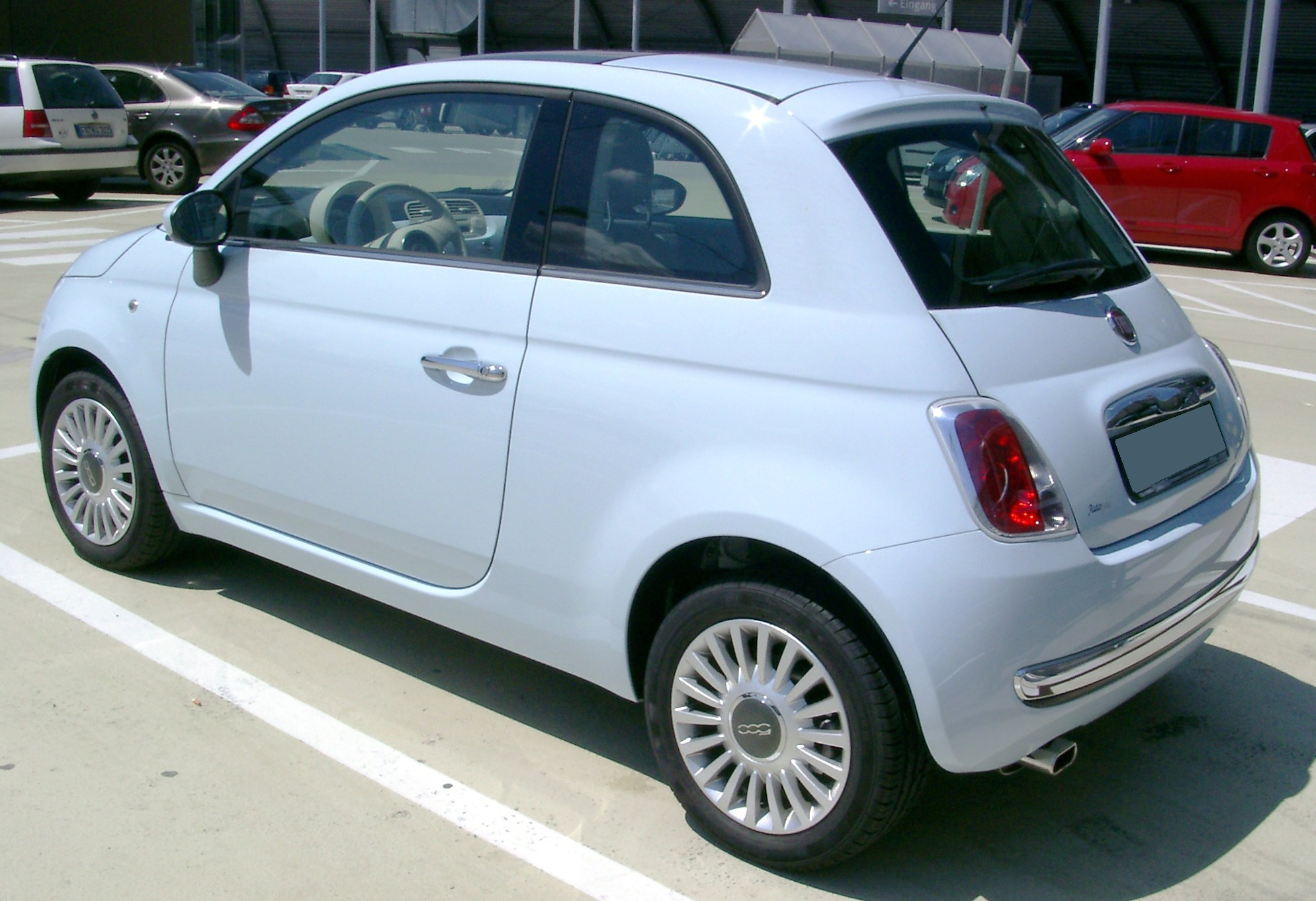
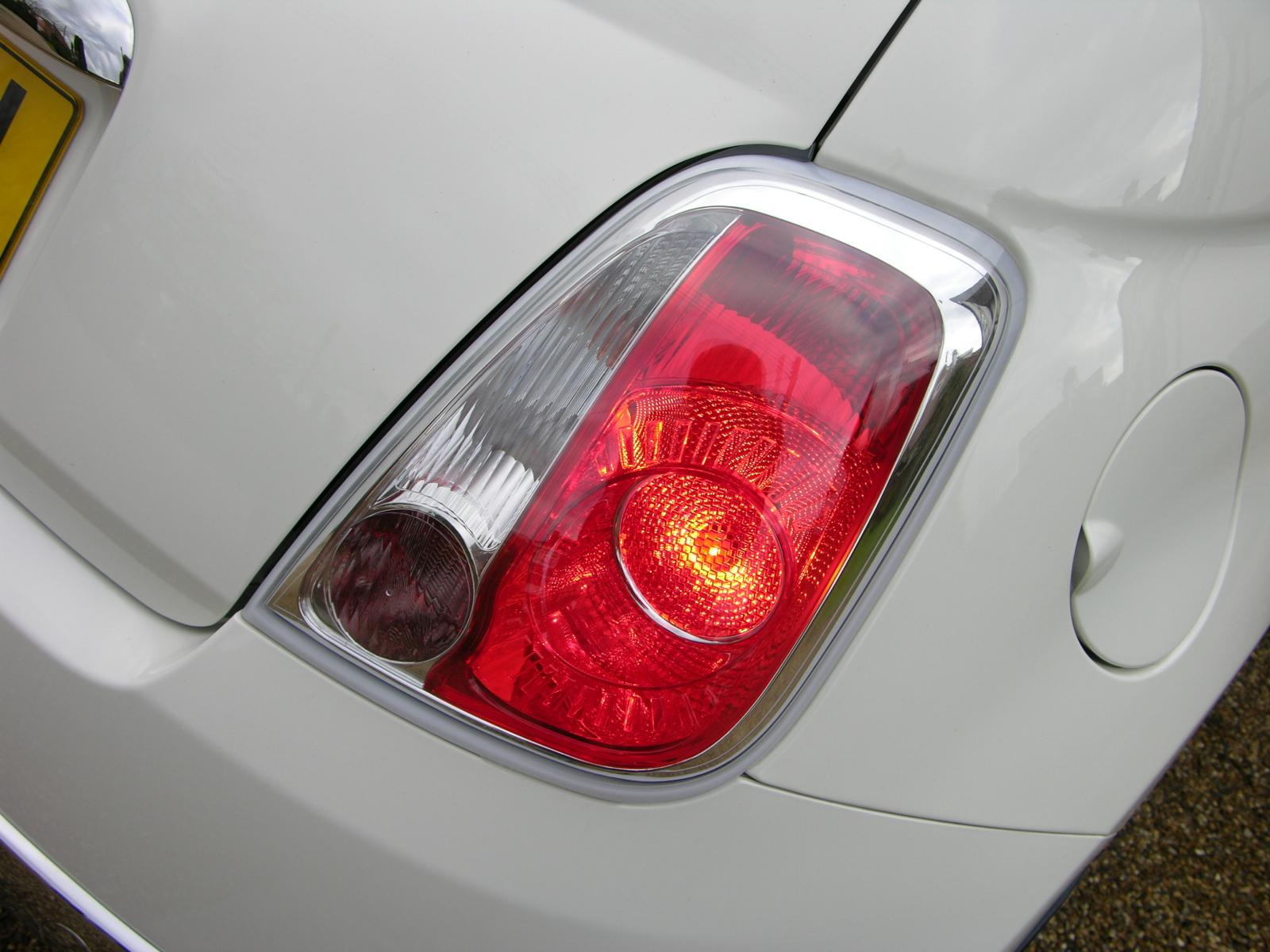
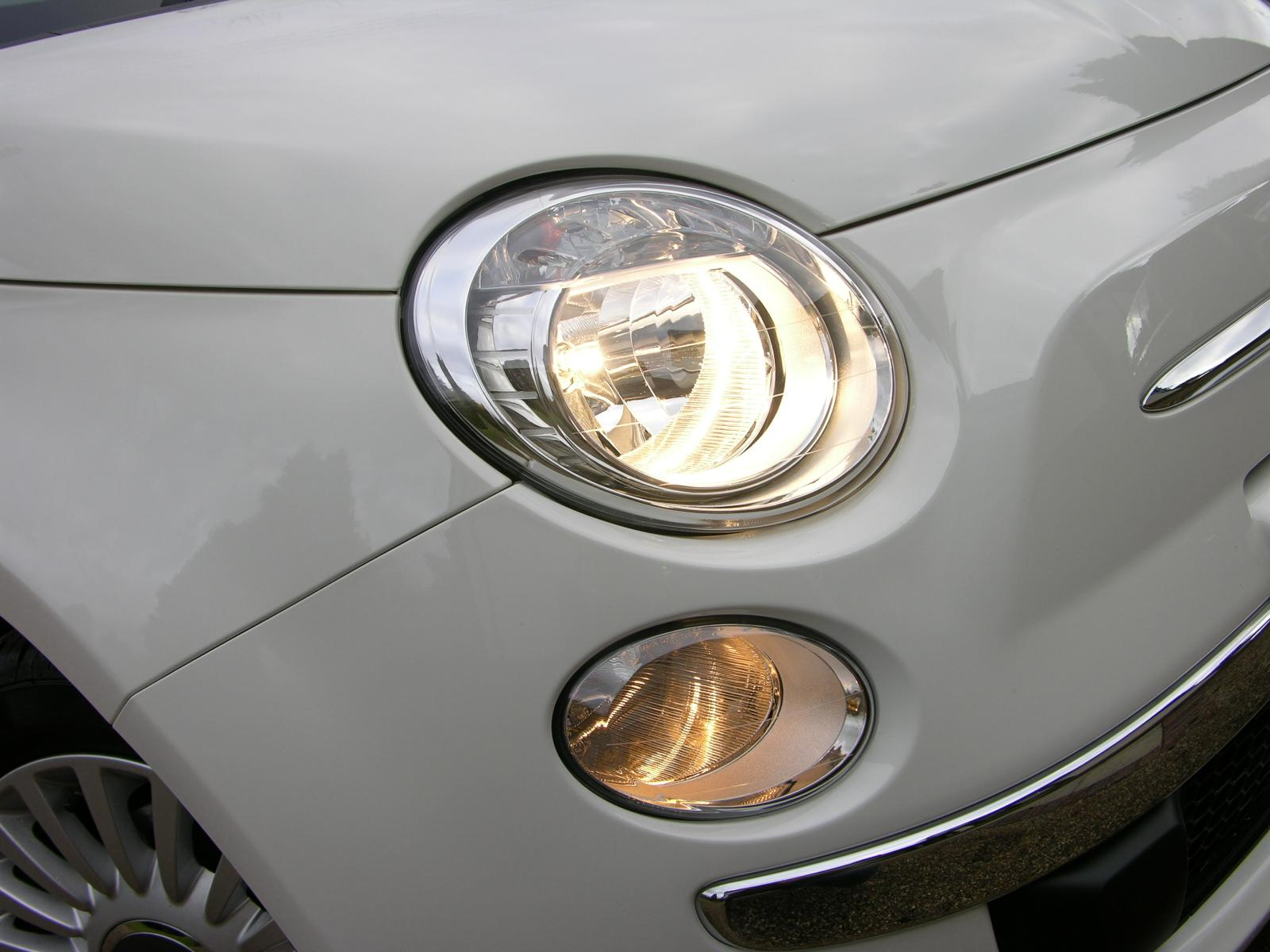
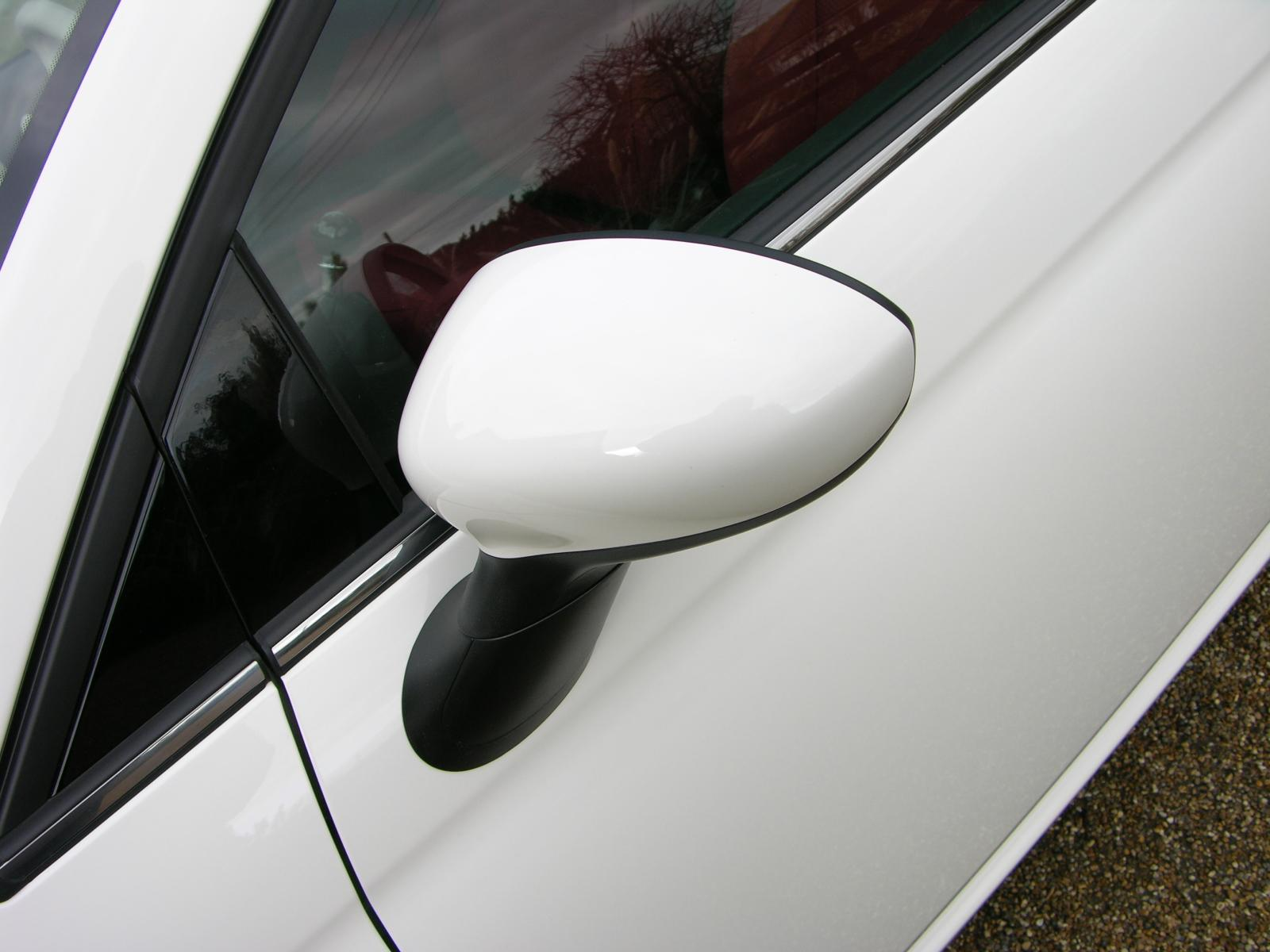

### 2008, llega la versión deportiva
En 2008 Castagna, Aznom y StudioTorino presentan respectivamente las ediciones del 500 500 by Castagna, 500 Aznom y 500 Diabolika (50 unidades). Ese mismo año Fiat comienza a comercializar las ediciones especiales y limitadas del 500, lanzando primero con la firma italiana de moda Diesel la edición especial 500 by Diesel y las ediciones limitadas 500 Ferrari Edition (200 unidades) y 500 F1 Limited Edition (12 unidades),

#### Abarth 500
En 2008 se comienza a comercializar el Abarth 500. La primera de estas nuevas versiones será el Abarth 500 (2008). Propulsado por un motor turboalimentado de 1.4 L, está disponible en una modalidad estándar de 135 CV, o una versión de alto desempeño de 180 CV denominada "Abarth 500 SS" que se beneficia con la incorporación de un diferencial de deslizamiento limitado Torsen C Alfa Romeo Q2. Fiat tenía originalmente previsto revelar el Abarth en el Salón del Automóvil de Bolonia de 2007, pero debido a la demanda sin precedentes del 500, Fiat se vio obligado a retrasar el lanzamiento oficial del Abarth hasta el Salón del Automóvil de Ginebra de 2008.

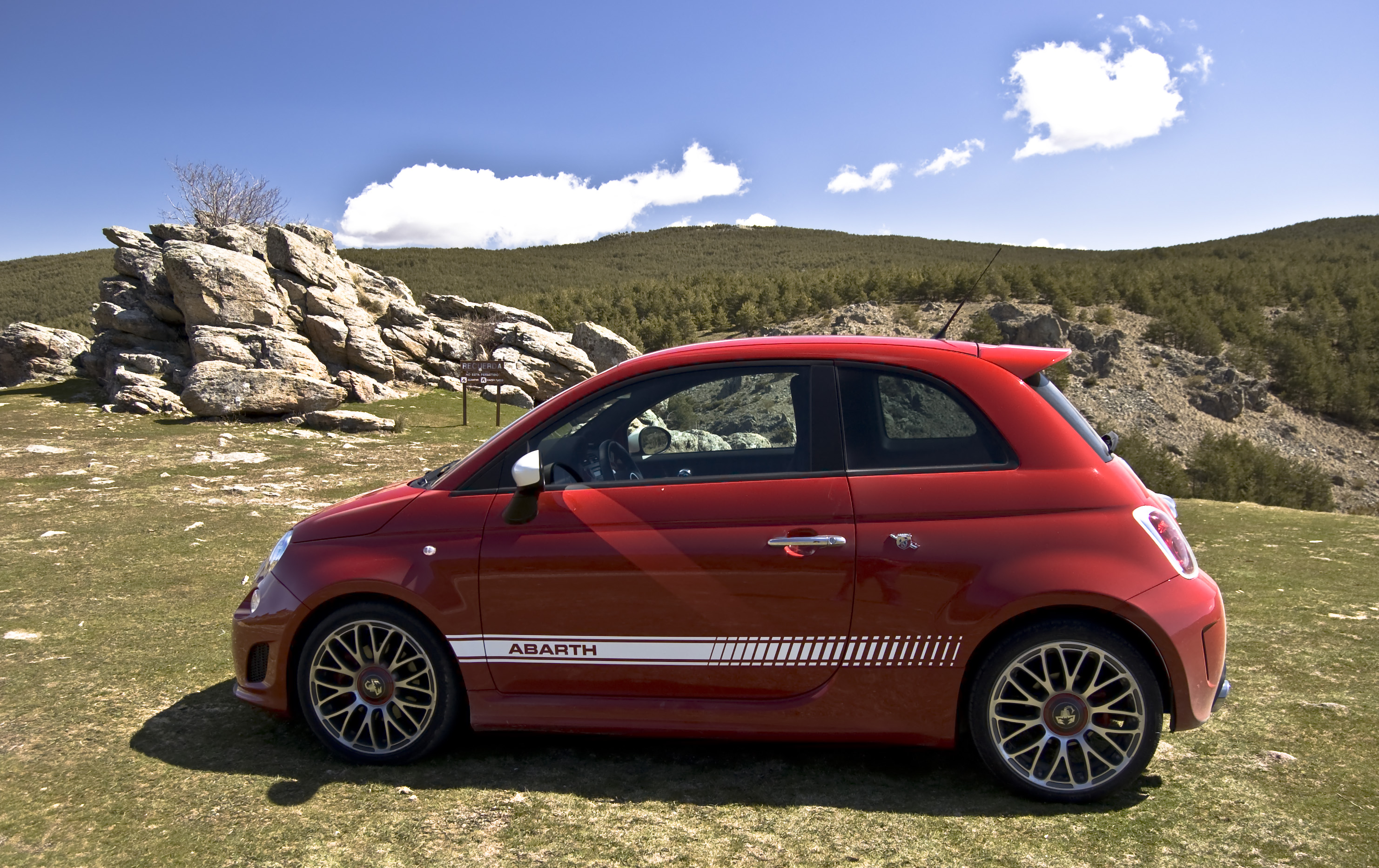
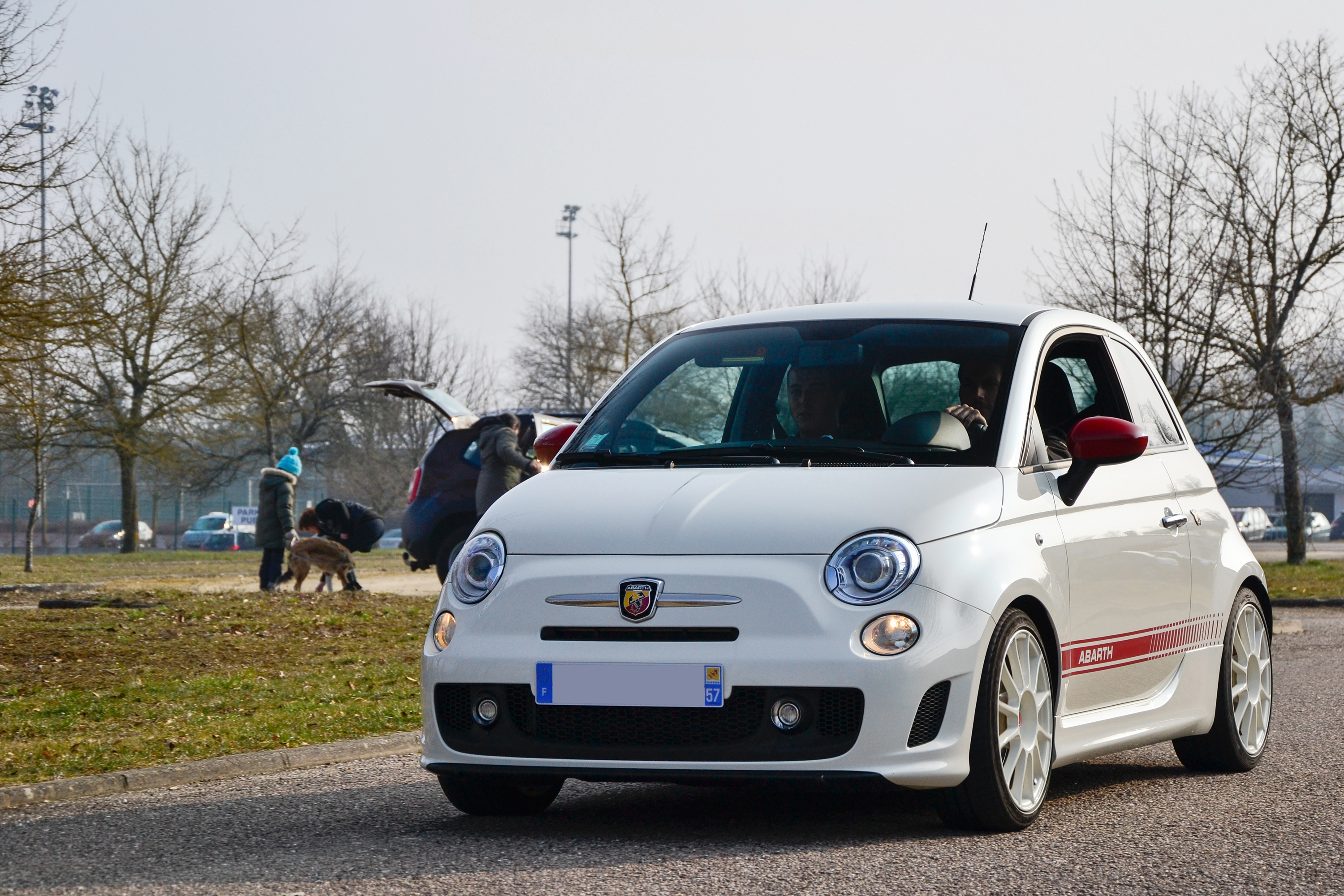
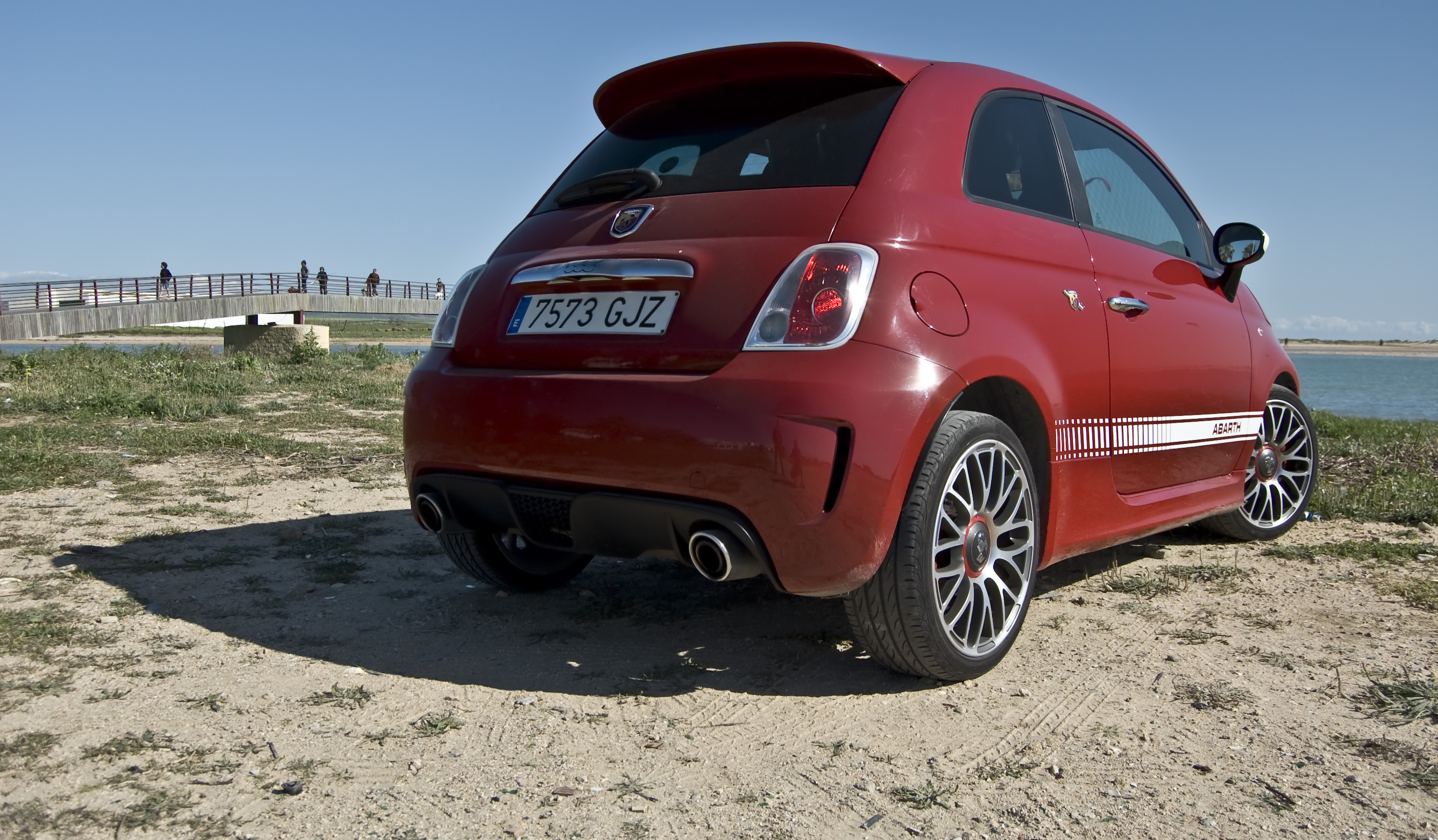
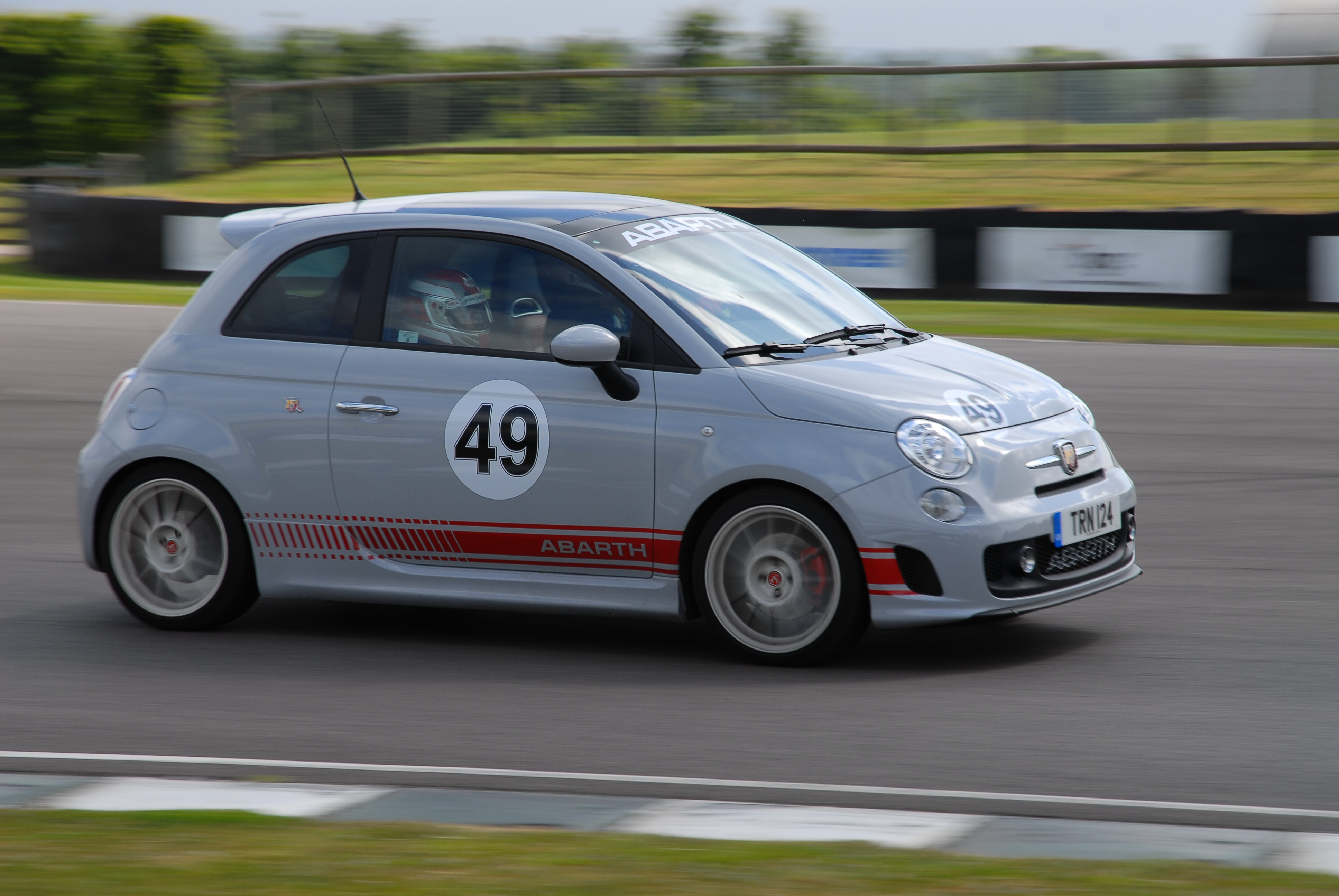
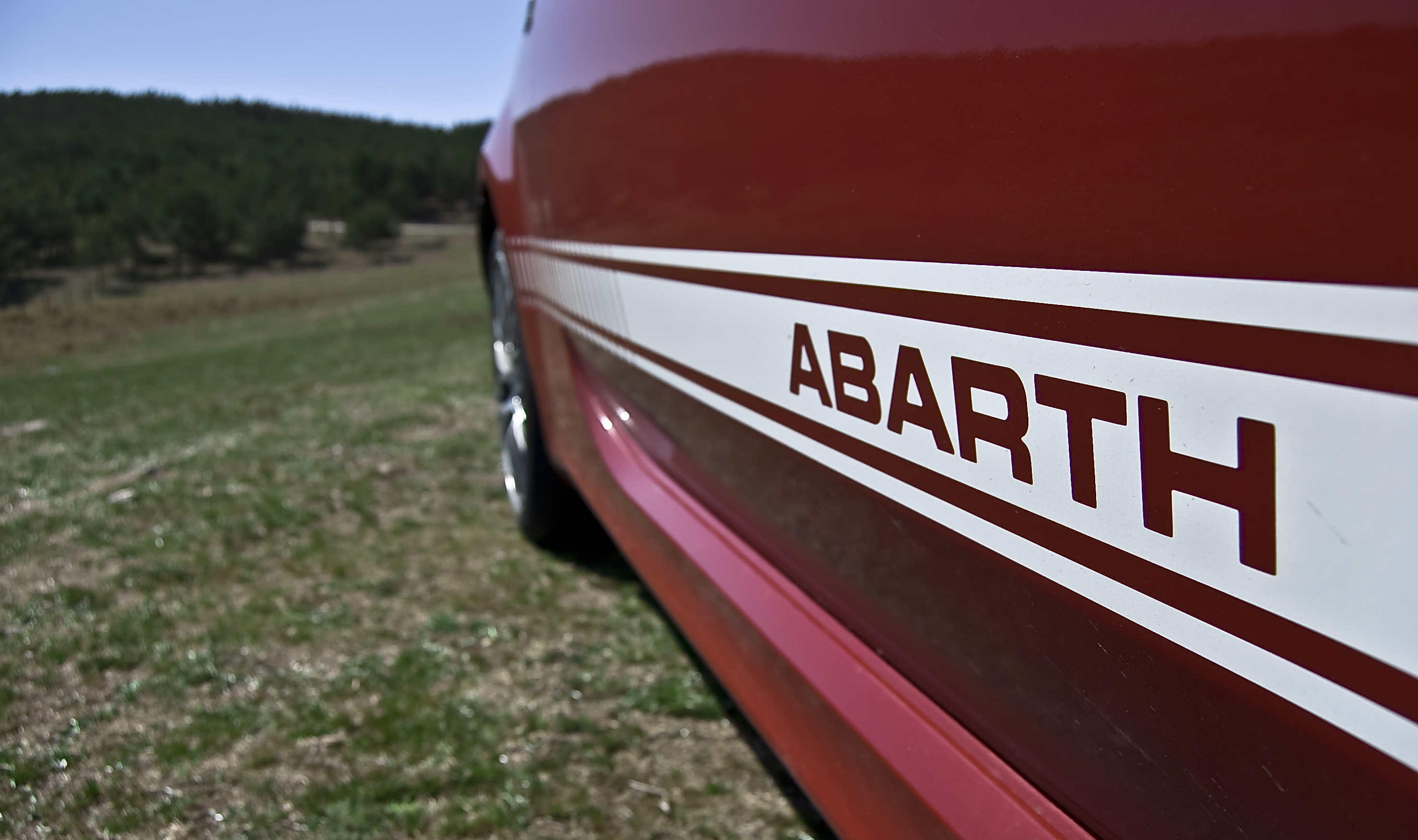
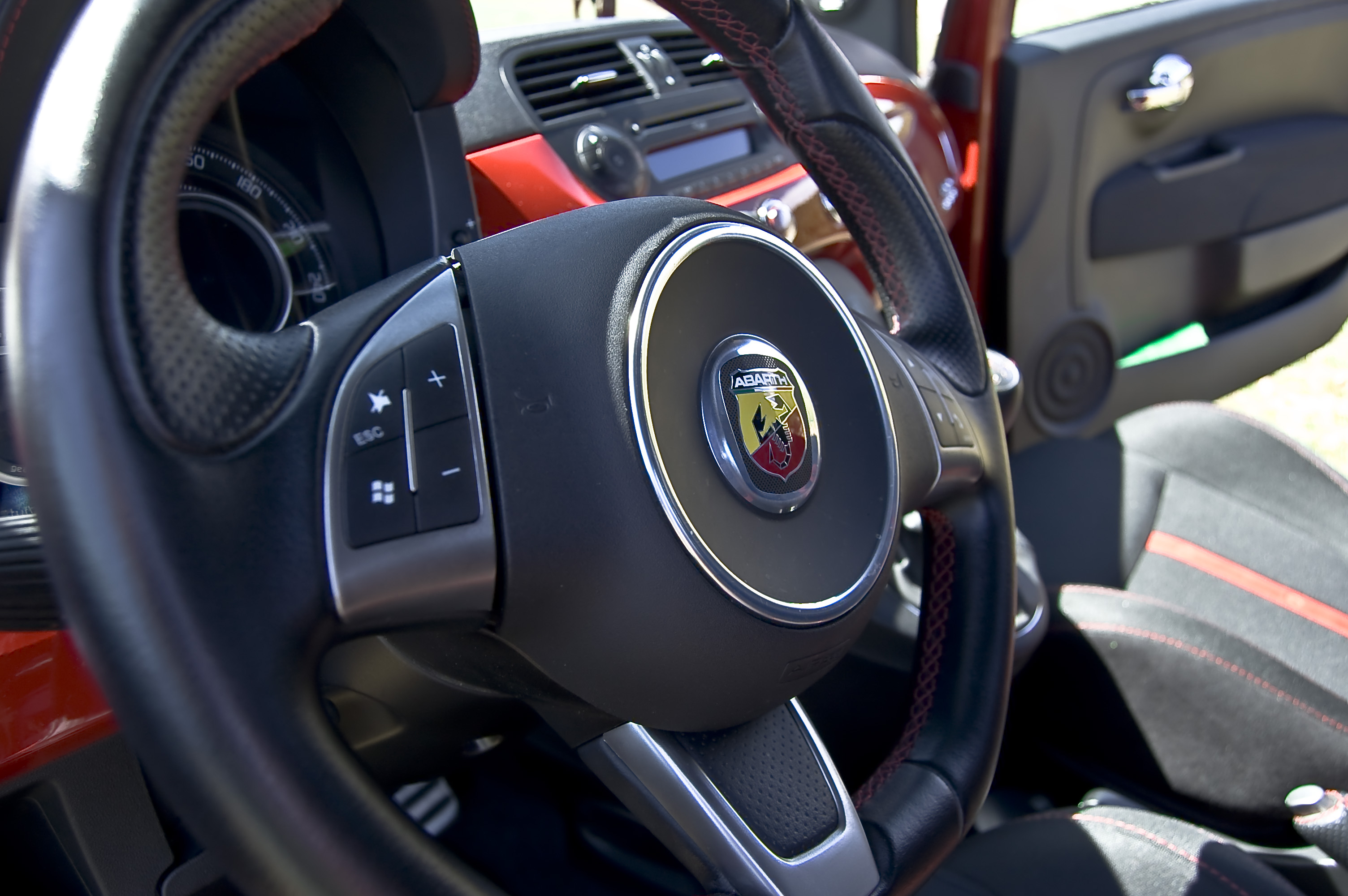
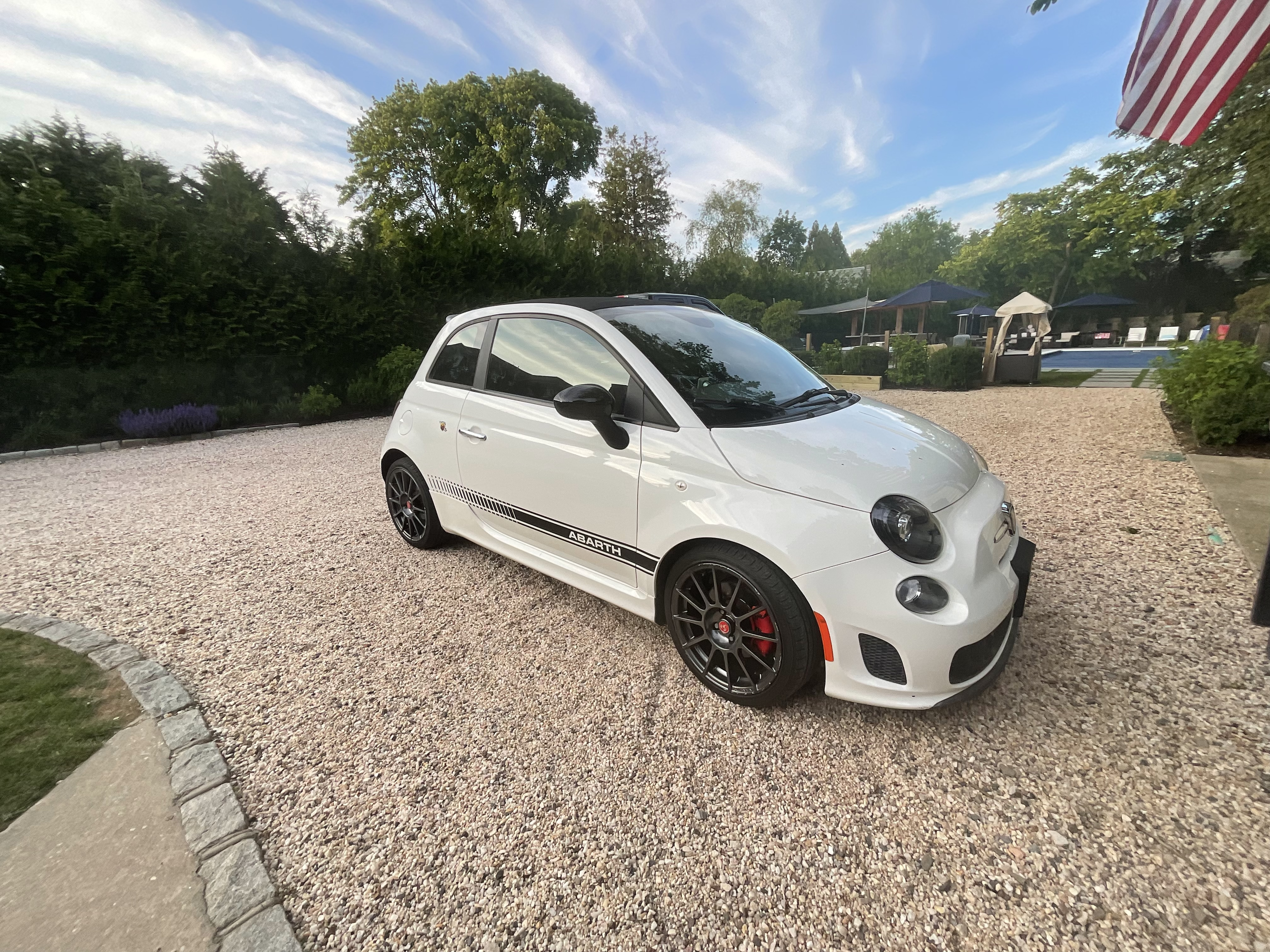
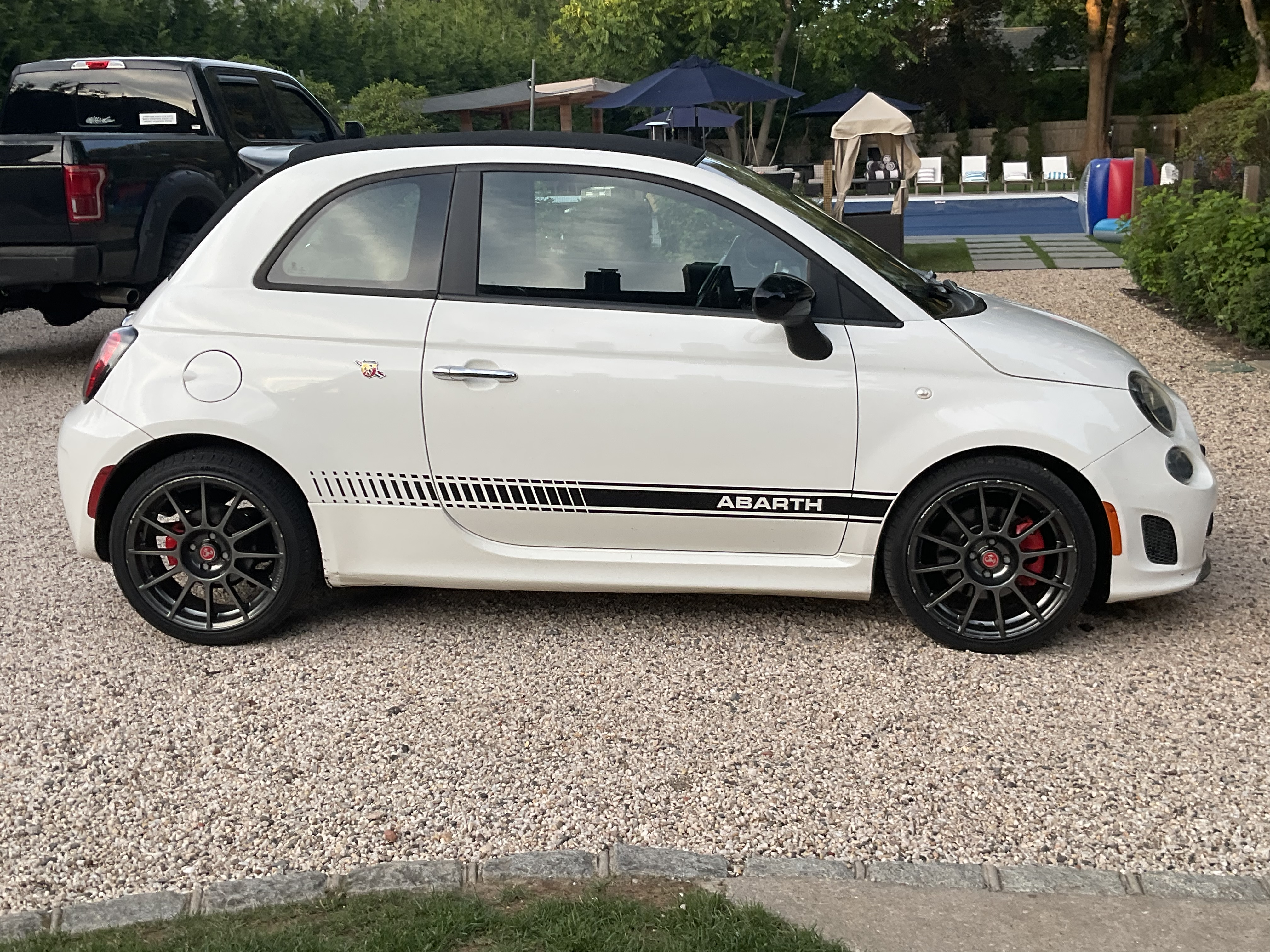

### 2009, ahora también descapotable
En 2009 Fiat comercializa la edición limitada 500 Barbie (5 unidades) dedicada a Barbie, la muñeca de Mattel. Debido al gran éxito mediático del Barbie, ese mismo año se lanza una edición especial del 500 manteniendo los principales rasgos del 500 Barbie, el 500 Pink.

#### Fiat 500C
En 2010 se comienza a comercializar el 500C descapotable. Está disponible una versión descapotable desde principios de 2009. Fiat también se puede seguir adelante con una variante 500 con carrocería familiar, en homenaje a los 500 Giardanetta de la década de 1960. Una versión con aspecto de todoterreno está siendo igualmente considerada por Fiat. En caso de que se dé luz verde a este proyecto, Fiat pondrá en venta este modelo en 2011. Unos meses más tarde se presenta el Abarth 500C.

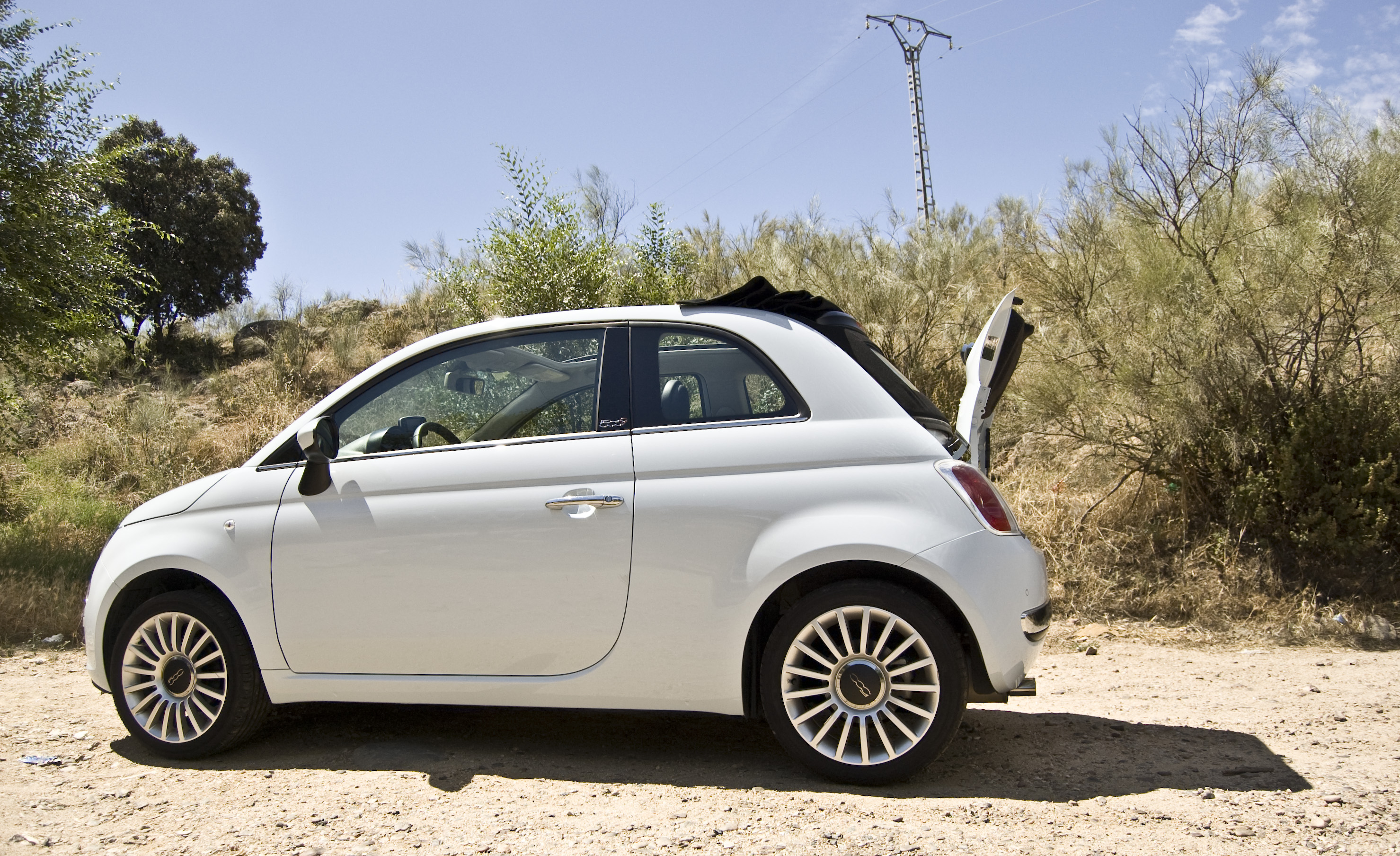
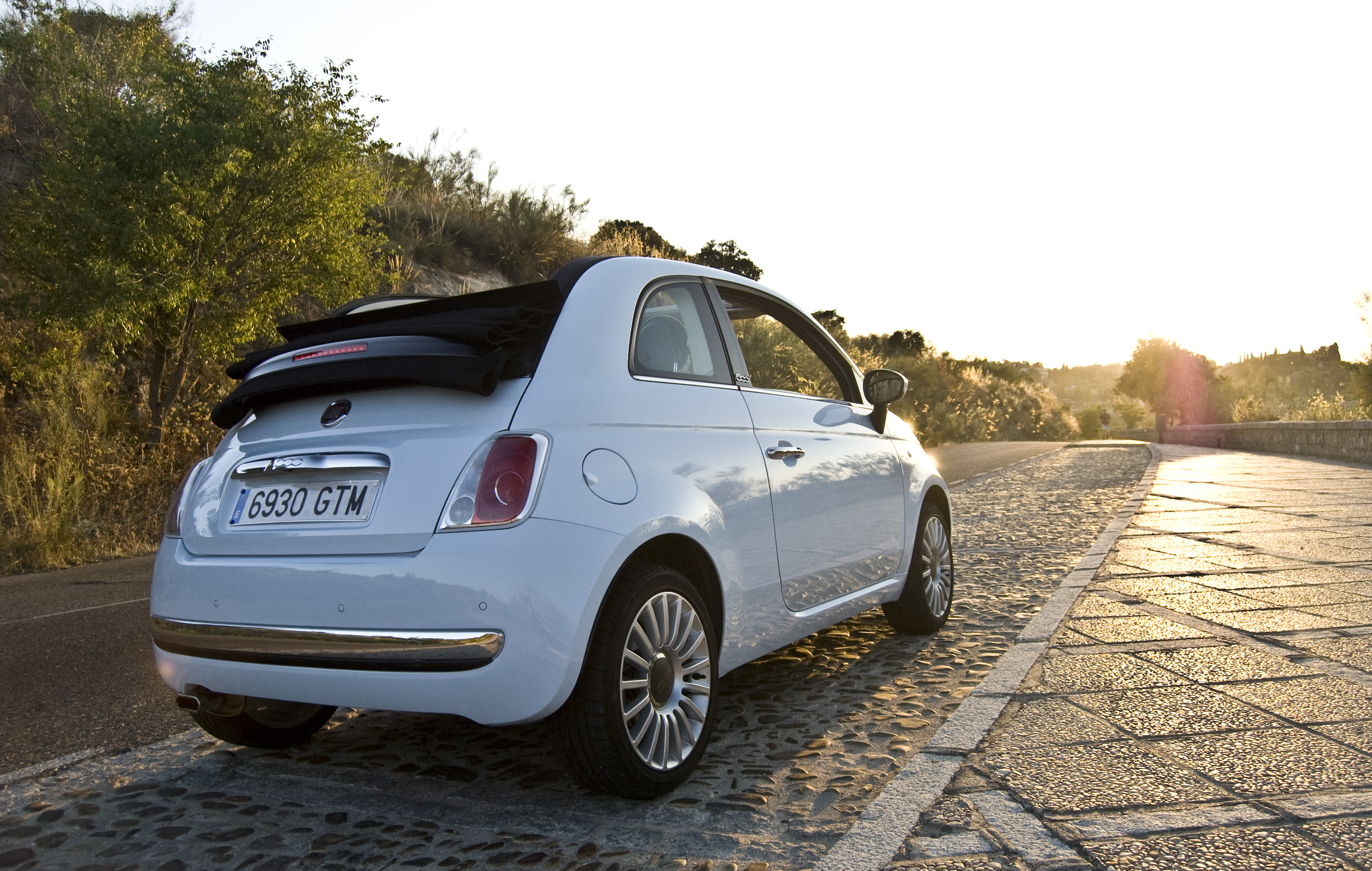
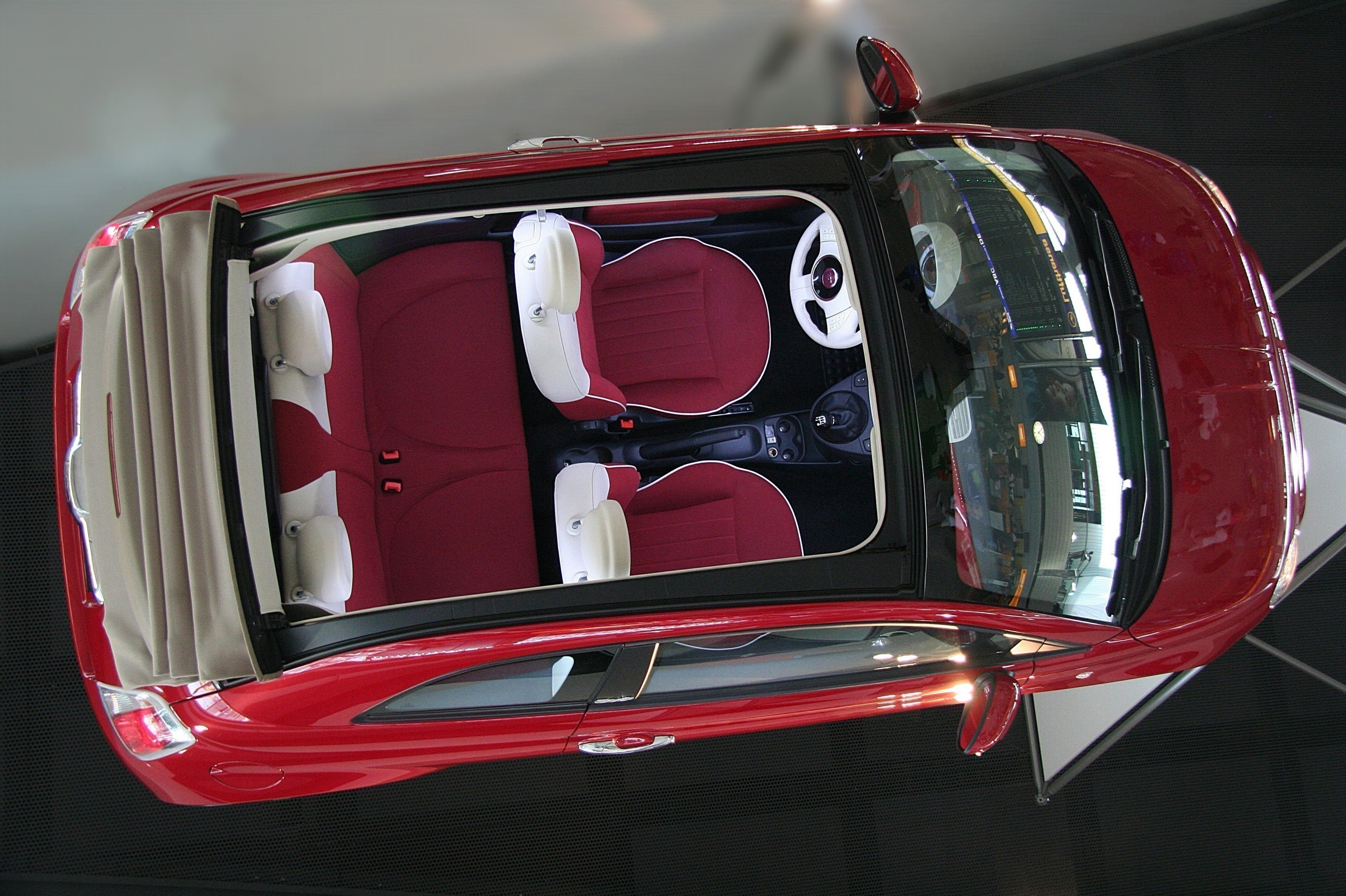
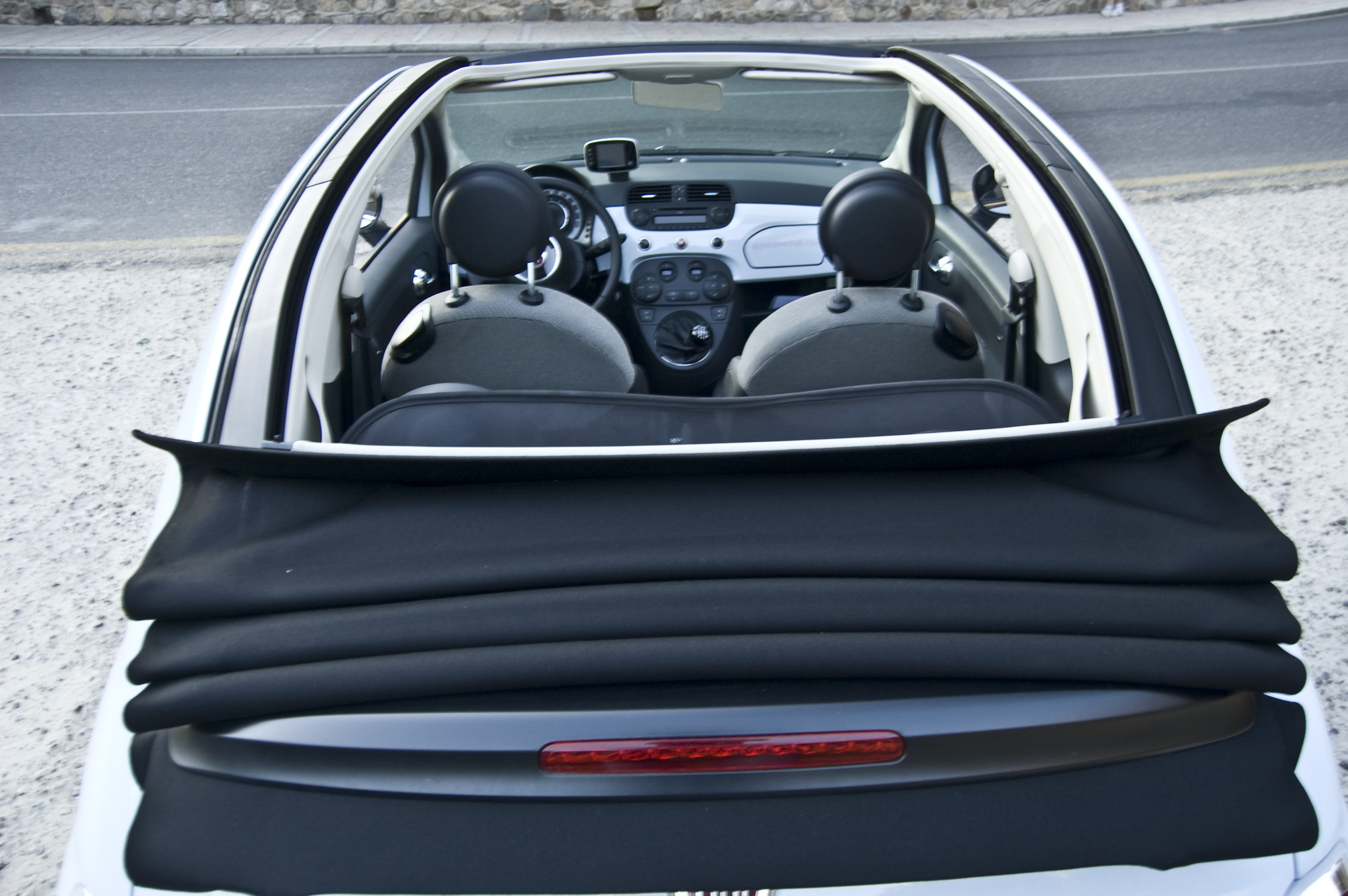
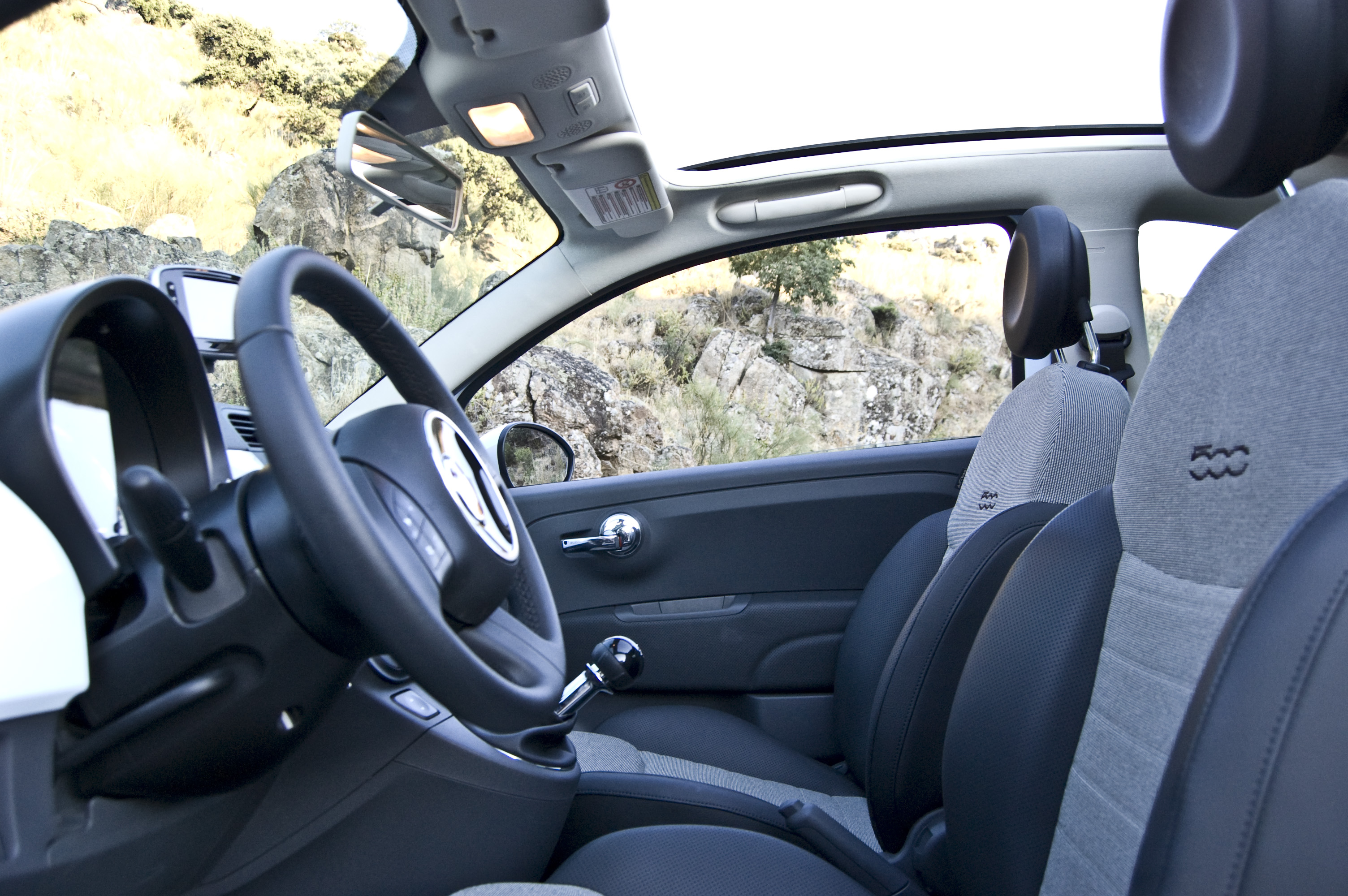
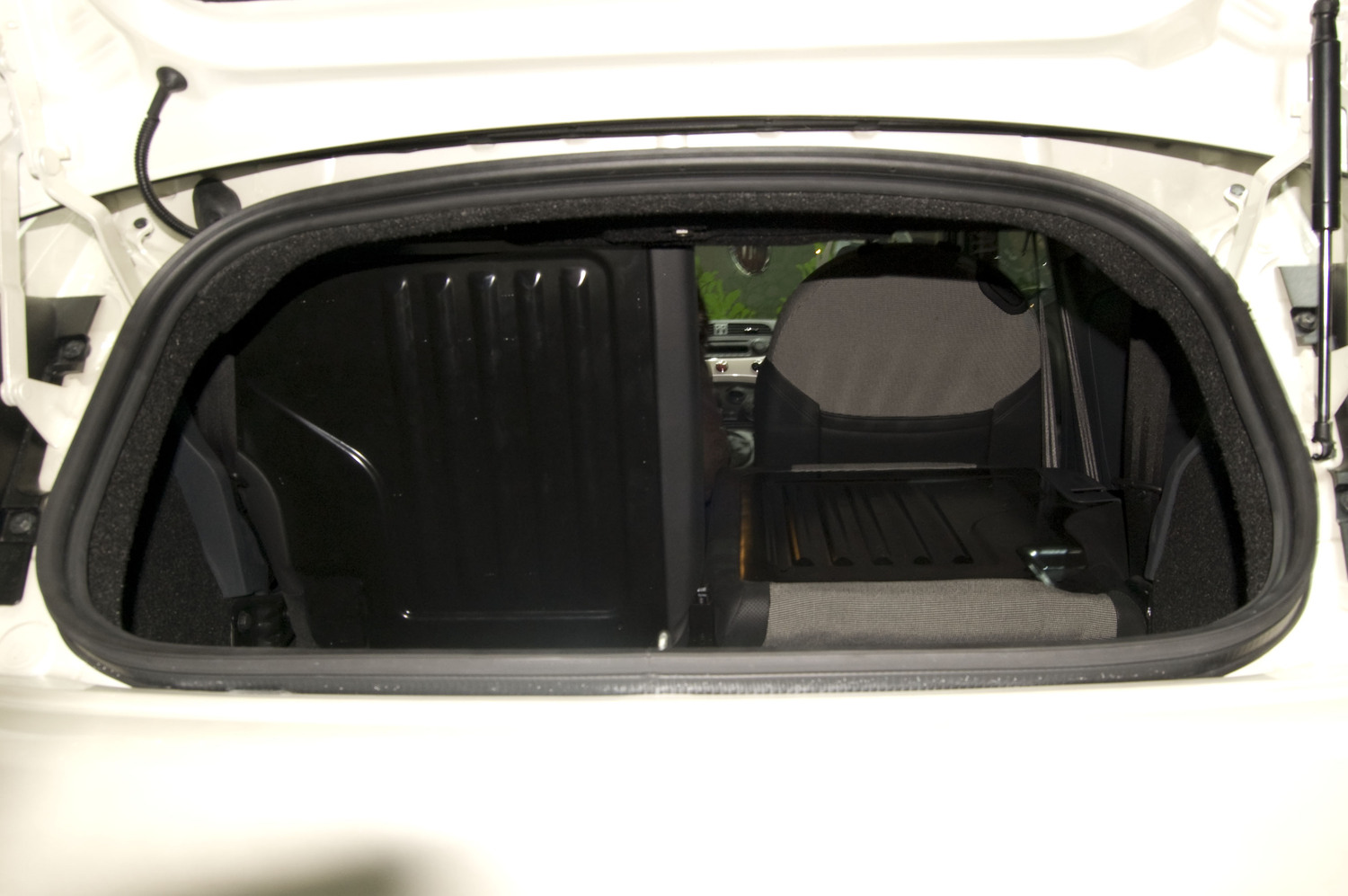

### 2010, el 500 se consolida
En 2010 Aznom lanza la edición 500 Sassicaia by Aznom y Black la edición 500 Smoking Black. Por su parte Fiat presenta las ediciones especiales 500 Blackjack y 500 Bicolore y las ediciones limitadas 500 Rosso Corsa (250 unidades), 500 Prima Edizione (1000 unidades) y 500 Arancia (300 unidades).

### 2011, en América
El 500 se introdujo en México a principios de septiembre de 2008 en cuatro versiones distintas. El motor disponible es el 4 cil. 1.4 L 16V 100 CV, asociado a las transmisiones semiautomática Dualogic de 5 velocidades para los Classic, Lounge y Vintage, o la manual de 6 velocidades para el Sport. La versión deportiva "500 Abarth" fue introducida al país en 2012. Su objetivo es competir contra el muy exitoso MINI Cooper. México es el primer país en el continente americano en el que el 500 está disponible.
Desde fines de enero de 2009 y a raíz de la alianza estratégica que están pactando Fiat y Chrysler LLC se habló que dentro de la misma negociación el Fiat 500 se producirá en la planta de Toluca de Chrysler México para su comercialización en el continente americano, aprovechando el hueco que supondrá la descontinuación el segundo semestre de 2009 del Chrysler PT Cruiser, que ocupa parte muy importante dentro de los programas de producción de la misma. La producción del Fiat 500 en México comenzó en marzo de 2011 Actualmente se ha realizado la presentación de este modelo para los mercados de Estados Unidos, Canadá y China, durante el tercer cuatrimestre de 2011 se estará introduciendo este nuevo Fiat 500 mexicano en los diversos mercados latinoamericanos.
Llegó a los Estados Unidos en 2011.

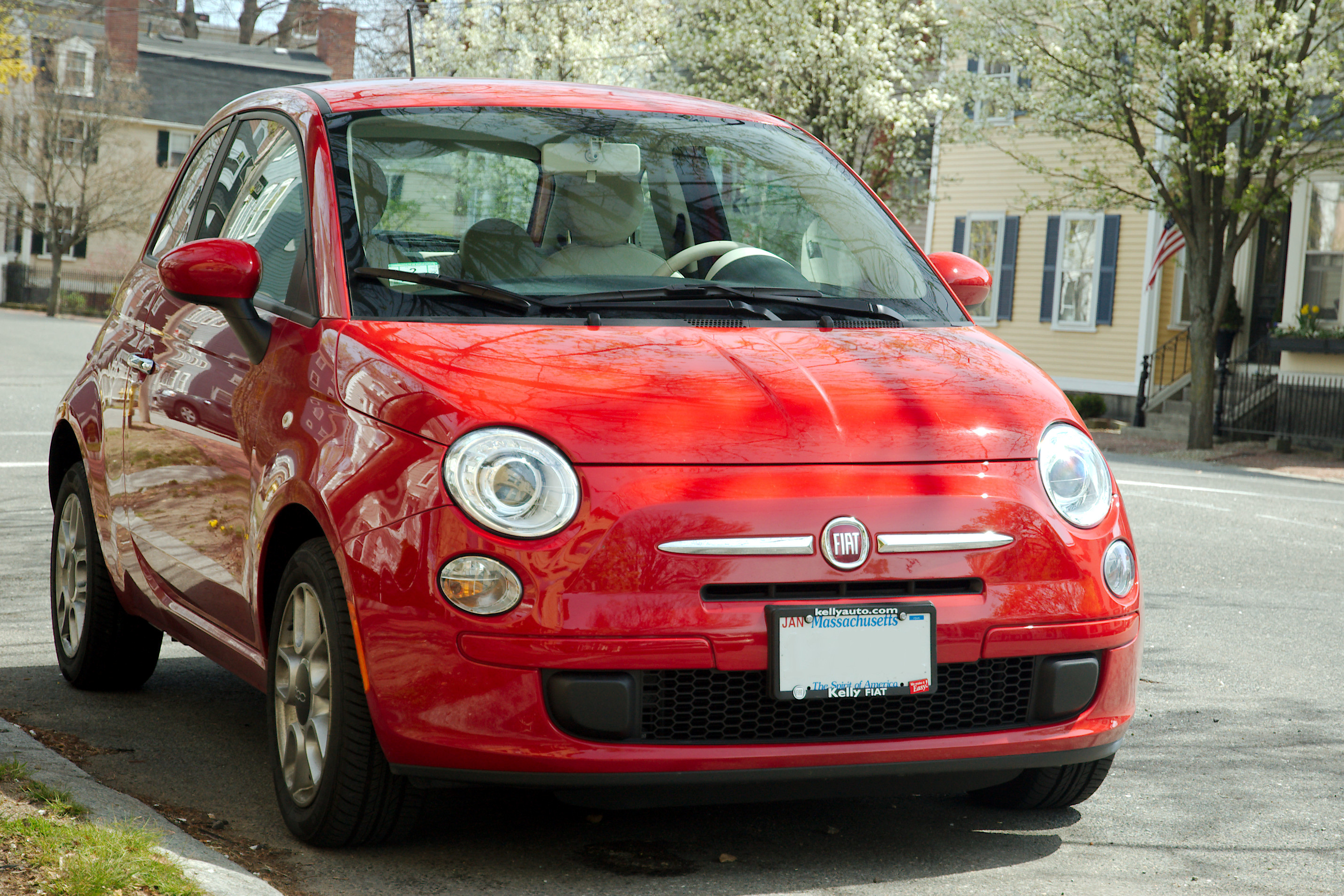
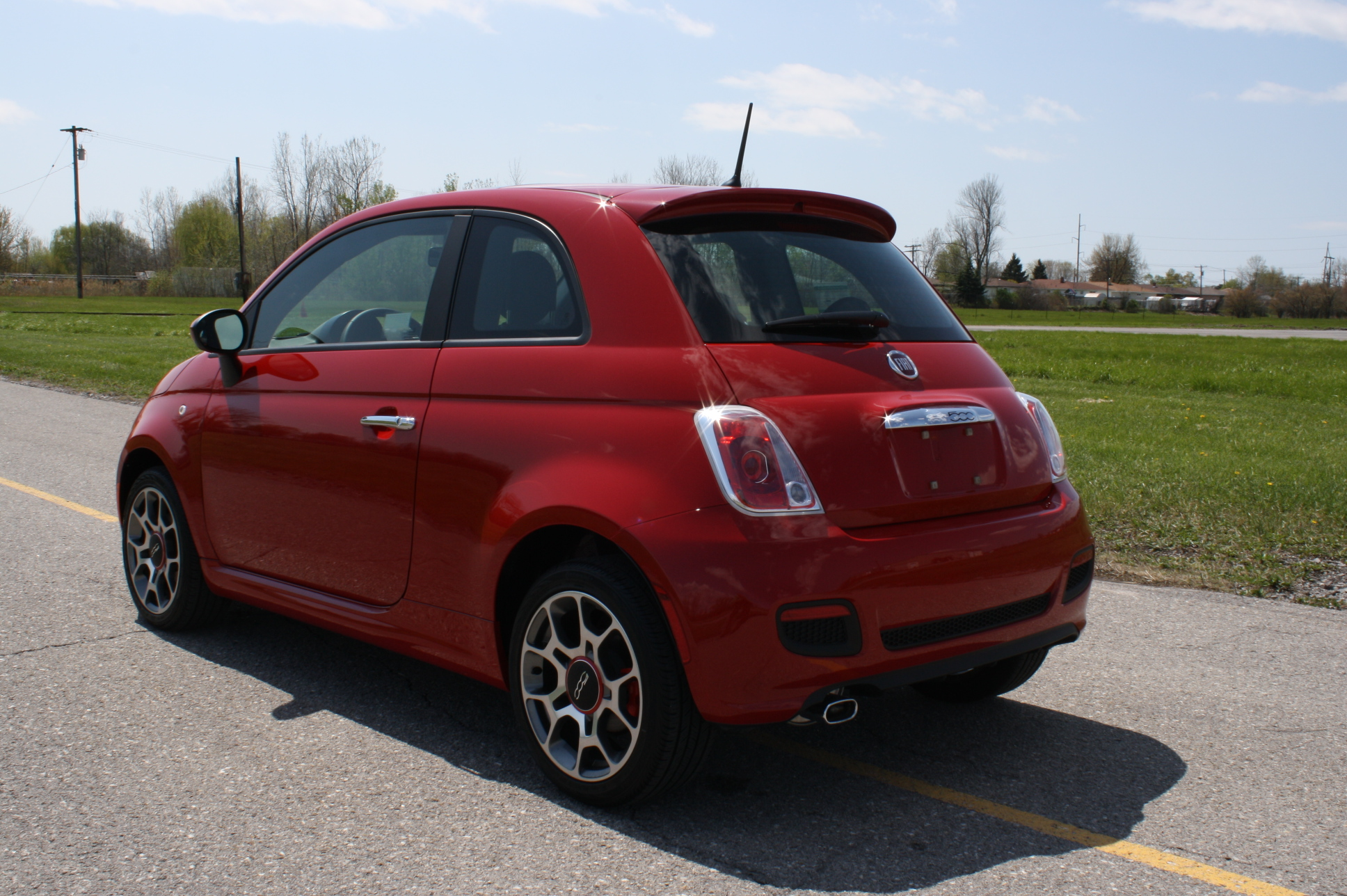
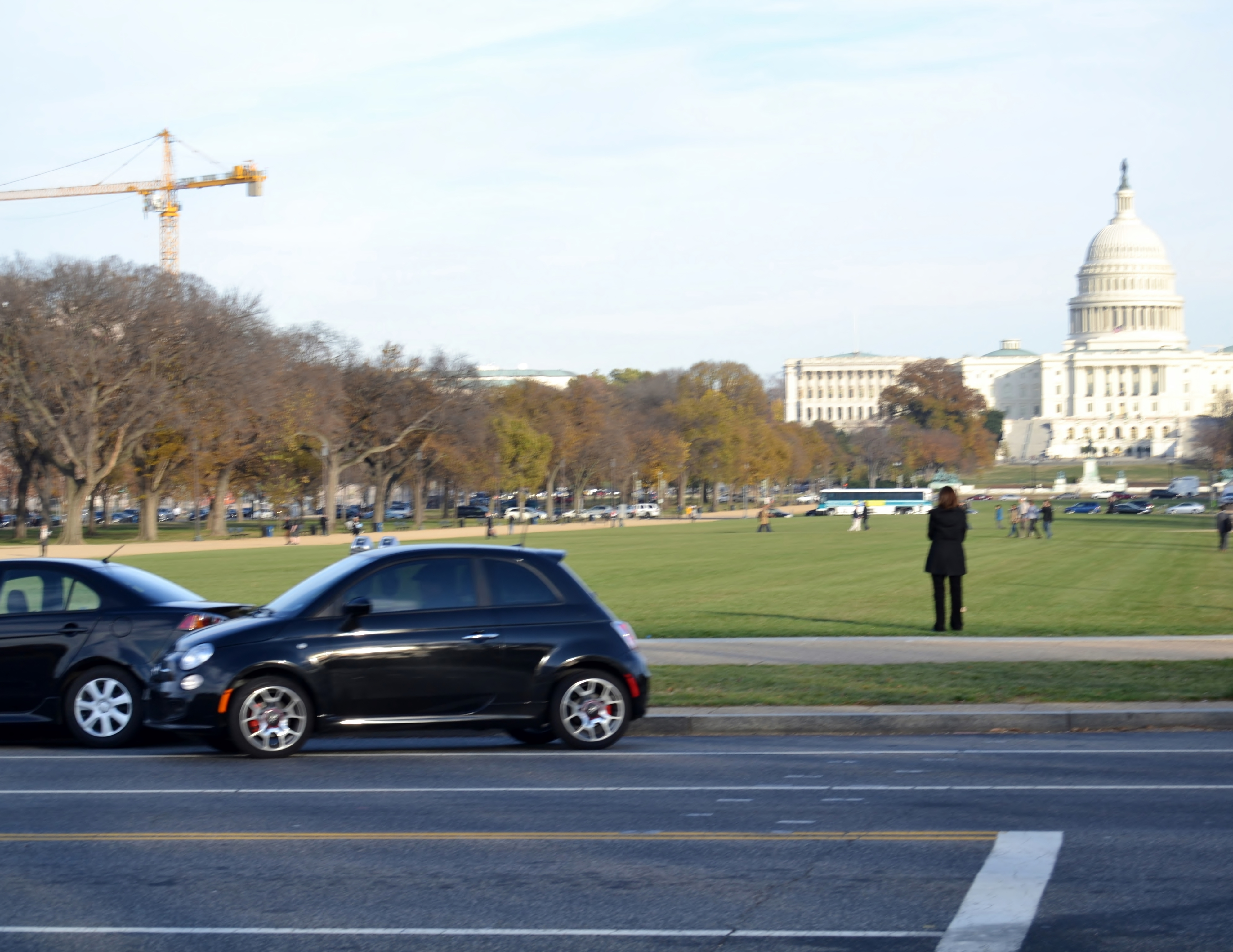
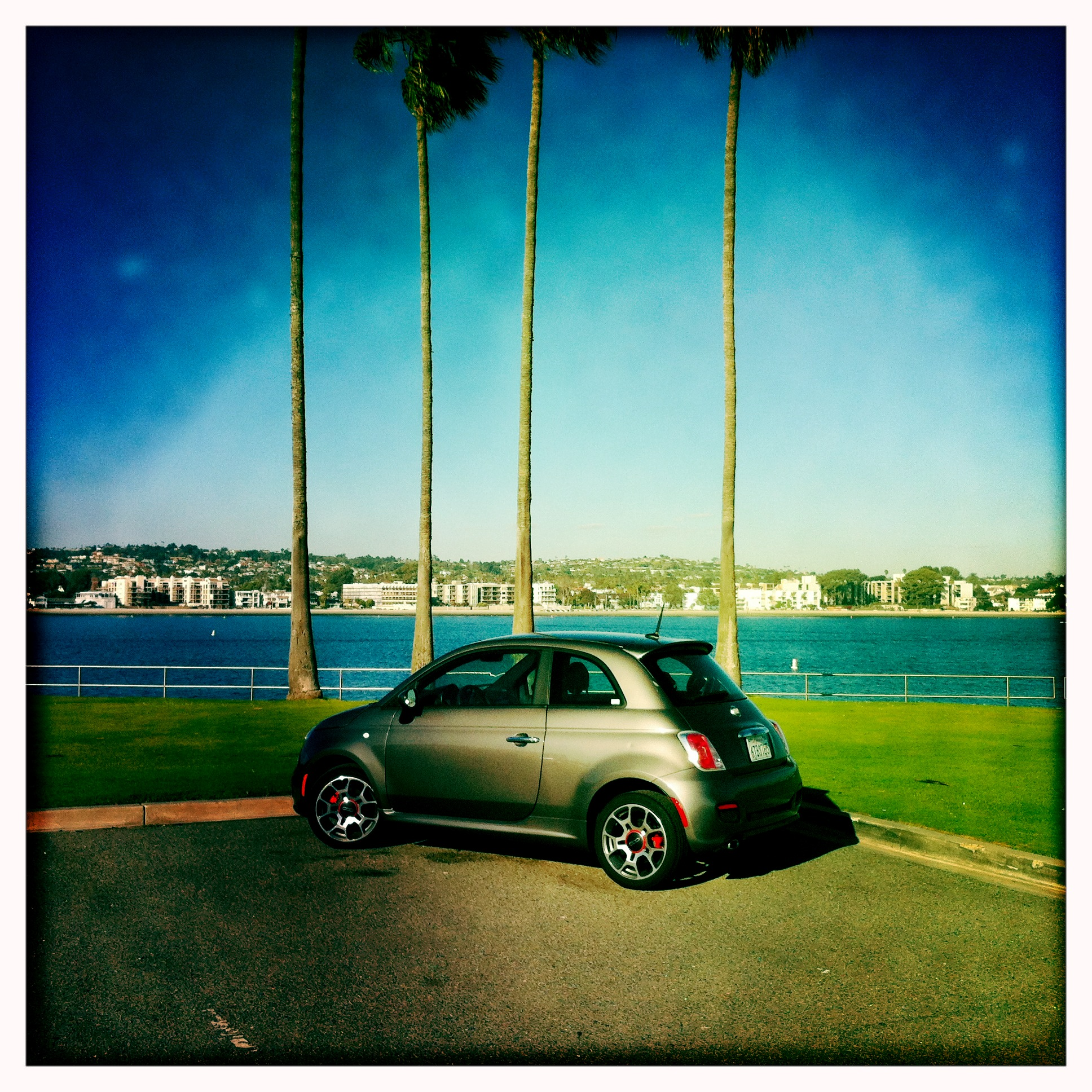
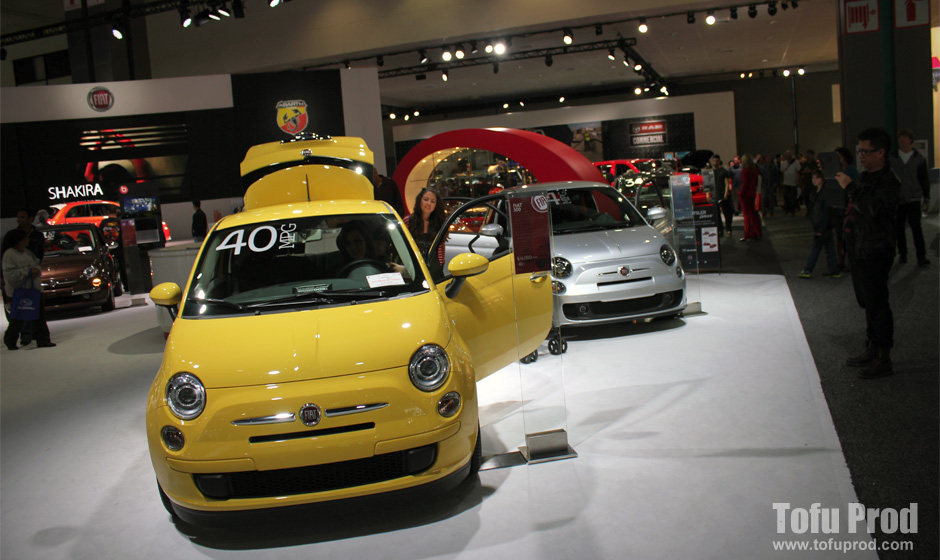

Se lanza la edición especial 500 by Gucci y las ediciones limitadas 500 First Edition (100 unidades), 500 Pink Ribbon (250 unidades) y 500 América (1000 unidades).

### 2012, un 500L familiar

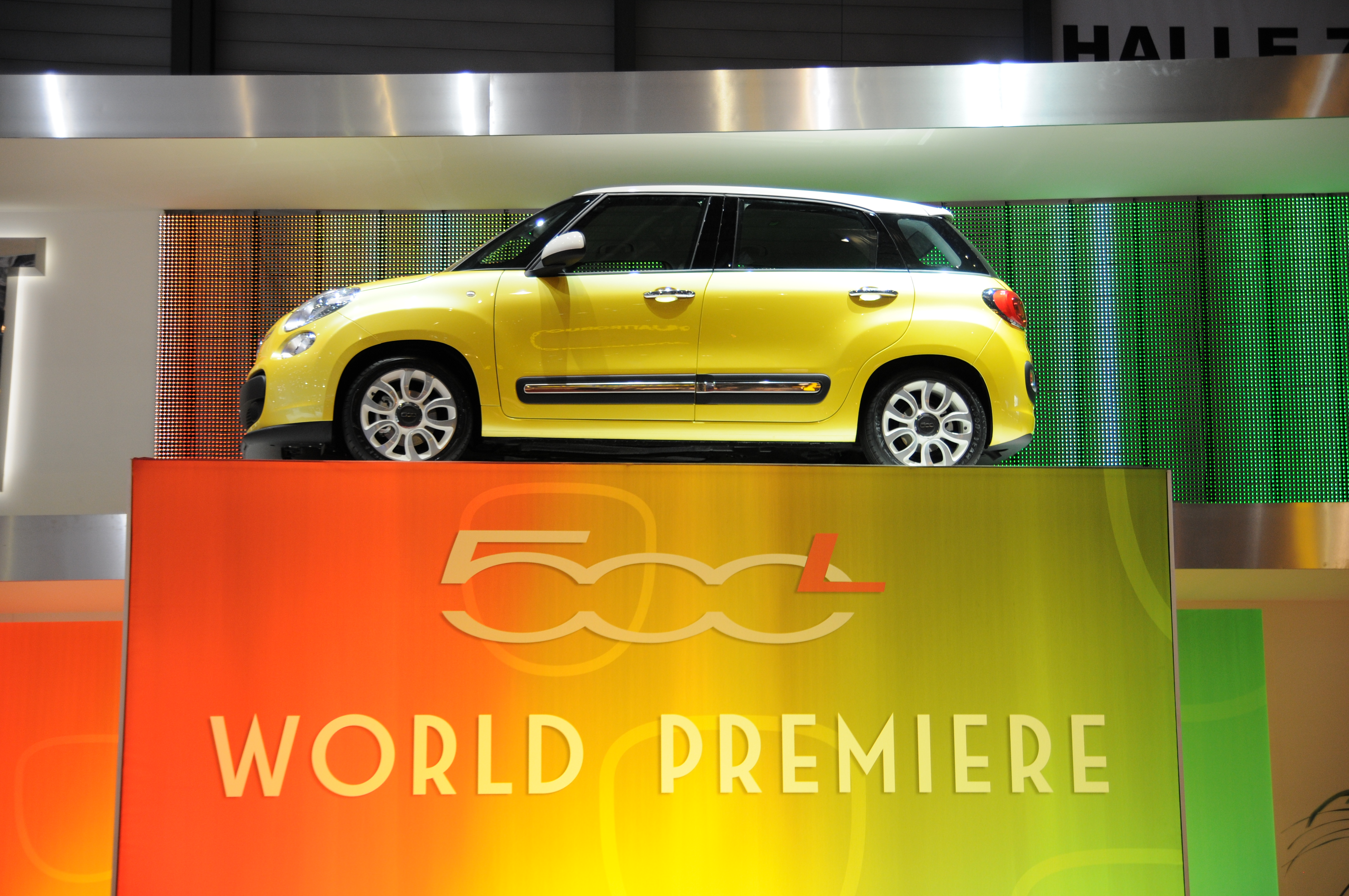
Fiat 500L

El 11 de octubre de 2012 la planta de Fiat Tychy produjo un Fiat 500C de color rojo que se convirtió en el automóvil 10.000.000 fabricado por Fiat en Polonia.
En noviembre de 2012 se fabricó la unidad un millón del Fiat 500.
El Fiat 500L es un automóvil monovolumen del segmento B, de cinco puertas y cinco plazas, producido por Fiat desde 2012. Los primeros planes para su desarrollo y fabricación se dan a conocer el 21 de abril de 2010, en la presentación del plan de negocio de Fiat S.p.A. para el período 2010-2015.
Fue diseñado para sustituir a los Fiat Idea y Fiat Multipla.
Se lanza la edición limitada 500 ID (500 unidades).

### 2013, el 500 eléctrico
Se lanzan las series especiales 500 GQ, 500 Cattiva y 500 1957 Edition y la edición limitada 500 La Petite Robe Noire (250 unidades).
El 19 de abril de 2013 la planta de Fiat Tychy produjo la unidad un millón del Fiat 500.

#### Fiat 500e
El Fiat 500e es la versión eléctrica del 500. Fue presentado en el Salón del Automóvil de Los Ángeles de 2012 bajo el lema en inglés "stop global warming, start global hotness". Su comercialización comenzó en el segundo trimestre de 2013 en el mercado estadounidense, cumpliendo con la estricta legislación sobre emisiones de estados como el de California.
En el Salón del Automóvil de Los Ángeles de 2012 Fiat presentó la versión eléctrica del 500. Además del motor eléctrico y baterías, diferentes aspectos técnicos del modelo son sustancialmente diferentes a la versión con motor térmico. Se comercializa desde mediados de 2013 en el mercado estadounidense y se fabrica en la planta de Chrysler Toluca.

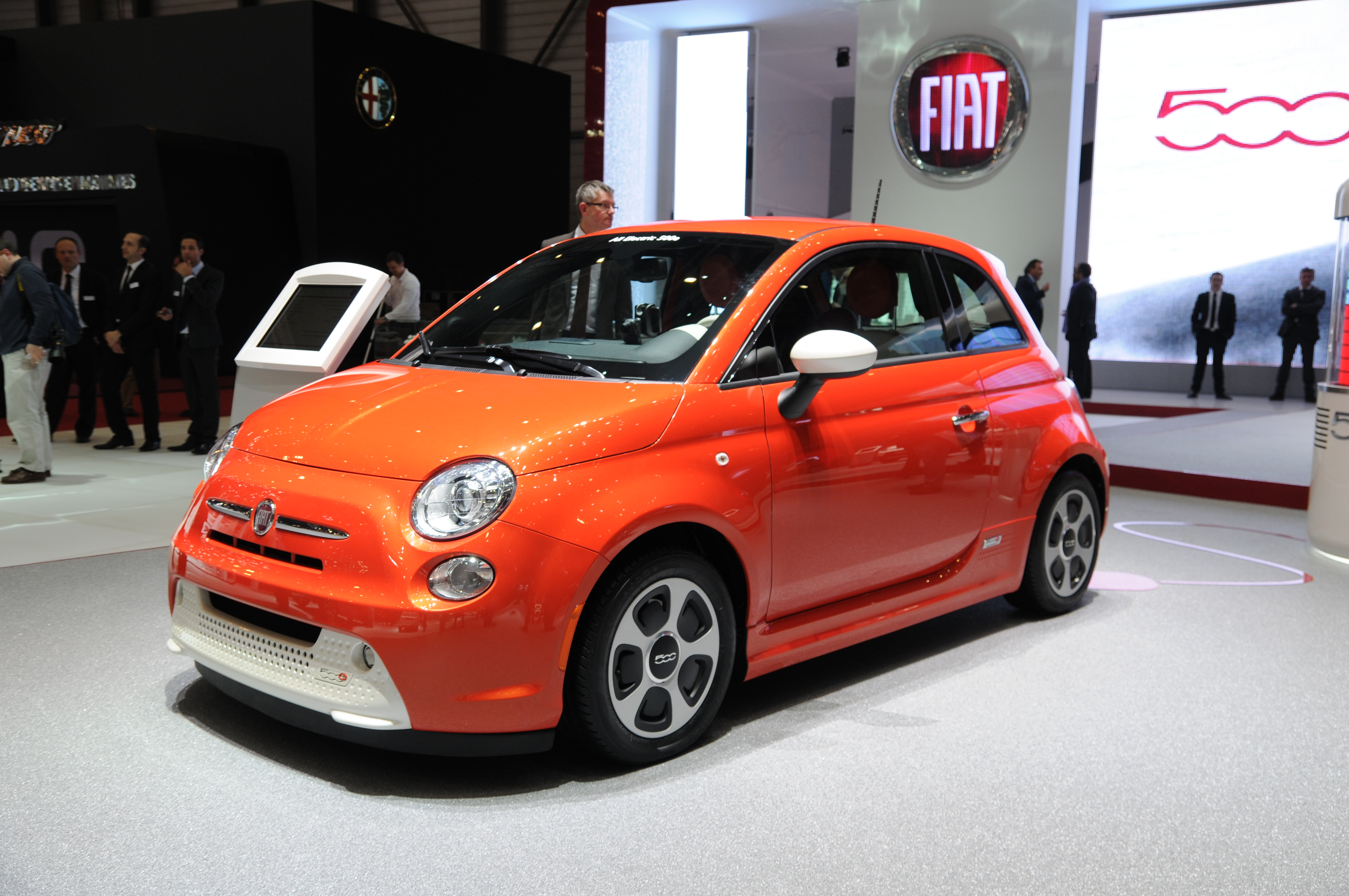
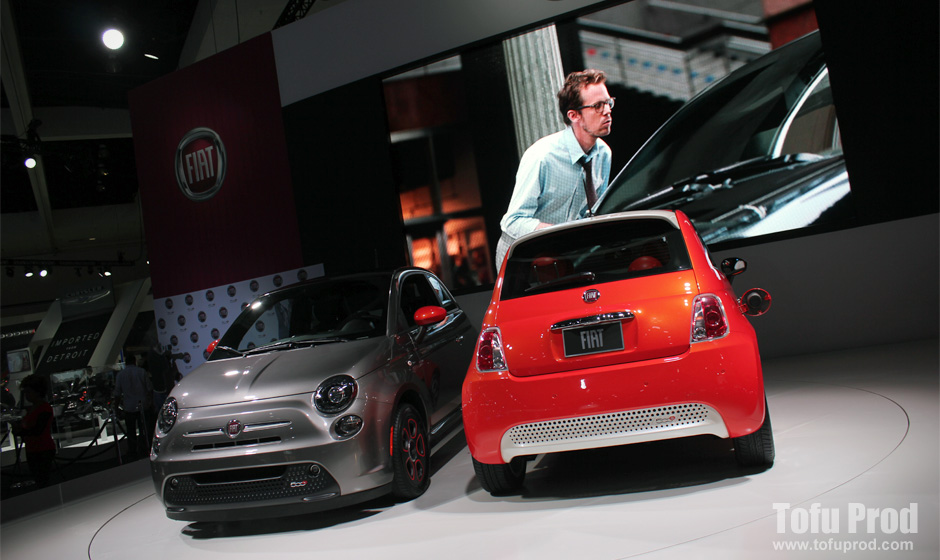

### 2014, un todoterreno 500X y nuevas mejoras

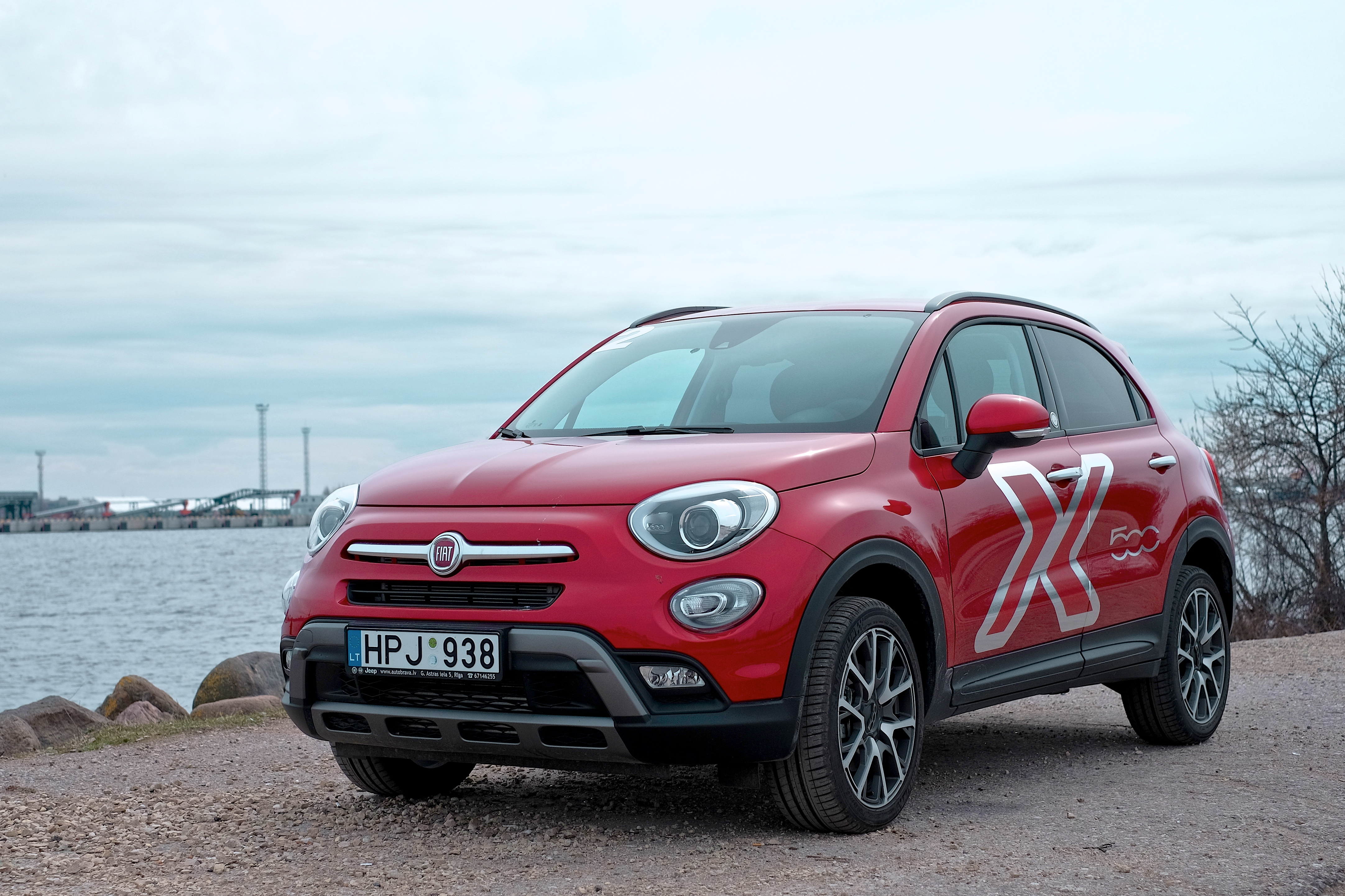
Fiat 500X

El Fiat 500X es un automóvil todoterreno del segmento B producido por el fabricante italiano Fiat previsto inicialmente a partir de 2013. Es el primer modelo moderno de la familia 500 fabricado en Italia. Las primeras imágenes públicas del modelo fueron dadas a conocer a la prensa en julio de 2012 en Turín, durante la presentación a la prensa del Fiat 500L.
Inicialmente, estaba previsto su debut en el Salón del Automóvil de París de 2012, el lanzamiento a finales de 2013 y su comercialización en Europa a comienzos de 2014 y posteriormente en Estados Unidos.
Se lanza la serie especial 500 Ron Arad.

### 2015, el rediseño
Se lanza la serie especial 500 Vintage '57.
En 2015 se realizó un rediseño del automóvil.

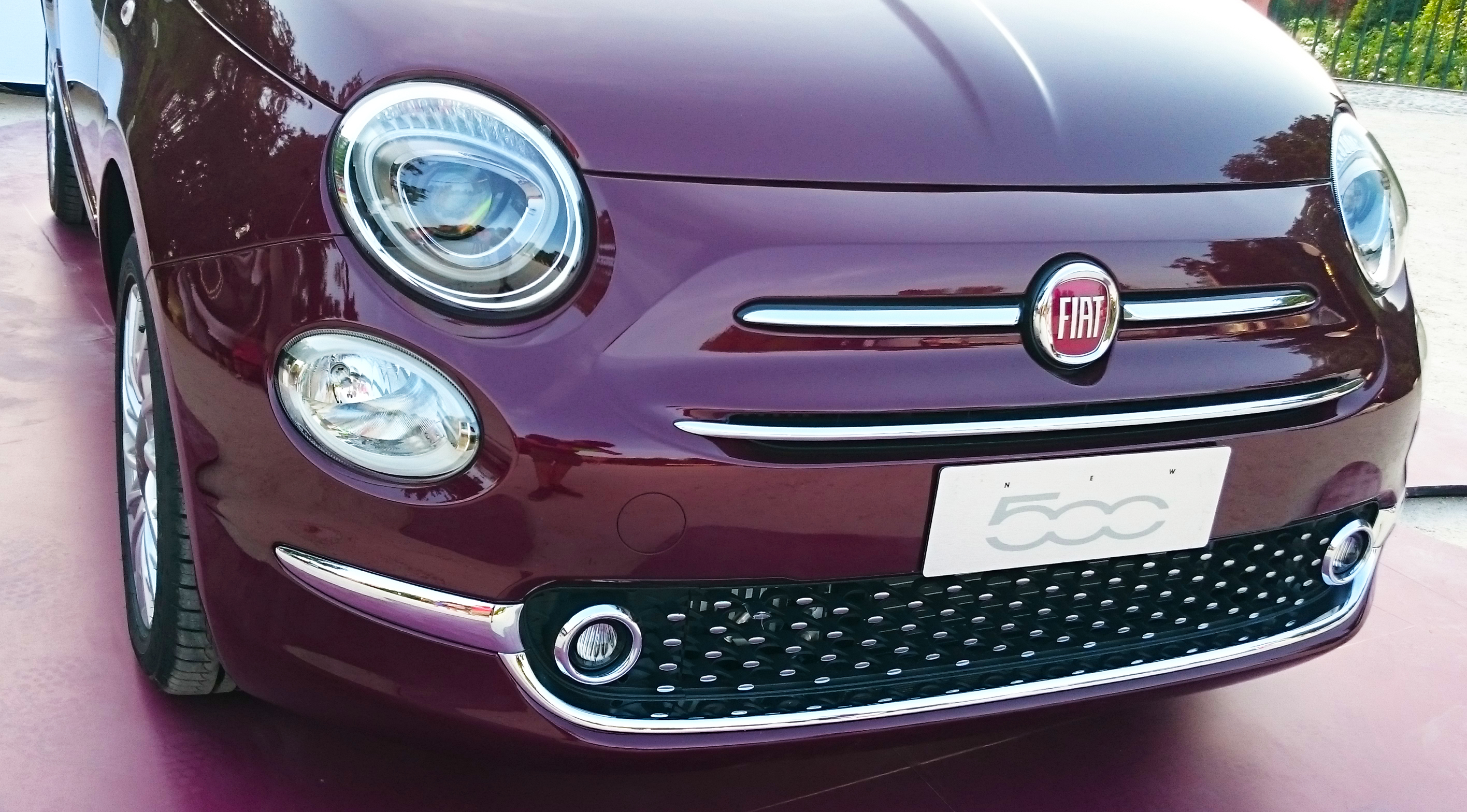
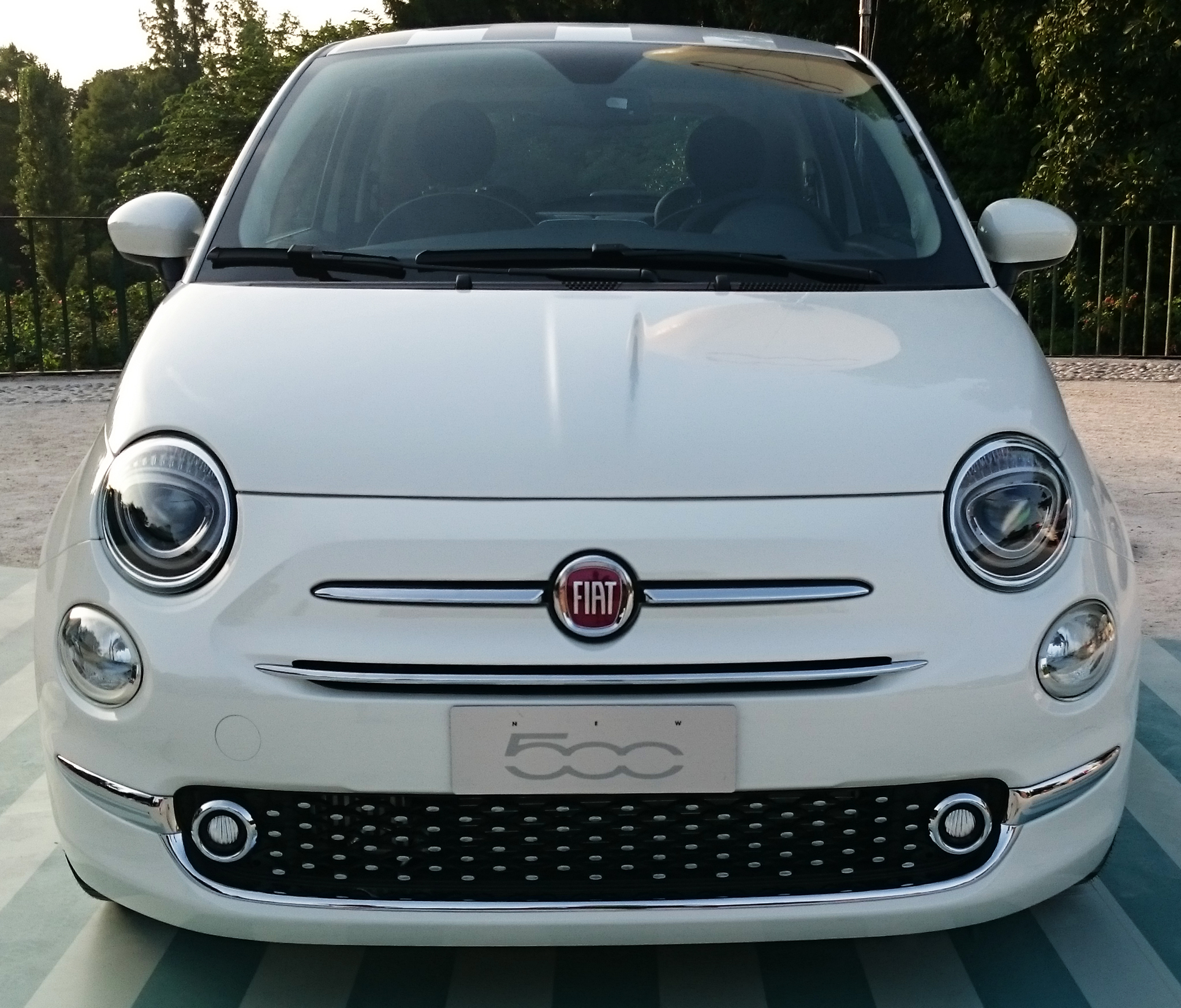
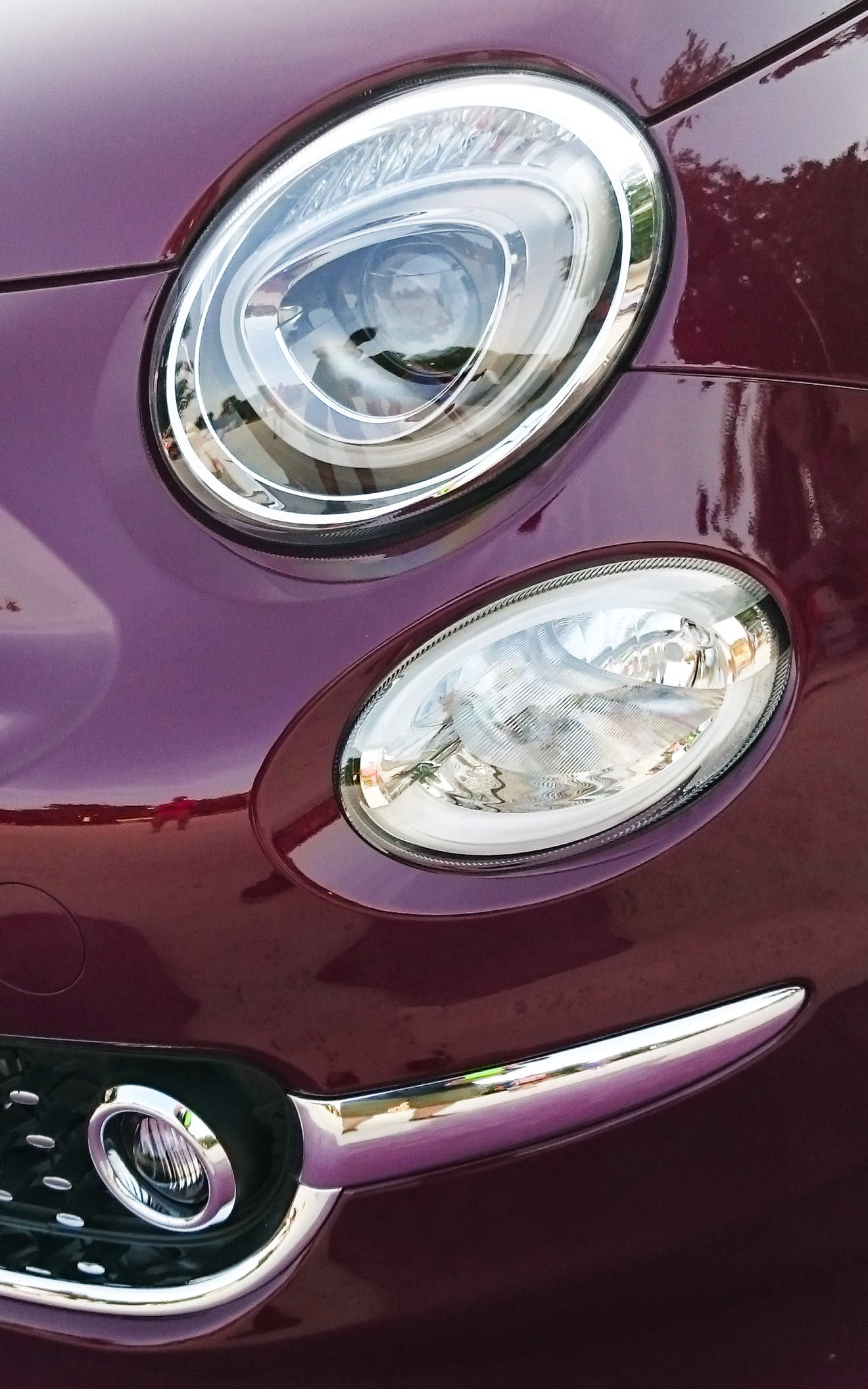
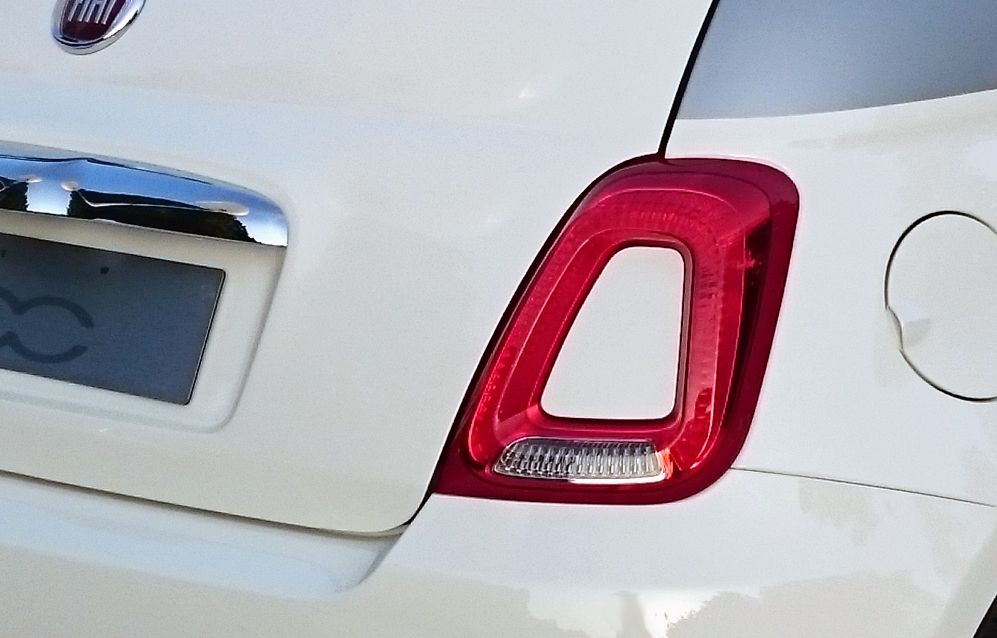
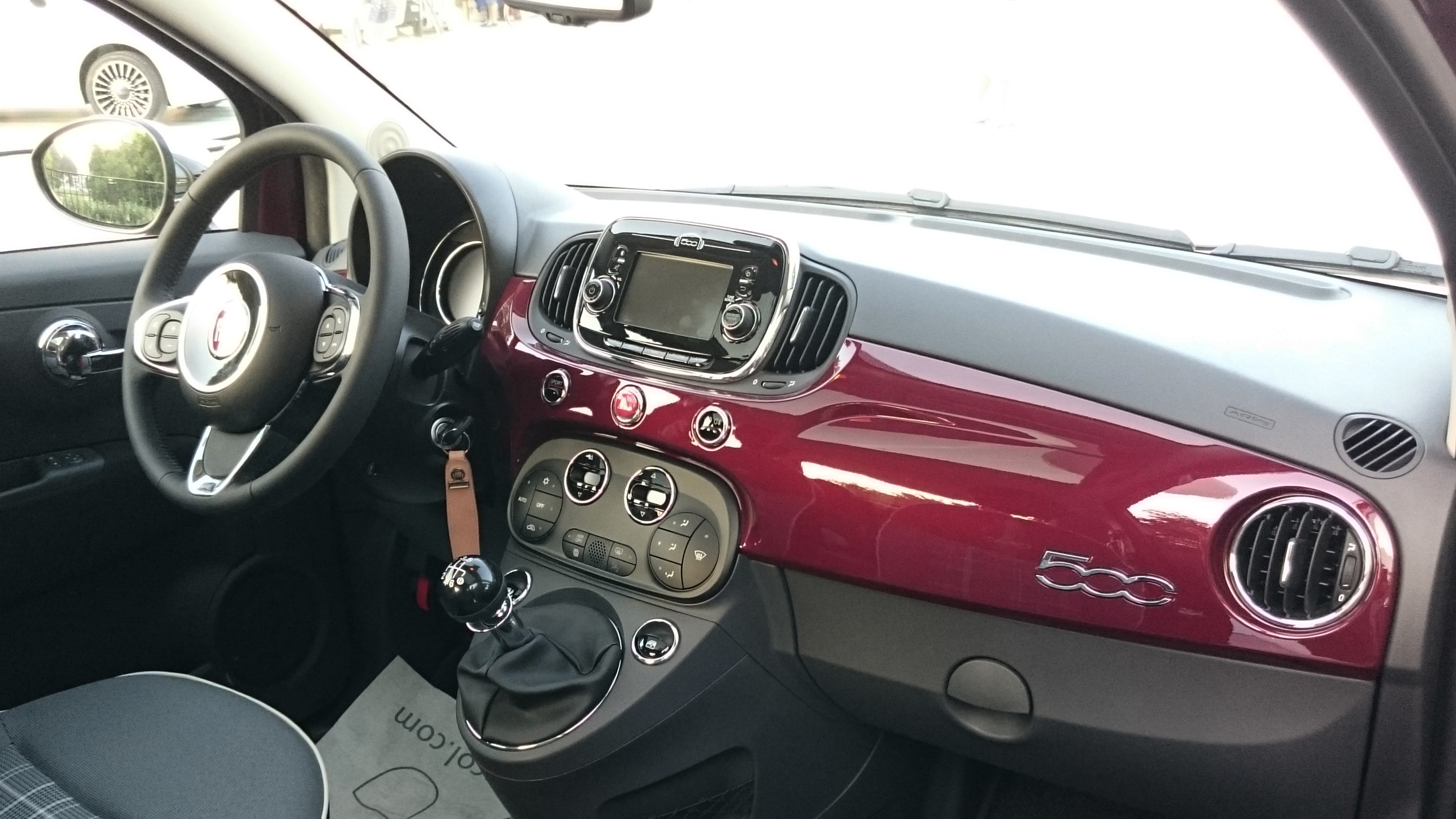
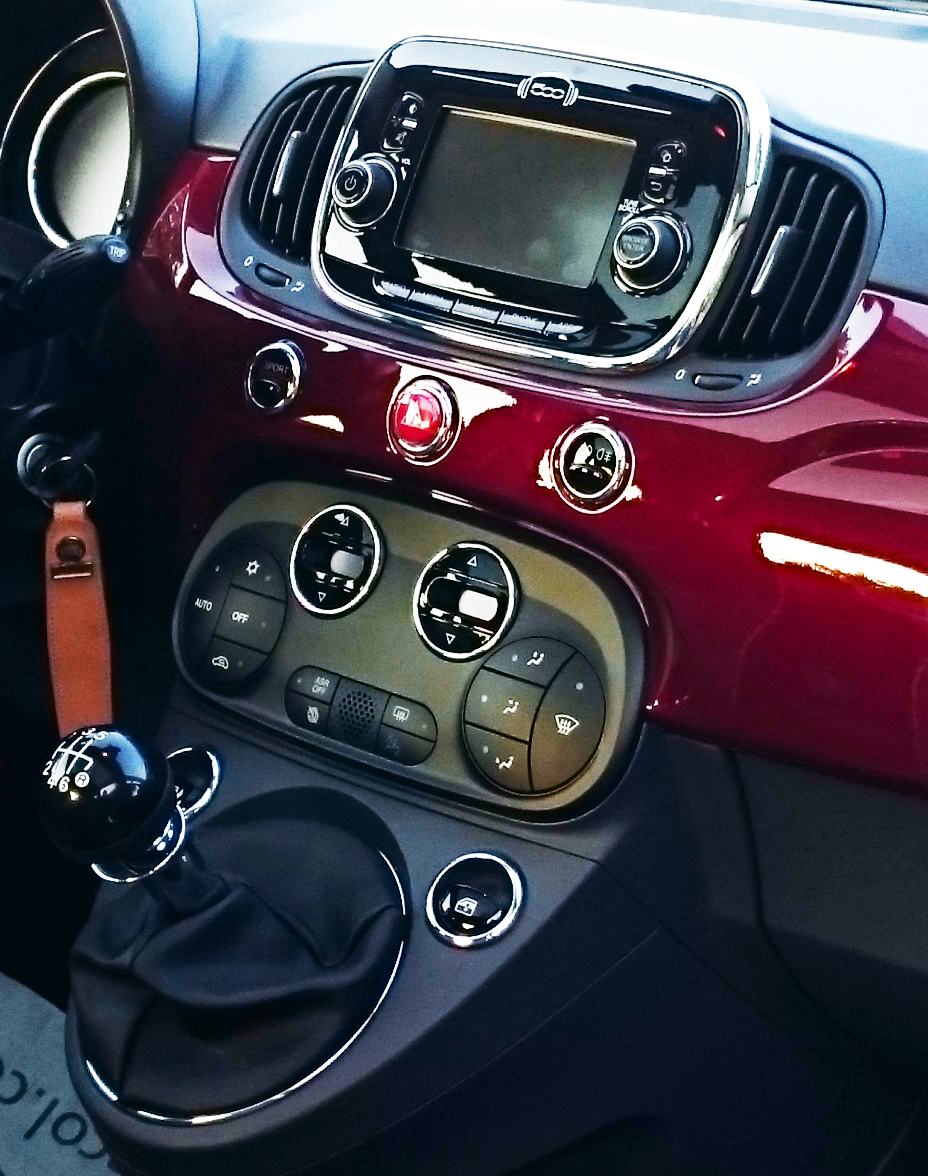

### 2020, nuevo 500 eléctrico

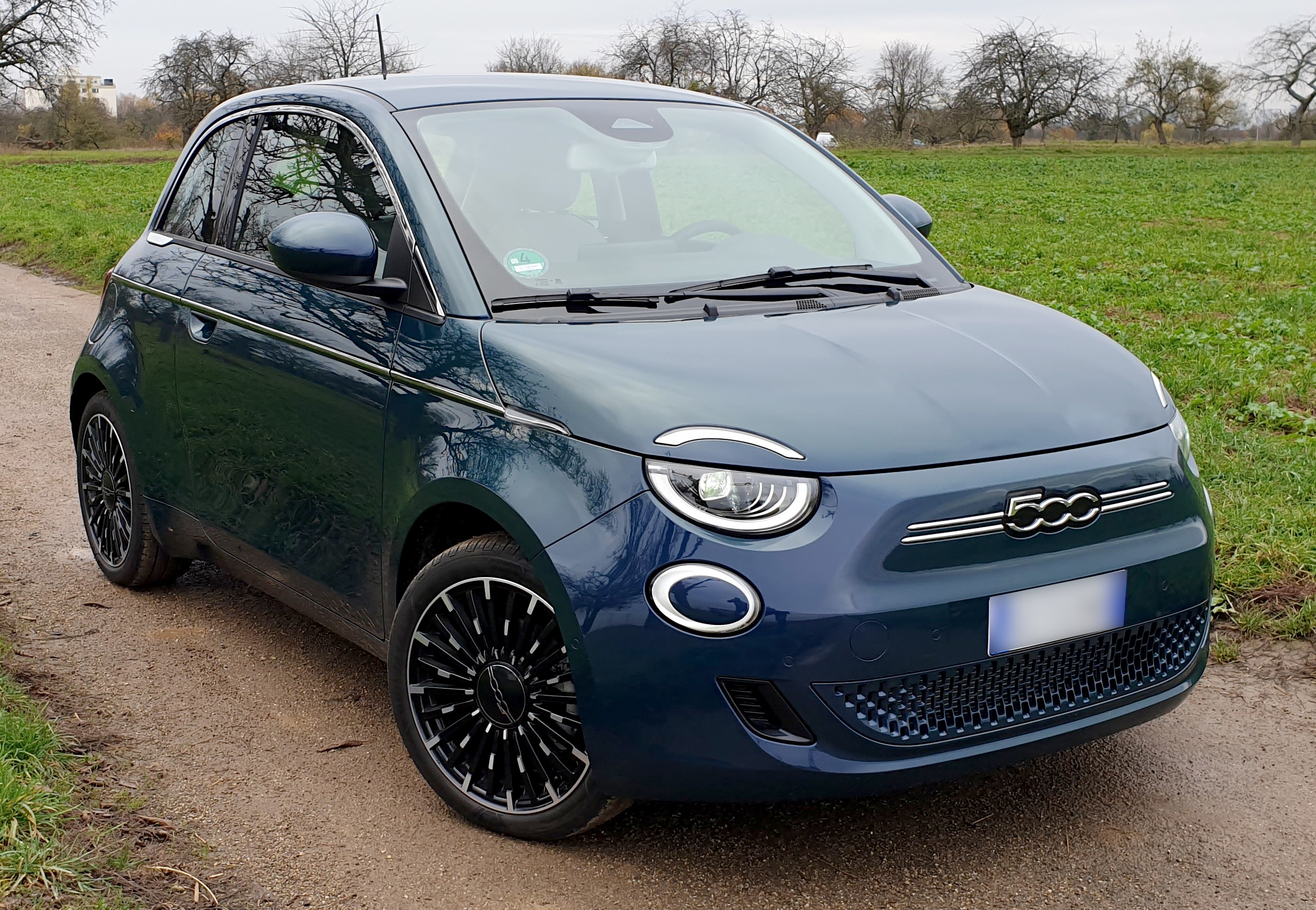
Fiat nuevo 500

Automóvil eléctrico, nueva versión del Fiat 500e de comercialización internacional. En marzo de 2020 se presentó la versión de producción. Batería de 42 kWh. Acelera de 0 a 100 km/h en 9 segundos. Autonomía de 320 km según WLTP. Velocidad máxima de 150 km/h. Las primeras ventas se iniciaron en Italia en noviembre de 2020.

## En detalle

### Diseño

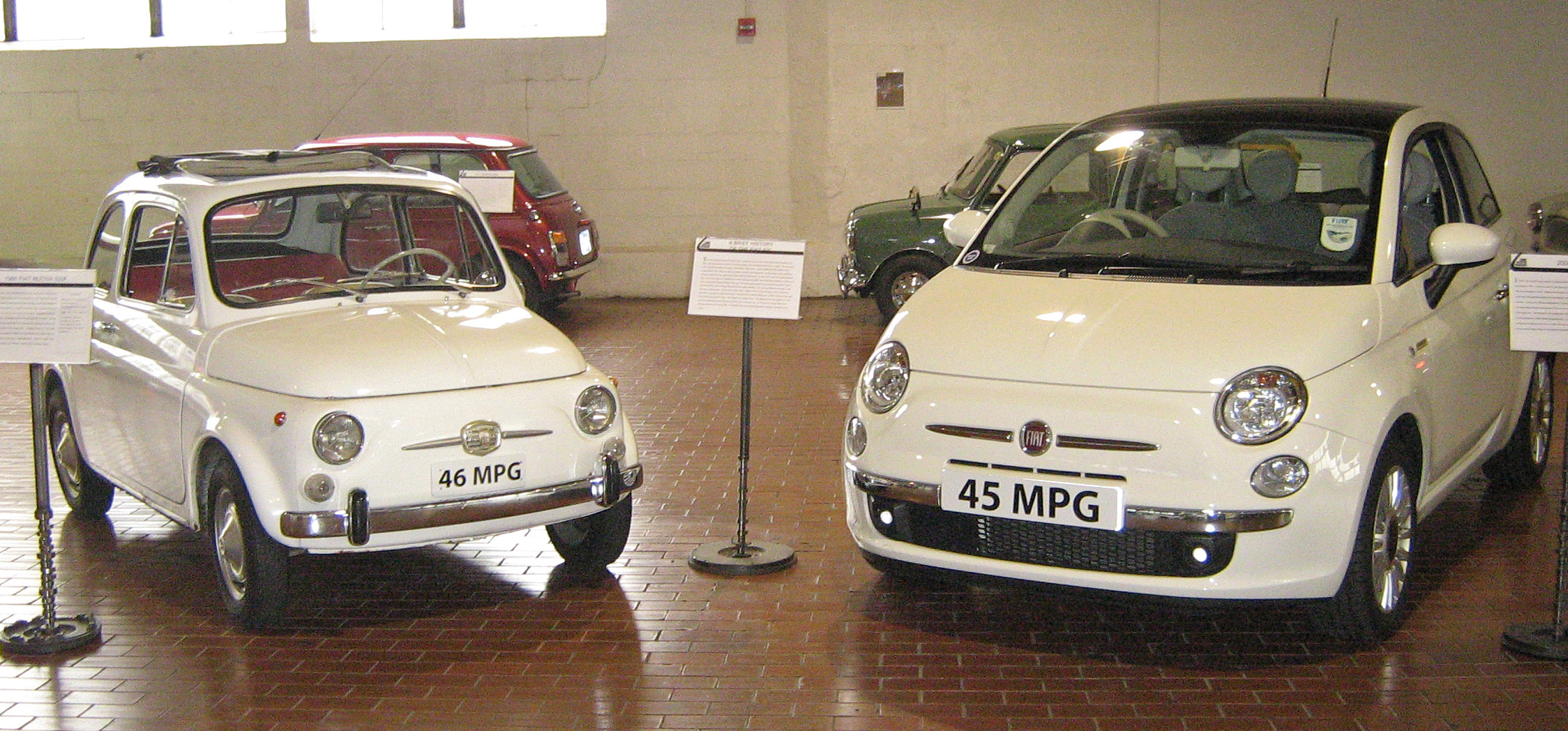
500 1957 y 2007

El diseño del Fiat 500 fue encargado al Centro Stile Fiat.
Se basa en el prototipo de 2004 Fiat Trepiùno que se toma sus principales rasgos estilísticos del Fiat 500 de 1957.
Se mantiene el concepto Trepiùno.

#### Exterior
El diseño exterior retro es obra de Roberto Giolito (Centro Stile Fiat), y al igual que el prototipo en el que se basa, es un automóvil de cuatro plazas, tres puertas Hatchback y aproximadamente la misma longitud que el Panda, con la intención de competir tanto en el mercado de los vehículos del segmento A y "fashion cars".

#### Interior
Tapiceria de cuero opcional.

### Plataforma

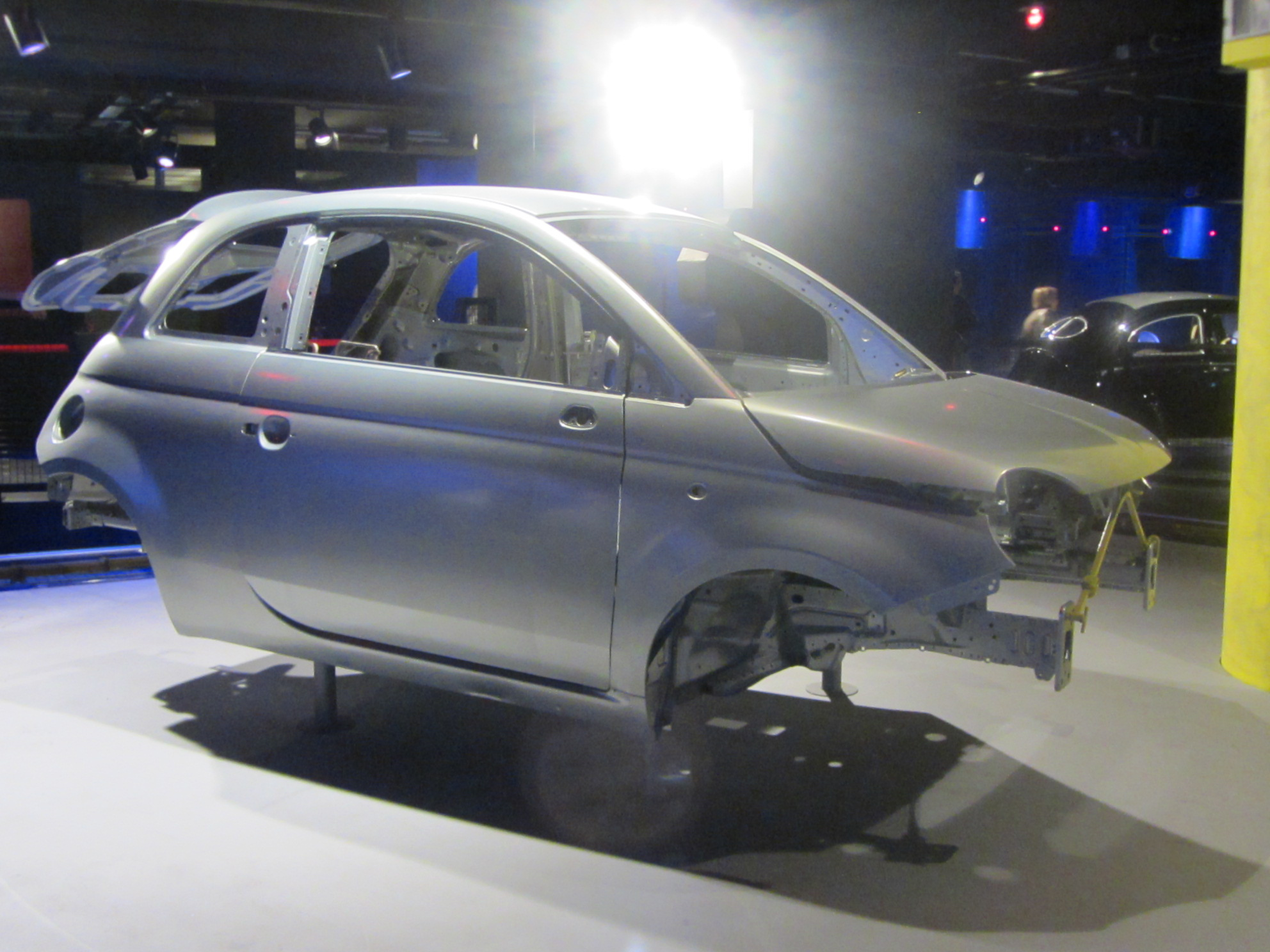
Carrocería del 500

El 500 cuenta con una configuración mecánica basada en un motor delantero transversal y tracción delantera, compartiendo gran parte de sus elementos mecánicos y estructurales con la segunda generación del Fiat Panda, además de ser ambos fabricados en la misma planta de Fiat Tychy, en Polonia, junto con un modelo hermano, la segunda generación del Ford Ka para Europa.
La carrocería tiene un Cx de 0,325.

#### Suspensión
Para el eje delantero la suspensión es de l tipo MacPherson con resorte helicoidal y barra estabilizadora mientras que en el eje trasero es de rueda tirada, con una viga de torsión transversal y muelles helicoidales. Desde abril de 2010 el eje trasero cuenta también con barra estabilizadora dentro de la viga.

#### Dirección

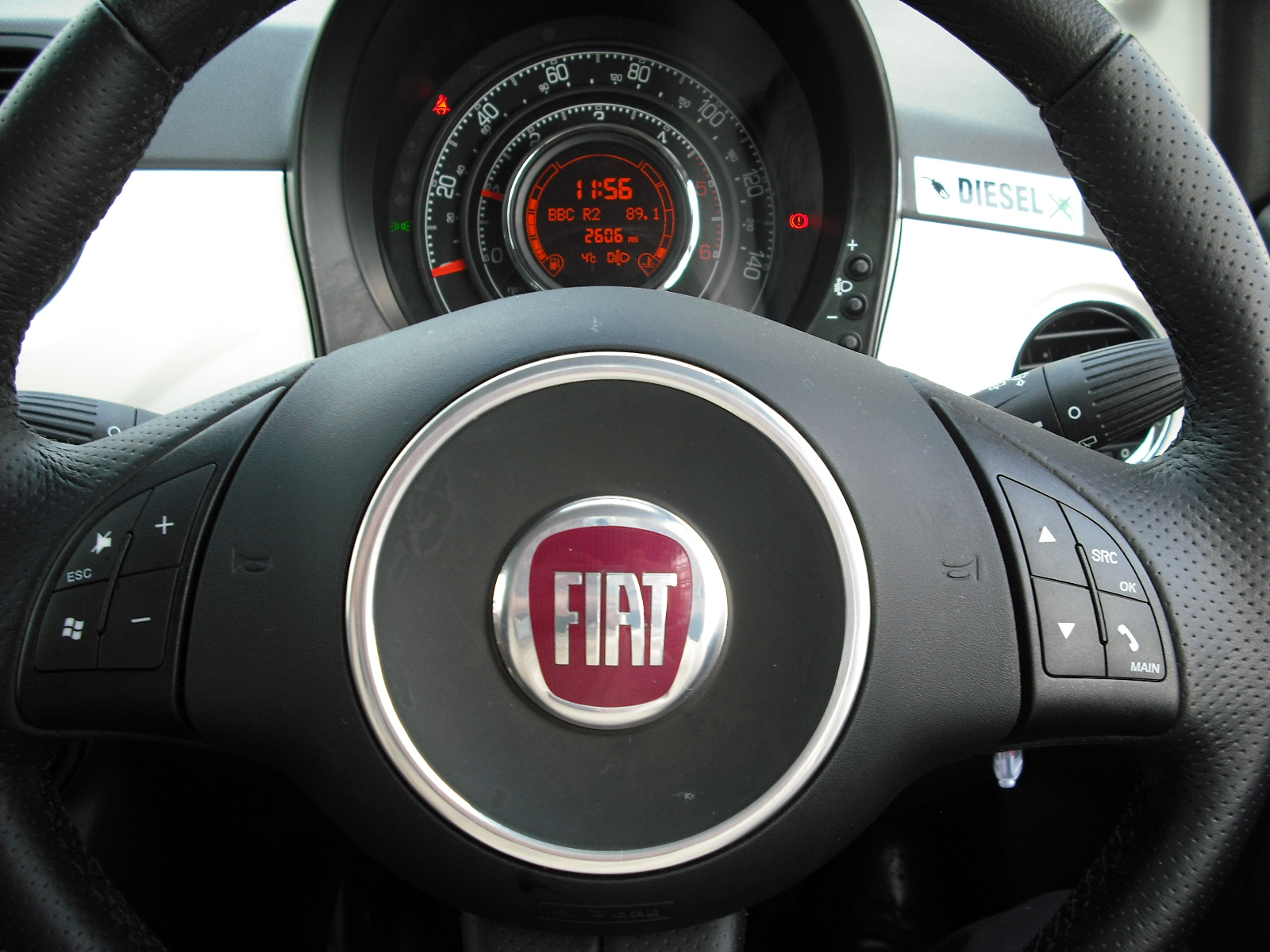
Dirección Dualdrive

La dirección es Dualdrive de serie en toda la gama. Es del tipo cremallera asistida eléctricamente. Cuenta con función City, asistencia variable y retorno activo. Su diámetro de giro entre bordillos es de 9,3 metros en las versiones estándar.

#### Frenos
Cuenta de serie con frenos de disco en el eje delantero y de tambor en el eje trasero. Es de también de serie en toda la gama el sistema antibloqueo de frenos (ABS), distribución electrónica de frenado (EBD) y sistema para la asistencia hidráulica de frenado (HBA o BAS).

#### Ayudas a la conducción
Puede contar con sistema de control de crucero, ayuda al arranque en pendiente Hill Holder y con sensores para la asistencia al aparcamiento.

#### Seguridad
El 500 cuenta con 2 airbags como equipo de serie en todas sus versiones y hasta 7 opcionalmente, siendo uno de rodilla para el conductor y los frontales multietapa . Las asistencias electrónicas de última generación se encuentran disponibles como control de estabilidad. Tiene faros de iluminación diurna, sistema de anclaje infantil Isofix o Lactch, reposacabezas activos, faros antiniebla, inmovilizador electrónico Fiat Code, sistema de prevención de incendios Fire Prevention System y opcionalmente alarma antirrobo. Cinturones de seguridad delanteros con pretensor y limitador de carga. Control de la presión de los neumáticos. ASR MSR Seat Belt Reminder FIX & GO

##### Euro NCAP

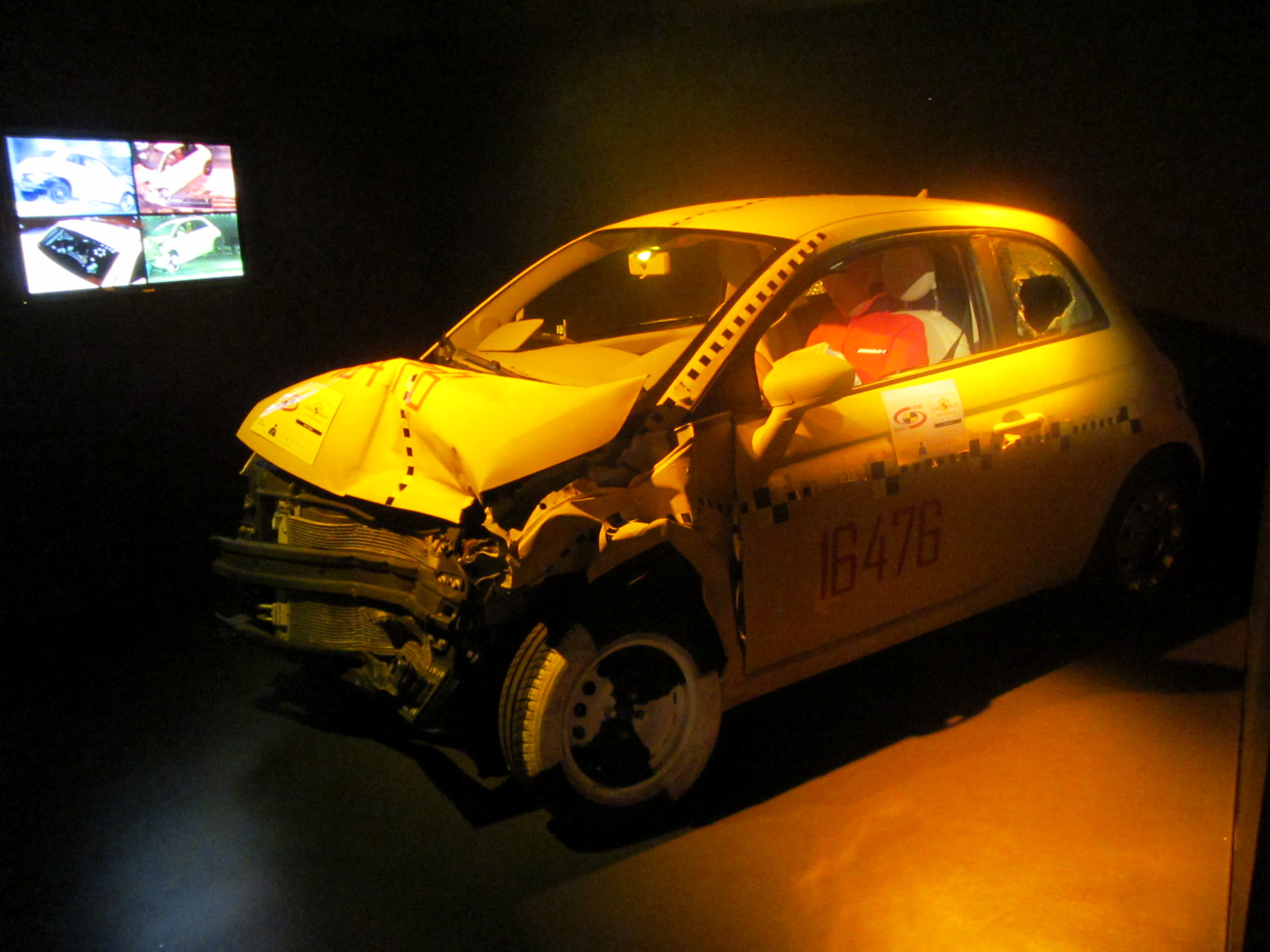
En el Museo Nacional del Automóvil de Turín

El 500 recibió 35 puntos y cinco estrellas en la prueba de protección a ocupantes adultos del Euro NCAP, reemplazando al Mini como el modelo más corto en lograr las cinco estrellas. Entre los modelos de menos de 3800 mm de largo, empata en puntos con el Toyota Yaris y es superado únicamente por el Peugeot 1007, siendo el automóvil más pequeño que ha obtenido 5 puntos Euro NCAP. Fiat también afirmó que el 500 se ha diseñado de modo que será capaz de alcanzar una calificación de seis estrellas cuando el Euro NCAP comience a adoptar dicha clasificación.
El 500 obtuvo las siguientes calificaciones en las pruebas del Euro NCAP con las siguientes puntuaciones:
- Ocupante adulto = Calificación 5 de 5 estrellas
- Ocupante infantil = Calificación 3 de 5 estrellas
- Peatón = Calificación 2 de 4 estrellas

Es el primer automóvil urbano en contar con siete airbags de serie, el primero en obtener cinco estrellas en los test de seguridad Euro NCAP y el primero en ofrecer de serie ESP en toda la gama.
Sistema ecall en presencia de Blue&Me Nav.

### Mecánicas

#### Motorizaciones

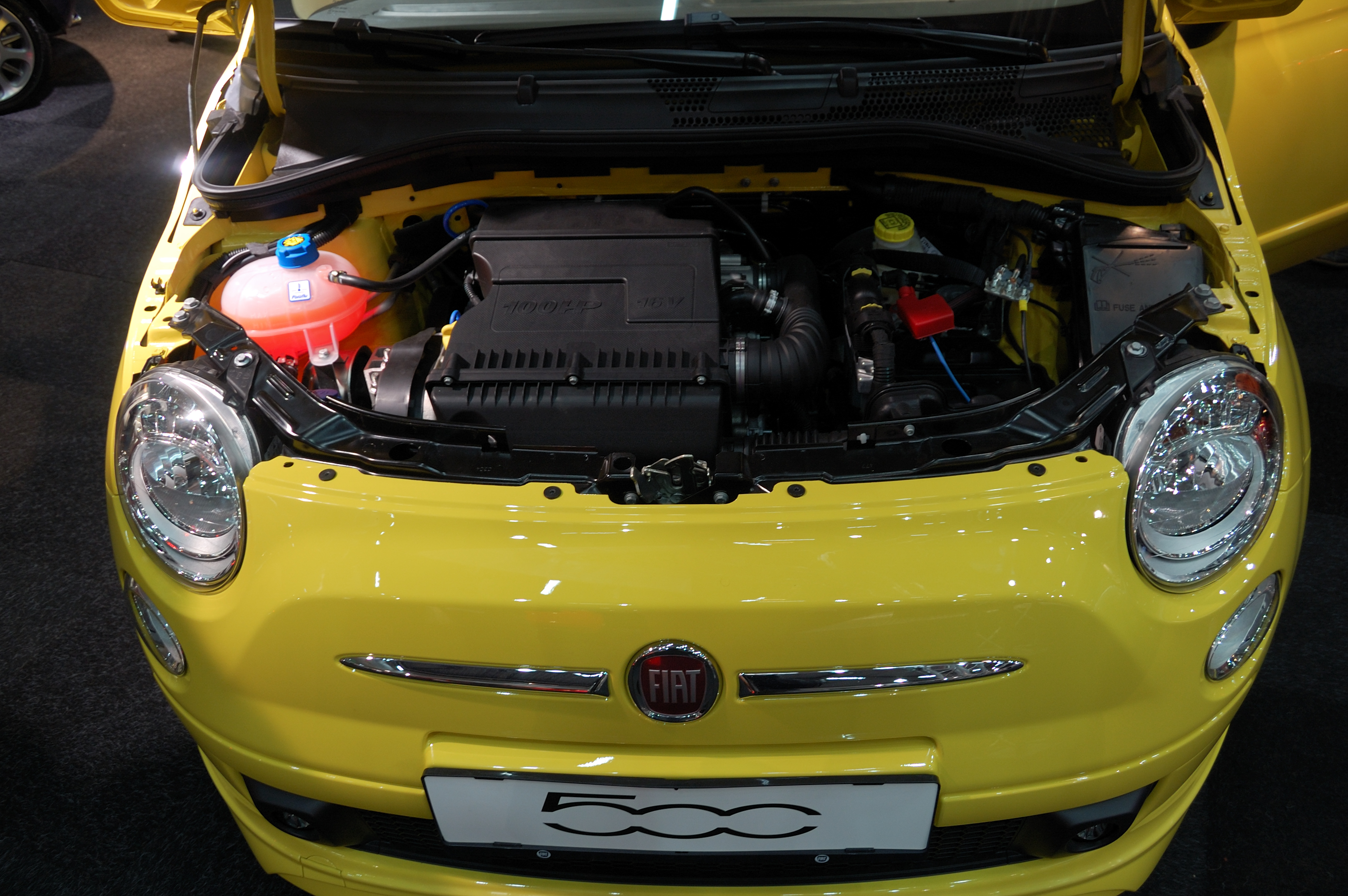
Motor FIRE 1.4 16v.

En el lanzamiento inicial, el Fiat 500 se ofrece con tres motorizaciones de cuatro cilindros en línea. Los gasolina son los consagrados motores de la familia FIRE en las versiones de 1.2 Litros de 69Cv de potencia máxima y la del 1.4 L de 100Cv mientras que el motor diésel será el 1.3 L MULTIJET de primera generación con inyección directa common-rail de 75Cv. Tanto el gasolina 1.4 como el diésel poseen cuatro válvulas por cilindro (16 Valvulas) y unturbocompresor IHI de geometría fija, mientras que el gasolina de 1.2 litros es atmosférico y es de dos válvulas por cilindro (8 Valvulas). Una versión deportiva con un motor gasolina 1.4 litros turbocomprimido de más de 120Cv. será presentada en el Salón del Automóvil de Tokio bajo la denominación ABARTH.
El 500 será uno de los primeros automóviles Fiat en recibir la nueva generación de motores de dos cilindros. El nuevo motor, denominado como TWIN AIR, de  0.900 centímetros cúbicos turboalimentado; se pondrá a la venta a mediados de 2008, con potencias que oscilarán entre los 90 y 110 CV. complementando a los 1.2 y 1.4 L atmosféricos, dado que estas nuevas evoluciones técnicas denominadas como 'DownSizing' hace que los motores sean más compactos, livianos e igual de potentes; procurándose de obtener con ello, la mejora de la relación de compresión y por lo tanto, de unos mejores consumos - prestaciones.sobre los motores que les preceden, y que se supone, deberán de ir substituyendo paulatinamrnte a medio término a los propulsores que les anteceden. 
Poseen también un sistema de arranque y parada automática (Start&Stop), y que también está previsto que lo equipen las evoluciones de los motores de 1.2, 1.4 litros de gasolina y el 1.3 diésel MULTIJET.

##### •Combustibles Alternativos

###### Gas Licuado del Petróleo Vehicular (GLPV)
Gas Natural Comprimido Vehicular (GNCV) - METANOL-

###### ETANOL.
En julio de 2013 se presentaba para el mercado brasileño el Fiat 500 MultiAir Flex, el primer automóvil con sistema MultiAir y tecnología FlexFuel que permite utilizar simultáneamente como combustible para automóviles gasolina, etanol o la mezcla de ambos combustibles en cualquier proporción.

#### Prestaciones y resumen de mecánicas

##### Europa
| Mecánica             | Inicio | Fin | Familia | Tecnología | Combustible    | Cil. | Cubicaje (cc.) | Vál. | Potencia (CV/ rpm) | Par (Nm/ rpm) | Vel. máx. (km/h) | Aceleración 0-100 km/h (s) | Consumo (l/100km) | Emisión CO2 (g/km) | S&S | Transmisión                   | Rel. |
| -------------------- | ------ | --- | ------- | ---------- | -------------- | ---- | -------------- | ---- | ------------------ | ------------- | ---------------- | -------------------------- | ----------------- | ------------------ | --- | ----------------------------- | ---- |
| 0.9 TwinAir          | Debut  |     | TwinAir |            | Gasolina       | 2L   | 875            | 8    | 85/                | /             |                  |                            |                   | EURO 5             | No  | Delantera Manual              | 6    |
| 0.9 TwinAir Dualogic | Debut  |     | TwinAir |            | Gasolina       | 2L   | 875            | 8    | 85/                | /             |                  |                            |                   | EURO 5             | No  | Delantera Automática Dualogic | 6    |
| 0.9 TwinAir          | Debut  |     | FIRE    |            | Gasolina       | 2L   | 875            | 8    | 105/               | /             |                  |                            |                   | EURO 5             | No  | Delantera Manual              | 6    |
| 1.2 D4F              | Debut  |     | D4F     |            | Gasolina       | 4L   | 1368           | 8    | 69/                | /             |                  |                            |                   | EURO 5             | No  | Delantera Manual              | 6    |
| 1.2 D4F Dualogic     | Debut  |     | D4F     |            | Gasolina       | 4L   | 1368           | 8    | 69/                | /             |                  |                            |                   | EURO 5             | No  | Delantera Automática Dualogic | 6    |
| 1.2 FIRE             | Debut  |     | FIRE    |            | Gasolina       | 4L   | 1368           | 8    | 69/                | /             |                  |                            |                   | EURO 5             | Si  | Delantera Manual              | 6    |
| 1.4 FIRE             | Debut  |     | FIRE    |            | Gasolina       | 4L   | 1368           | 16   | 100/               | /             |                  |                            |                   | EURO 5             | No  | Delantera Manual              | 6    |
| 1.4 FIRE Dualogic    | Debut  |     | FIRE    |            | Gasolina       | 4L   | 1368           | 16   | 100/               | /             |                  |                            |                   | EURO 5             | No  | Delantera Automática Dualogic | 6    |
| 1.3 JTDm             | Debut  |     | JTD     |            | Gasóleo        | 4L   | 1248           | 16   | 75/                | /             |                  |                            |                   | EURO 5             | No  | Delantera Manual              | 6    |
| 1.3 JTDm             | Debut  |     | JTD     |            | Gasóleo        | 4L   | 1248           | 16   | 95/                | /             |                  |                            |                   | EURO 5             | No  | Delantera Manual              | 6    |
| 1.2 FIRE EasyPower   | 2012   |     | FIRE    | EasyPower  | GLP o gasolina | 4L   | 1242           | 8    | 69/ 5500           | 102/ 3000     | 160              | 12,9                       | 6,6               | 106 EURO 5         | No  | Delantera Manual              | 5    |

##### América
| Mecánica               | Inicio | Fin | Familia | Tecnología        | Combustible       | Cil. | Cubicaje (cc.) | Vál. | Potencia (CV/ rpm) | Par (Nm/ rpm) | Vel. máx. (km/h) | Aceleración 0-100 km/h (s) | Consumo (l/100km) | Emisión CO2 (g/km) | S&S | Transmisión                   | Rel. |
| ---------------------- | ------ | --- | ------- | ----------------- | ----------------- | ---- | -------------- | ---- | ------------------ | ------------- | ---------------- | -------------------------- | ----------------- | ------------------ | --- | ----------------------------- | ---- |
| 1.4 FIRE               | 2011   |     | FIRE    |                   | Gasolina          | 4L   | 1368           | 8    | 85/ 5750           | 121/ 3500     | 170              | 12,2                       |                   |                    | No  | Delantera Manual              | 5    |
| 1.4 MultiAir           | 2011   |     | FIRE    | MultiAir          | Gasolina          | 4L   | 1368           | 16   | 101/ 6500          | 132/ 4000     |                  |                            |                   |                    | No  | Delantera Manual              | 5    |
| 1.4 MultiAir           | 2011   |     | FIRE    | MultiAir          | Gasolina          | 4L   | 1368           | 16   | 101/ 6500          | 132/ 4000     |                  |                            |                   |                    | No  | Delantera Automática          | 6    |
| 1.4 MultiAir           | 2011   |     | FIRE    | MultiAir          | Gasolina          | 4L   | 1368           | 16   | 105/ 6500          | 133/ 4000     | 183              | 10,2                       |                   |                    | No  | Delantera Manual              | 5    |
| 1.4 MultiAir           | 2011   |     | FIRE    | MultiAir          | Gasolina          | 4L   | 1368           | 16   | 105/ 6500          | 133/ 4000     | 180              | 12,6                       |                   |                    | No  | Delantera Automática          | 6    |
| 1.4 Turbo MultiAir     | 2012   |     | T-Jet   | MultiAir Turbo    | Gasolina          | 4L   | 1368           | 16   | 135/ 5500          | 206/ 2500     |                  |                            |                   |                    | No  | Delantera Manual              | 5    |
| 1.4 FIRE Flex          | 2011   |     | FIRE    | FlexFuel          | Etanol o gasolina | 4L   | 1368           | 8    | 88/                | 125/          | 172              | 11,8                       |                   |                    | No  | Delantera Manual              | 5    |
| 1.4 FIRE Dualogic Flex | 2011   |     | FIRE    | FlexFuel          | Etanol o gasolina | 4L   | 1368           | 8    | 88/                | 125/          | 172              | 11,8                       |                   |                    | No  | Delantera Automática Dualogic | 5    |
| 1.4 MultiAir Flex      | 2013   |     | FIRE    | MultiAir FlexFuel | Etanol o gasolina | 4L   | 1368           | 16   | 107/               | 133/          | 183              | 20,2                       |                   |                    | No  | Delantera Manual              | 5    |
| 1.4 MultiAir Flex      | 2013   |     | FIRE    | MultiAir FlexFuel | Etanol o gasolina | 4L   | 1368           | 16   | 107/               | 133/          | 179              | 12,2                       |                   |                    | No  | Delantera Automática          | 6    |

### Equipamiento

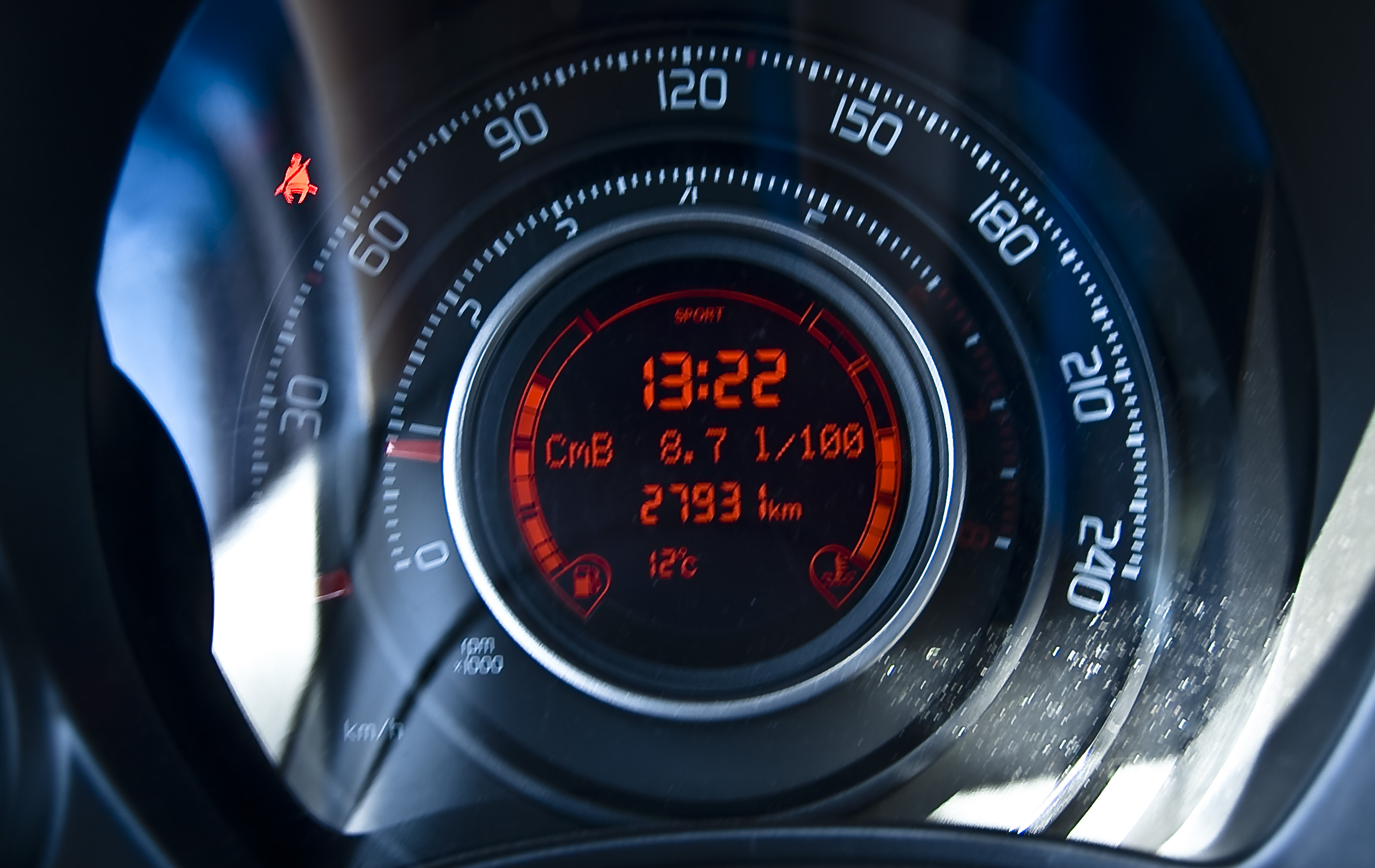
Cuadro

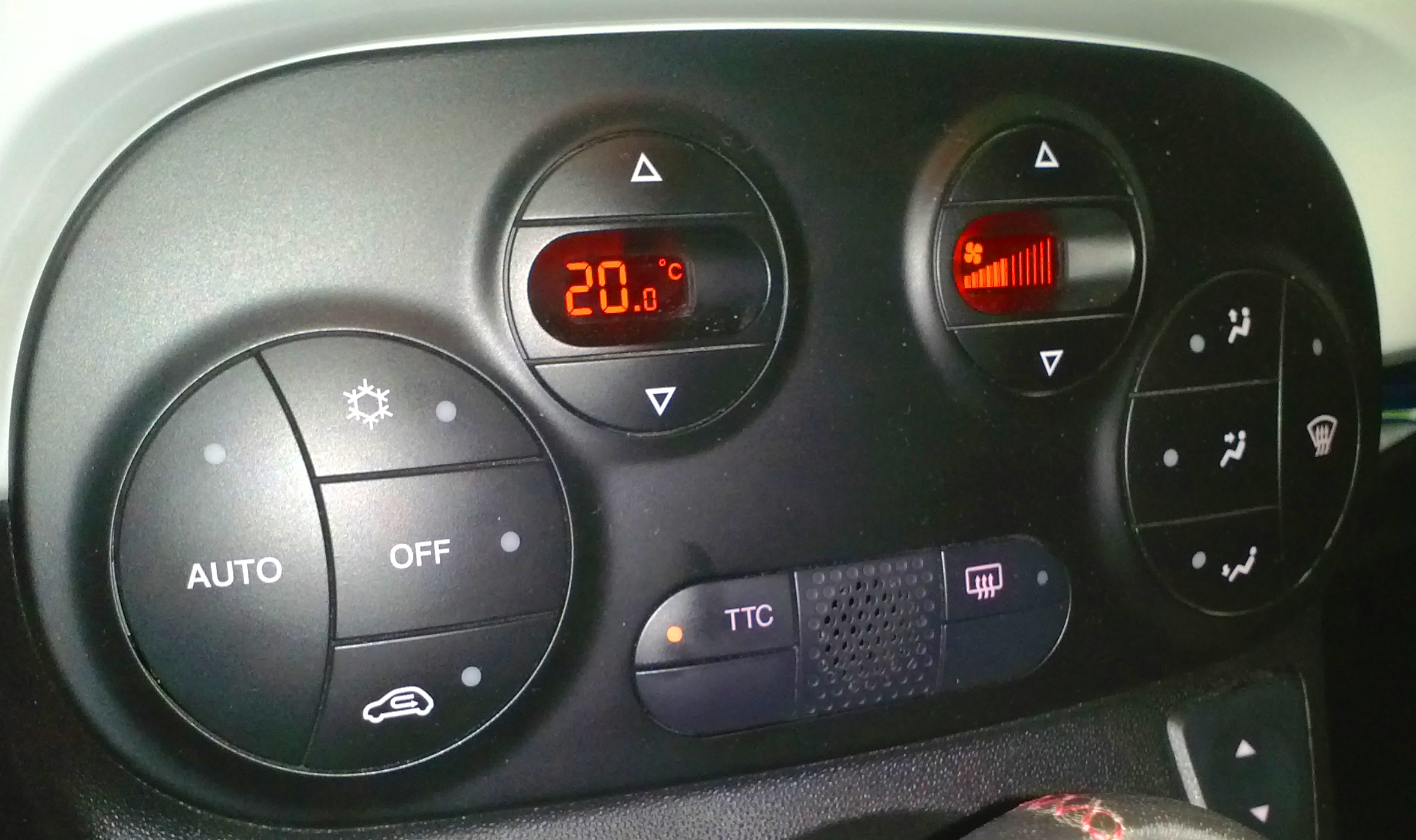
Climatizador

El 500 está disponible con cuatro niveles de acabado diferentes: Naked, Pop, Lounge y Sport. Los clientes también pueden elegir entre 15 estilos de interiores, 9 opciones de rueda, 19 calcomanías, y 12 colores exteriores. Hay más de 500.000 combinaciones diferentes personalizadas para el Fiat 500 que puede hacerse mediante la adición de todo tipo de accesorios, calcomanías, interior y exterior colores, y estilos. Asientos delanteros calefactados.
Desde 2014 puede contar según versiones con una pantalla de instrumentos de alta definición TFT de 7 pulgadas.
Aire acondicionado o climatizador con filtro anti-polen. Volante regulable en altura. Termómetro exterior.
Sistema My Car. Cierre centralizado con mando a distancia. Follow me home.
Espejo interior electrocrómico, asiento del conductor con memoria, elevalunas eléctricos.
Visera parasol con luz y espejo de cortesía y toma de corriente 12 voltios.
Retrovisores exteriores con ajuste eléctrico y térmicos. Regulaci´çon de altura de faros. Ordenador de viaje. Faros de Xénon con lavafaros.
Techo practicable eléctrico Sky Window o techo solar fijo con cortinilla parasol.

#### Infoentretenimiento

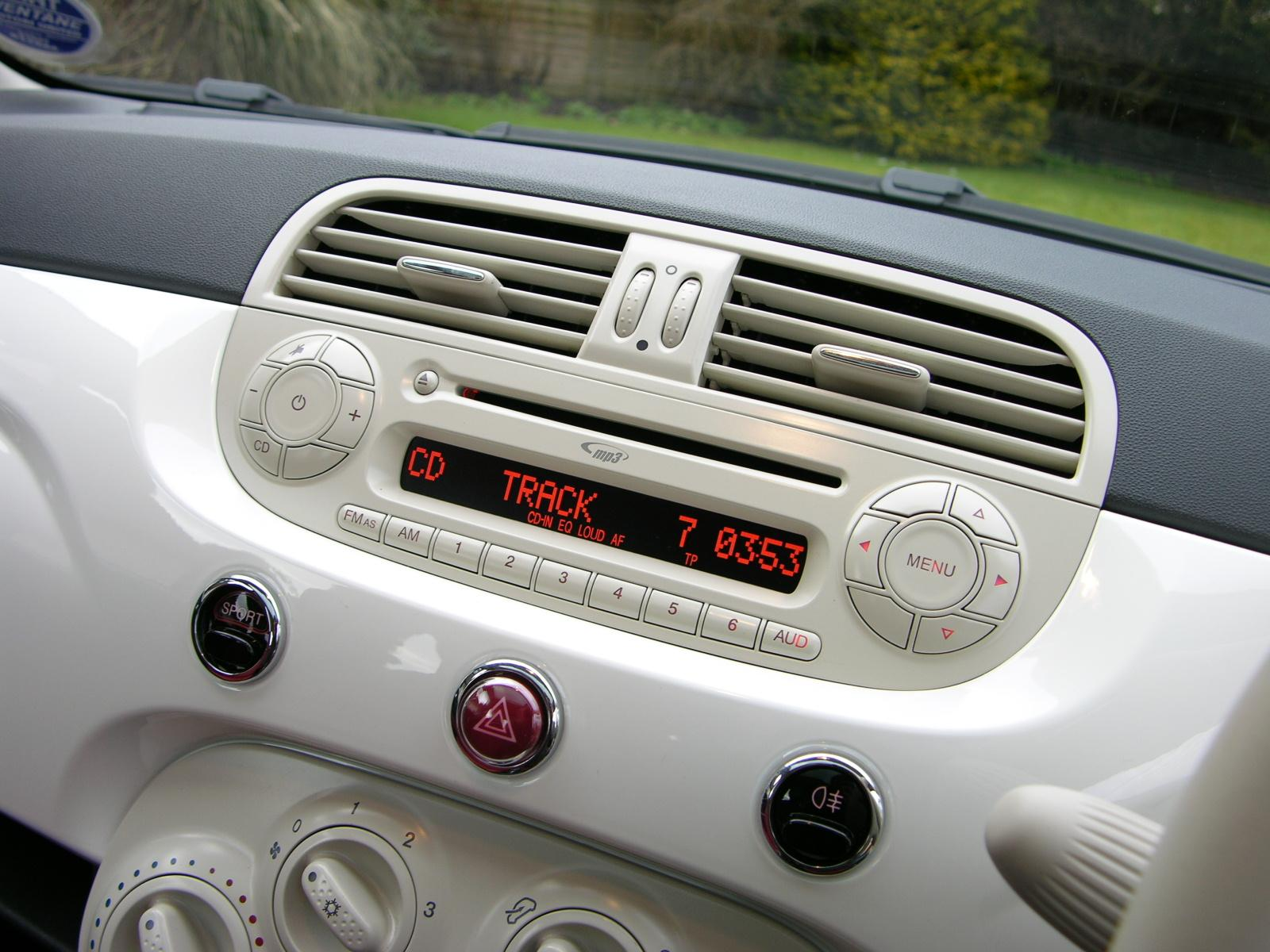
Sistema de audio

El 500 ha contado con múltiples sistemas de infoentretenimiento desde 2007. Han ido evolucionando a lo largo del tiempo y también en función a la versión europea o americana. Radio CD con MP3 con 6 altavoces, mandos de audio en el volante, conexión USB y puede contar con preinstalación de navegador portátil.

##### Blue&Me

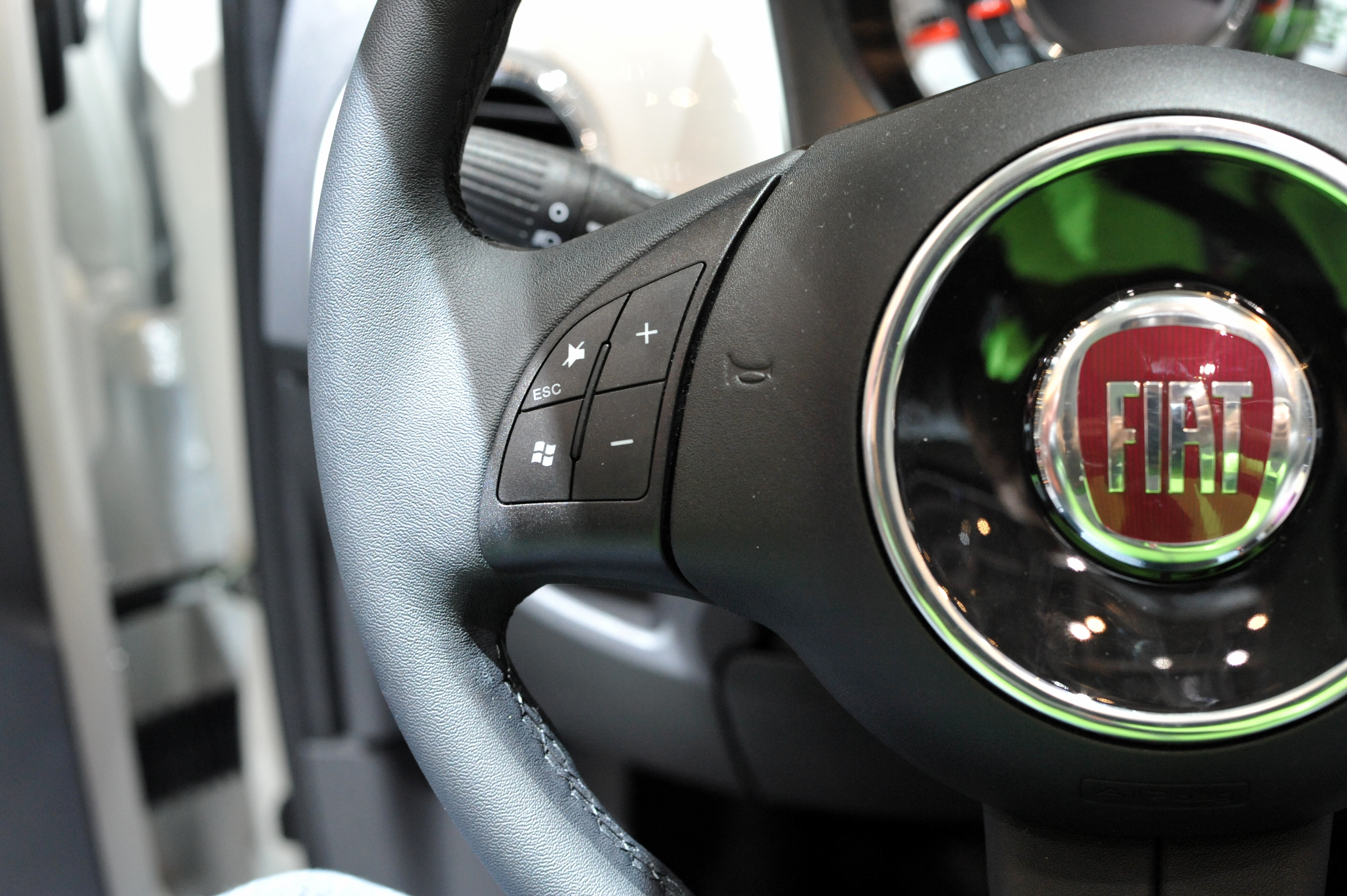
Blue&Me

Está disponible con el sistema Blue&Me desarrollado por Fiat y Microsoft.

###### Blue&Me TomTom
Blue&Me TomTom de primera generación.

###### Blue&Me TomTom 2
Blue&Me TomTom de segunda generación.

##### Uconnect

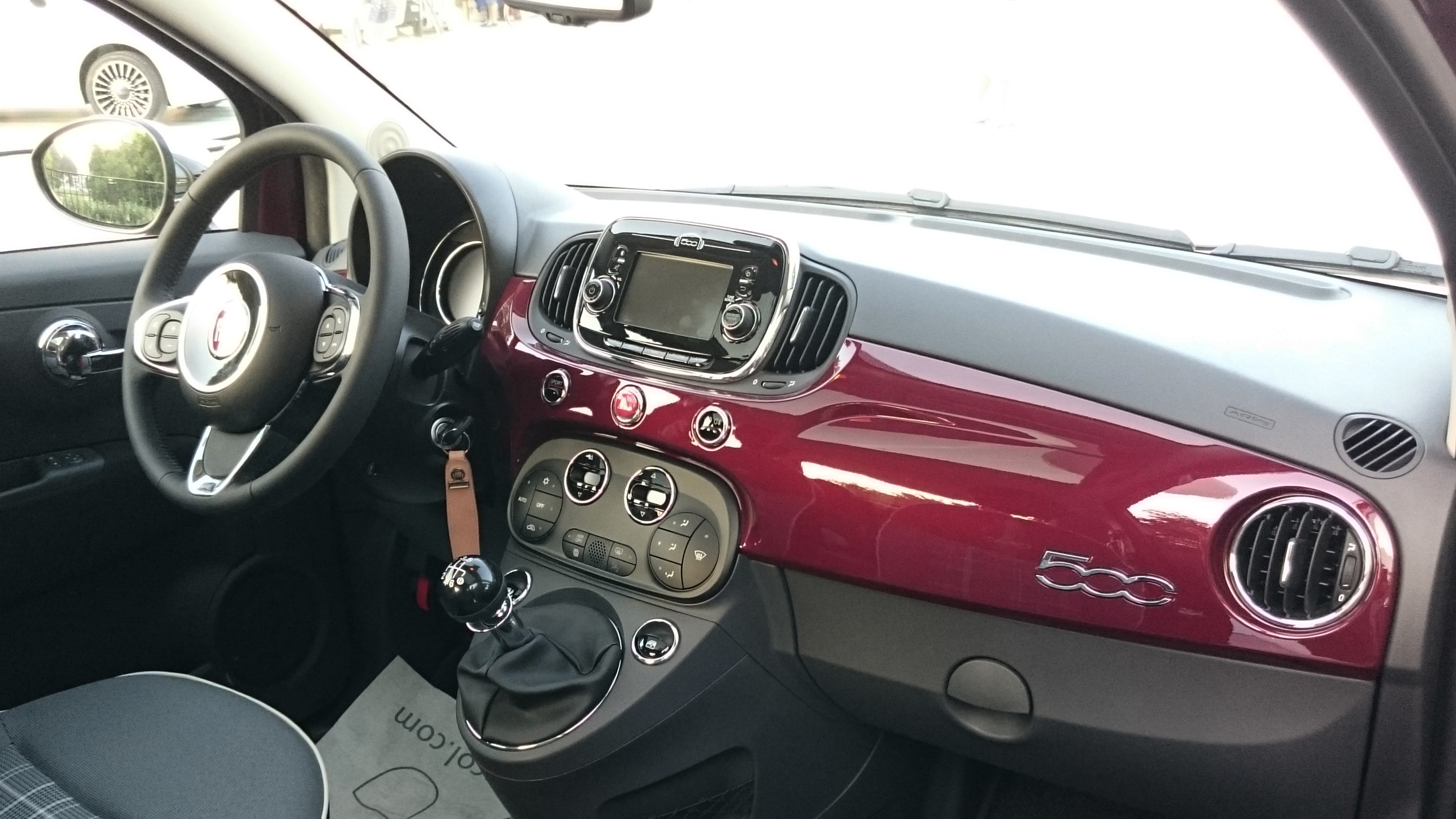
Uconnect

El sistema Uconnect se ofrece en la versión europea desde el rediseño de 2015.

##### Interscope Sound System
El sistema Interscope Sound System se ofreció como equipo de alta fidelidad.

##### Alpine Premium Audio System
Inicialmente, el equipo de la firma japonea Alpine, se ofreció para el mercado americano como equipo de alta fidelidad. Fue sustituido en 2012 por el equipo fabricado por Beats Audio.

##### BOSE
El sistema BOSE, de la firma estadounidense BOSE, se ofreció como equipo de alta fidelidad.

##### Beats Audio by Dr. Dre.
El sistema Beats Audio by Dr. Dre., de la firma californiana Beats, se ofrece en la versión americana como equipo de alta fidelidad. Disponible desde 2012, sustituye al sistema diseñado Alpine. Cuenta con dos altavoces de agudos de 2,5 cm en los pilares A, dos woofers de 16,5 cm ubicados en las puertas, dos altavoces de rango completo de 8,8 cm en las plazas traseras, un subwoofer de doble bobina móvil de 20.3 centímetros montado en el maletero junto con un amplificador de ocho canales y 368 vatios con algoritmo BeatsAudio Digital Sound Processing (DSP).

## Ediciones especiales y limitadas

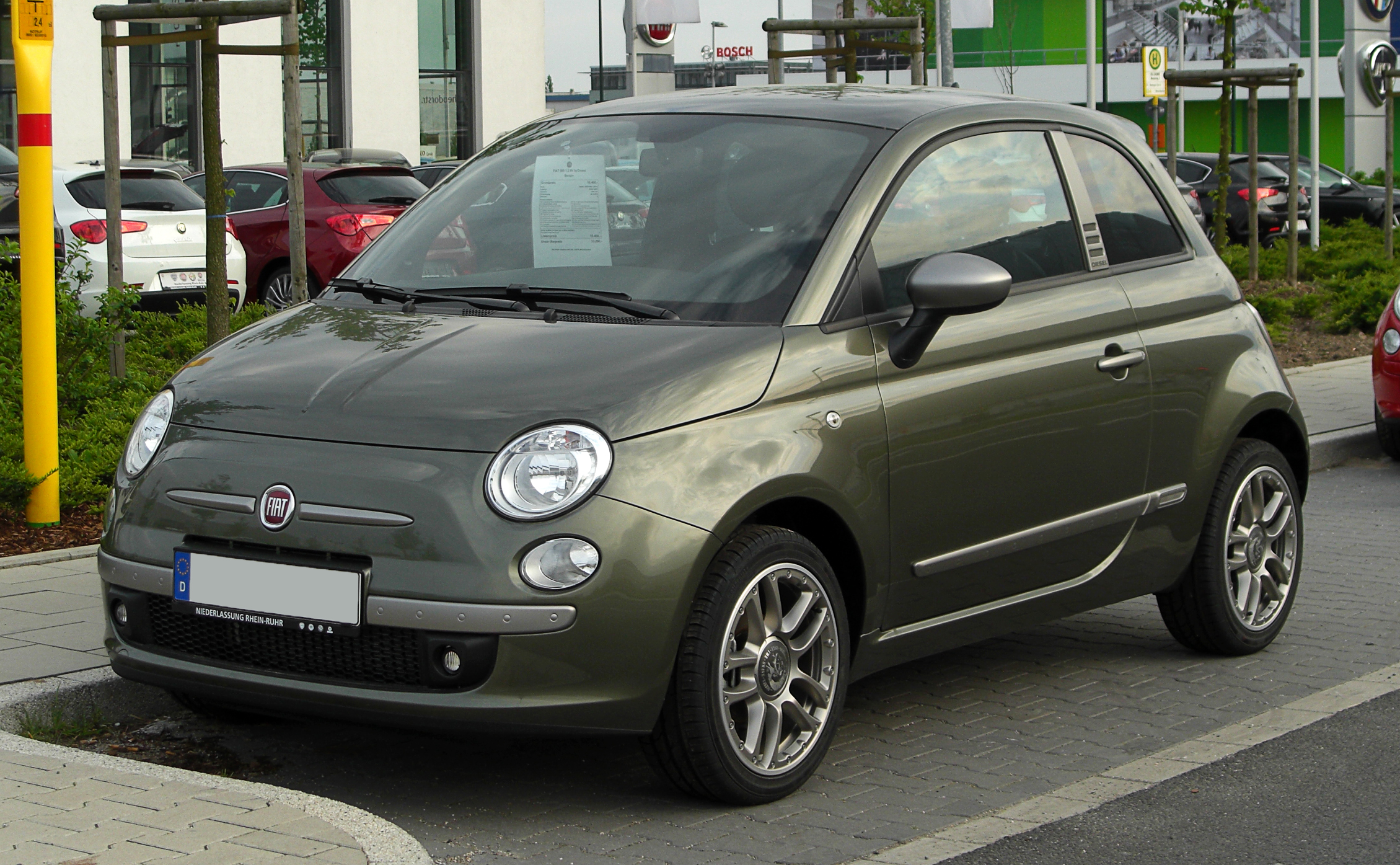
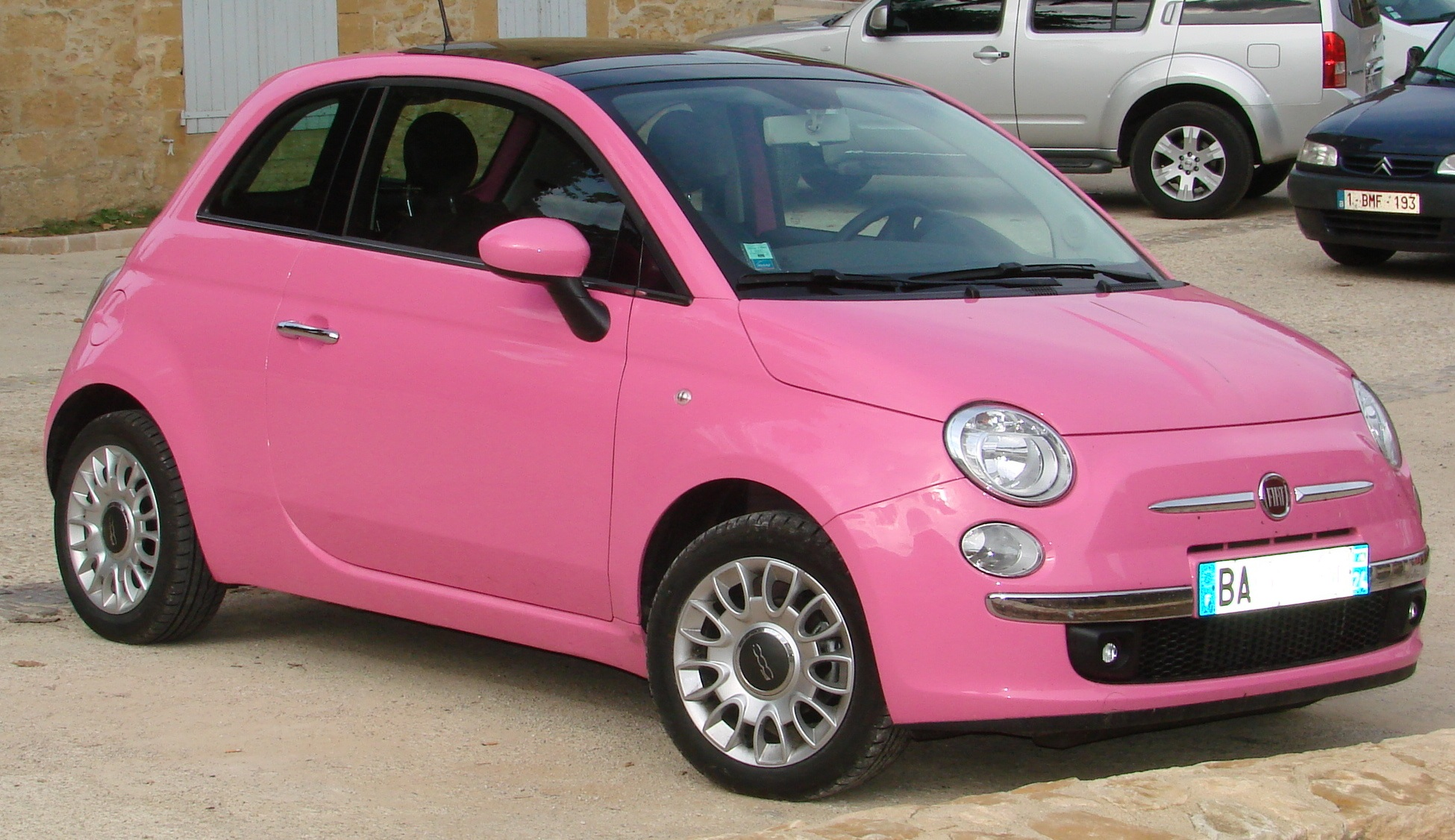
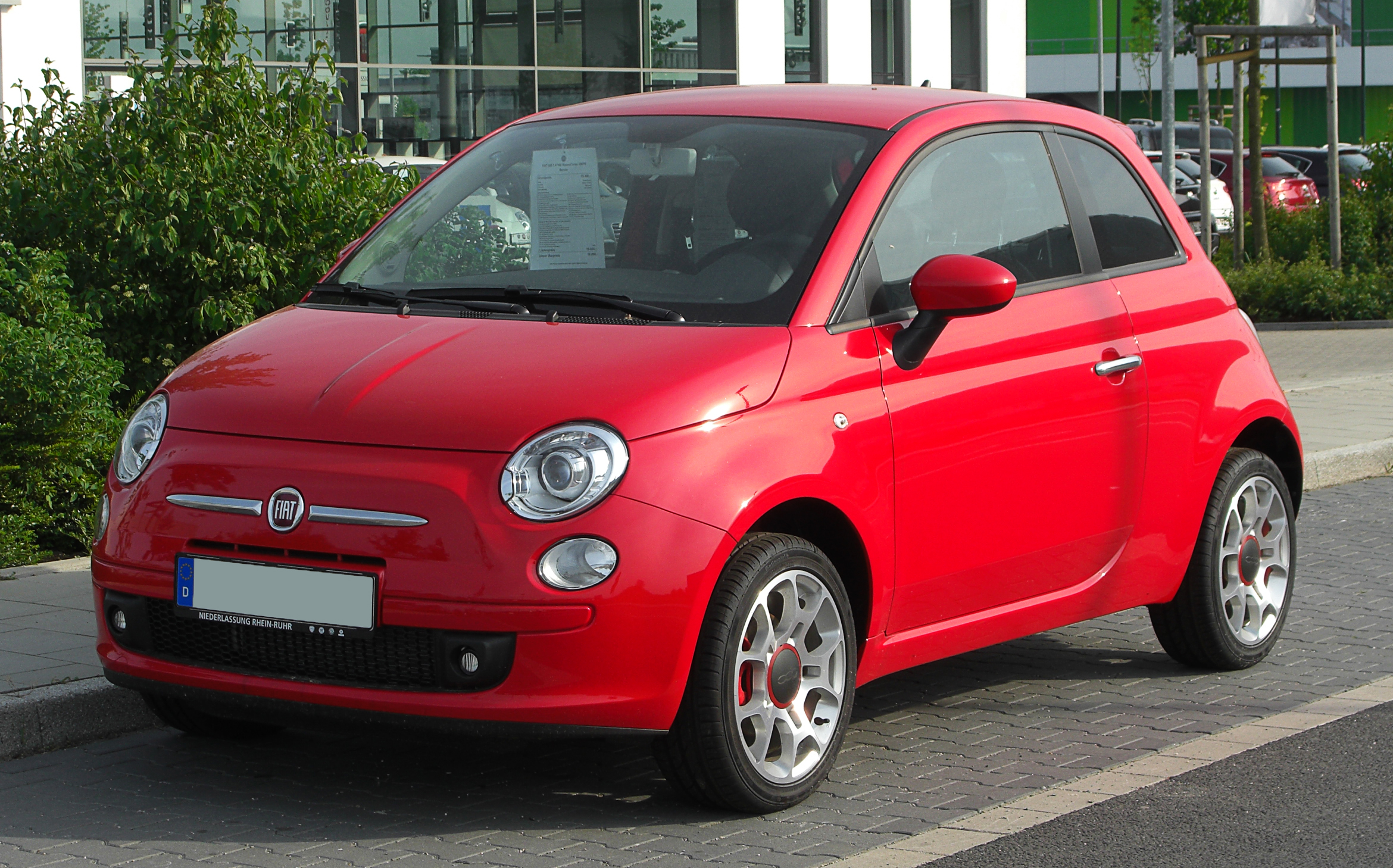
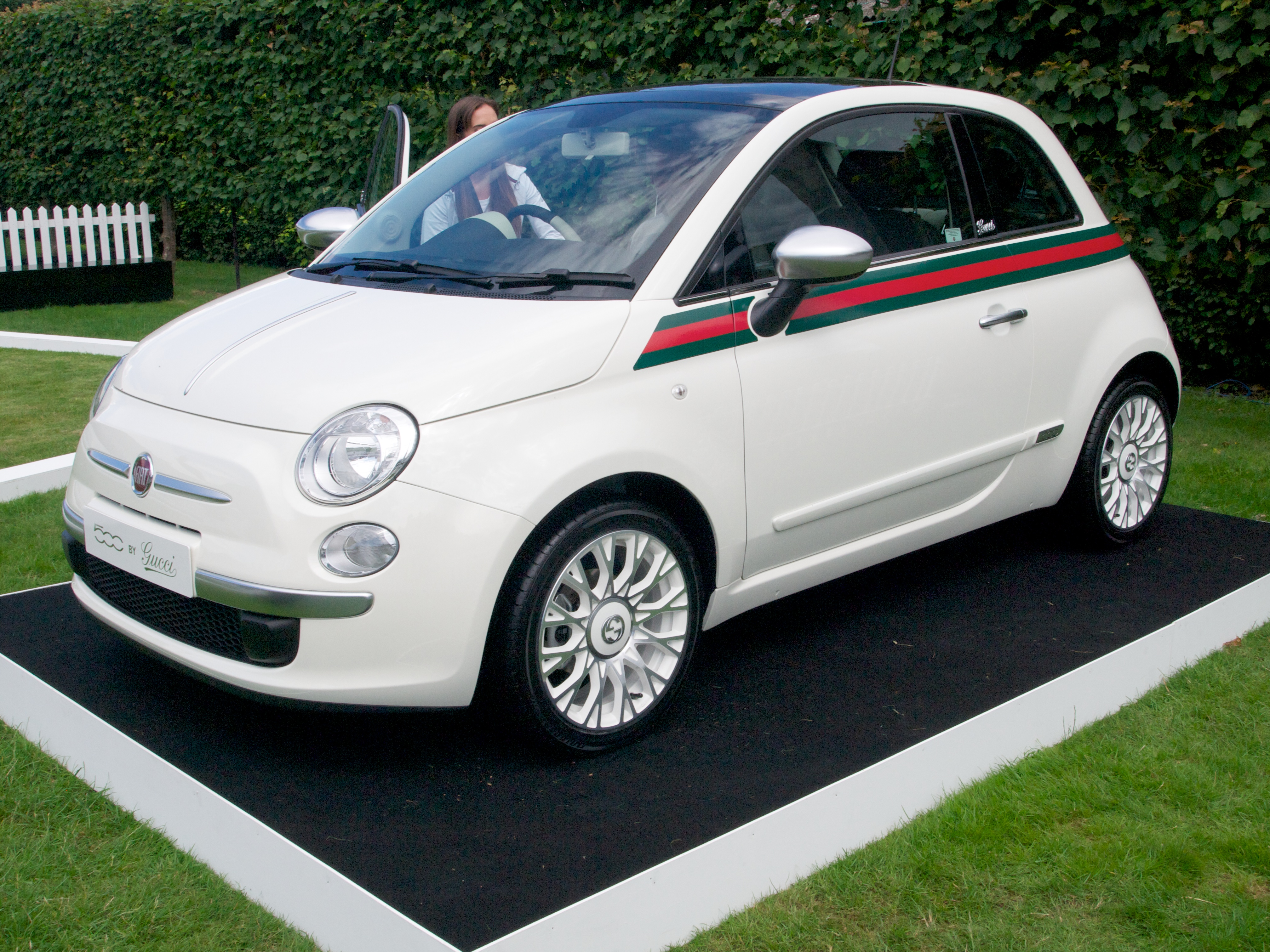
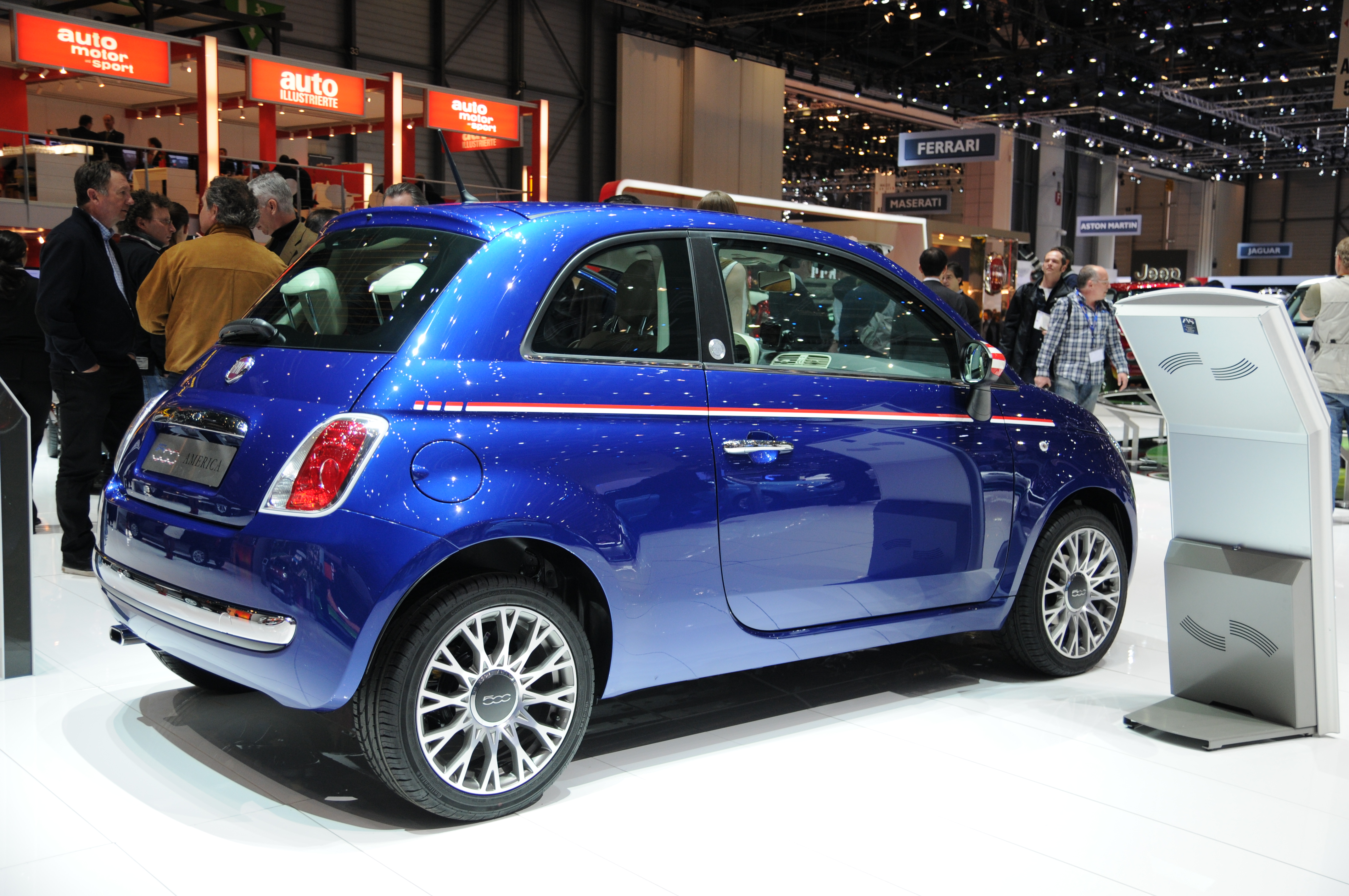
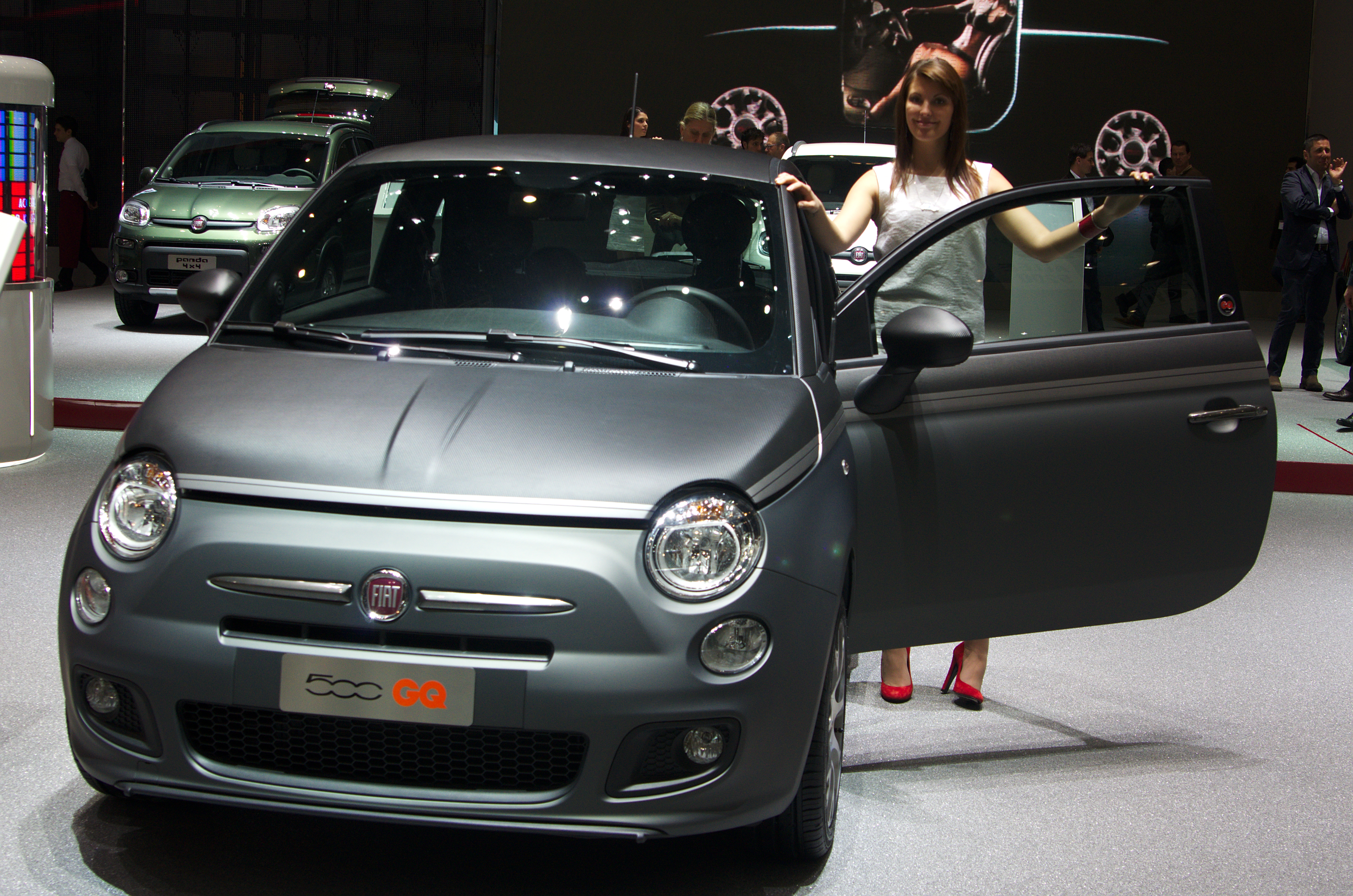

## Derivados del 500

### Micro Vett
El Micro Vett electric Fiat 500 se presentó en el British International Motor Show por la empresa NICE Car Company. Está movido por una batería de ion de litio en polímero de Dow Kokam con una capacidad de 22 kWh y una velocidad máxima de 100 km/h. La autonomía es de 112 km, tras lo que necesita una recarga de 6–8 horas.

### EV Adapt
La compañía italiana ha dado a la empresa sueca EV Adapt permiso para comprar ejemplares del 500 y cambiarles el motor de combustión por un eléctrico y venderlo como un vehículo eléctrico. La adaptación está disponible en Europea y estos modelos son conocidos como Fiat 500 EV. De forma similar a lo que ofrece Renault con sus ZE, los compradores tienen la opción de comprar el coche y posteriormente alquilar las baterías, para conseguir así un precio de compra más reducido (en asociación con Alelion Batteries). Todos los vehículos de EV Adapt están equipados con baterías de litio hierro fosfato (LFP). Su autonomía es de 120 km y su velocidad máxima está limitada a km/h.

## Publicidad

### Presentación
Fiat asimismo ha impulsado una campaña de publicidad incluye una página web dedicada al 500 Con esta estrategia, Fiat pretende convertir al 500 en un nuevo ícono de la cultura popular actual; en palabras del jefe ejectutivo de Fiat, Sergio Marchionne, "el 500 será nuestro iPod". El 500 fue galardonado como Coche del Año en Europa de 2008 y Diseño Mundial del Año 2009.

### "500 wants you"
Un proyecto denominado "500 wants you" fue lanzado por Fiat como parte de una importante campaña de publicidad en línea. El proyecto utiliza la Internet para involucrar al público en la planificación de la evolución del nuevo vehículo. La página oficial del Fiat 500 en la web ha sido visitada por más de cuatro millones de personas.

### Fiat 500 y Volkswagen
En 2012 un 500 formó parte de una broma gastada a Volkswagen. En la sede de Fiat en Estocolmo se dieron cuenta de que uno de los automóviles de Google Maps estaba fotografiando la zona para su servicio Street View. Aprovechando la circunstancia uno de los empleados decidió dirigirse rápidamente a la sede sueca de Volkswagen a bordo de un Fiat 500 rojo descapotable. Justo antes de que el automóvil de Google fotografiase la zona aparcó el 500 delante de la puerta, quedando el pequeño Fiat inmortalizado frente a la puerta de la sede rival.

## Motos de agua
Posteriormente en julio de 2013 con motivo del Campeonato de Surf de Estados Unidos celebrado en Huntington Beach, California, Fiat carrozó tres motos de agua con aspecto de Fiat 500, siendo estas capaces de flotar y navegar con normalidad. Las tres embarcaciones mostradas eran un Fiat 500 naranja, un Fiat 500C blanco y un Abarth 500 rojo pero en total se habían construido cinco embarcaciones, entre ellas una con el aspecto del Fiat 500L. Algunas de ellas habían sido usadas para el anuncio de televisión original.

## Fábricas
El Fiat 500 se produce en las siguientes plantas:
- Fiat Tychy[1][13]
- Chrysler Toluca[13]